# Liste der Biografien/Mel
Liste der Biografien |
Portal Biografien |
Personensuche
# |
A |
B |
C |
D |
E |
F |
G |
H |
I |
J |
K |
L |
M |
N |
O |
P |
Q |
R |
S |
T |
U |
V |
W |
X |
Y |
Z |
?
 
Ma |
Mb |
Mc |
Md |
Me |
Mf |
Mg |
Mh |
Mi |
Mj |
Mk |
Ml |
Mm |
Mn |
Mo |
Mp |
Mq |
Mr |
Ms |
Mt |
Mu |
Mv |
Mw |
Mx |
My |
Mz
 
Mea–Mee |
Mef |
Meg |
Meh |
Mei |
Mej |
Mek |
Mel |
Mem |
Men |
Meo |
Mep |
Mer |
Mes |
Met |
Meu |
Mev |
Mew |
Mex |
Mey |
Mez
Die Liste der Biografien führt alle Personen auf, die in der deutschsprachigen Wikipedia einen Artikel haben. Dieses ist eine Teilliste mit 1069 Einträgen von Personen, deren Namen mit den Buchstaben „Mel“ beginnt.

## Mel
- Mel (* 1997), deutsch-türkische Sängerin, Rapperin und Songwriterin
- Mel, Conrad (1666–1733), deutscher reformierter Theologe, Pädagoge und Schriftsteller
- Mel, Rinaldo del, franko-flämischer Komponist und Kapellmeister der Renaissance
- Mel-Man, US-amerikanischer Hip-Hop-Produzent von Aftermath Entertainment

### Mela
- Mela, Francisco (* 1968), kubanischer Schlagzeuger und Perkussionist
- Mela, Ghias (1961–2015), pakistanischer Politiker
- Mélac, Ezéchiel de († 1704), französischer GeneralEzéchiel de Mélac († 1704)

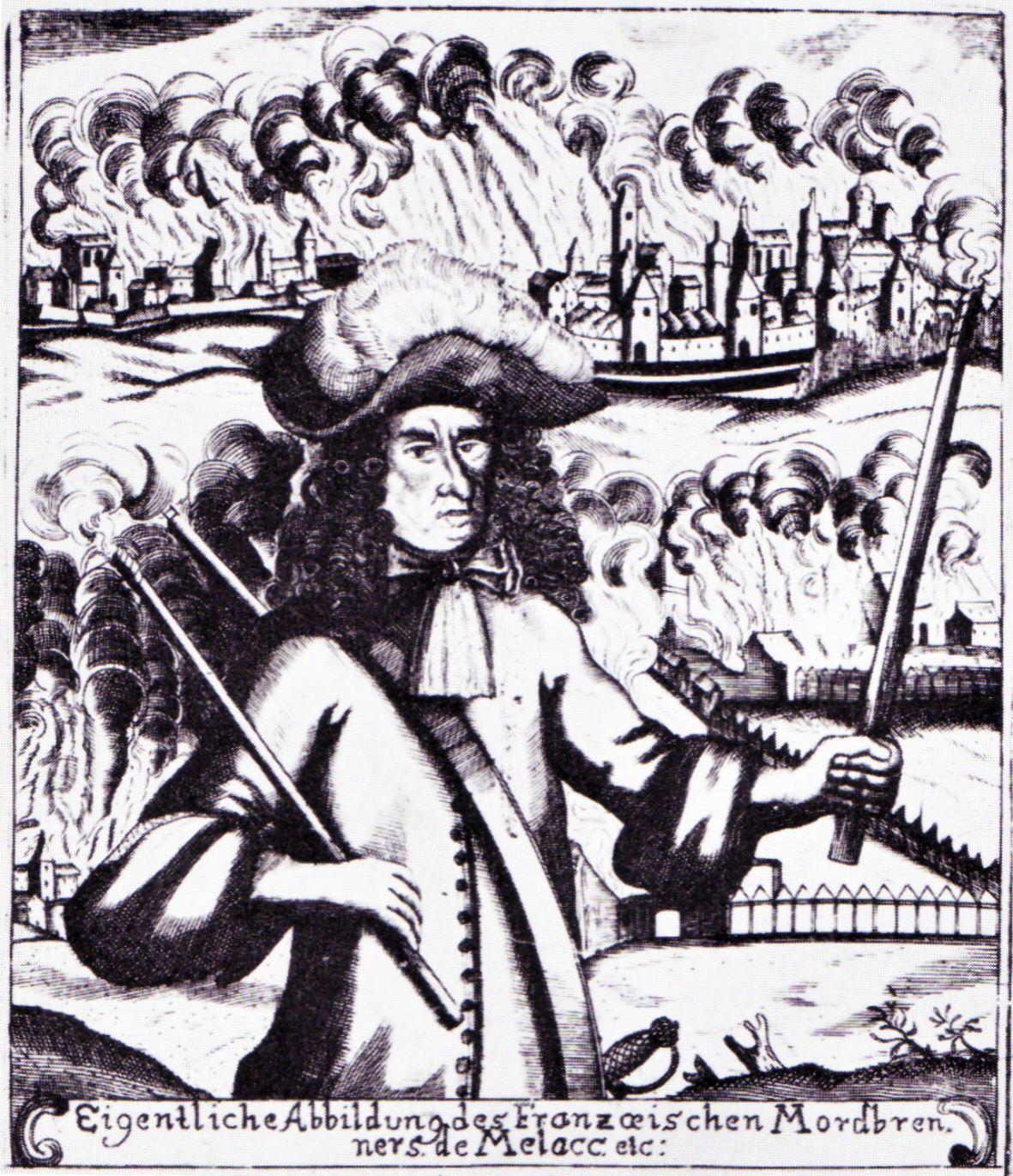
Ezéchiel de Mélac († 1704)

- Melachrino, George (1909–1965), britischer Musiker, Bandleader, Arrangeur und Komponist
- Meladin, Julia (* 2003), deutsche Popsängerin und Songschreiberin
- Meladse, Waleri Schotajewitsch (* 1965), russischer Popsänger georgischer Herkunft
- Melady, Thomas Patrick (1927–2014), US-amerikanischer Diplomat
- Melak, Nibret (* 1999), äthiopischer Leichtathlet
- Melak, Stefan (1946–2010), polnischer Bürgerrechtler und Journalist
- Melaku, Elfenesh (* 1985), äthiopische Marathonläuferin
- Melamed, Fred (* 1956), amerikanischer Schauspieler
- Melamed, Guy (* 1992), israelischer Fußballspieler
- Melamed, Stephen (* 1951), US-amerikanischer Designer
- Melamed, Tatjana (* 1974), ukrainisch-deutsche Schachspielerin
- Melamed, Yitzhak (* 1968), israelisch-amerikanischer Philosoph
- Melametsä, Anssi (* 1961), finnischer Eishockeyspieler
- Melamid, Alex (* 1945), US-amerikanischer Künstler
- Melamkura, Herrscher der ersten Meerland-Dynastie
- Melán, Andreas (* 1960), österreichischer Diplomat
- Melan, Ernst (1890–1963), österreichischer Bauingenieur und Hochschullehrer
- Melan, Joseph (1853–1941), österreichischer Bauingenieur und Erfinder der Melan-Bauweise für Brücken
- Melanchros, Tyrann von Mytilene
- Melanchthon, Anna (1522–1547), deutsche Gelehrte, älteste Tochter des Reformators Philipp Melanchthon
- Melanchthon, Katharina (1497–1557), Ehefrau eines Reformators
- Melanchthon, Philipp (1497–1560), deutscher Gelehrter und Reformator der so genannten Wittenberger ReformationPhilipp Melanchthon (1497–1560)

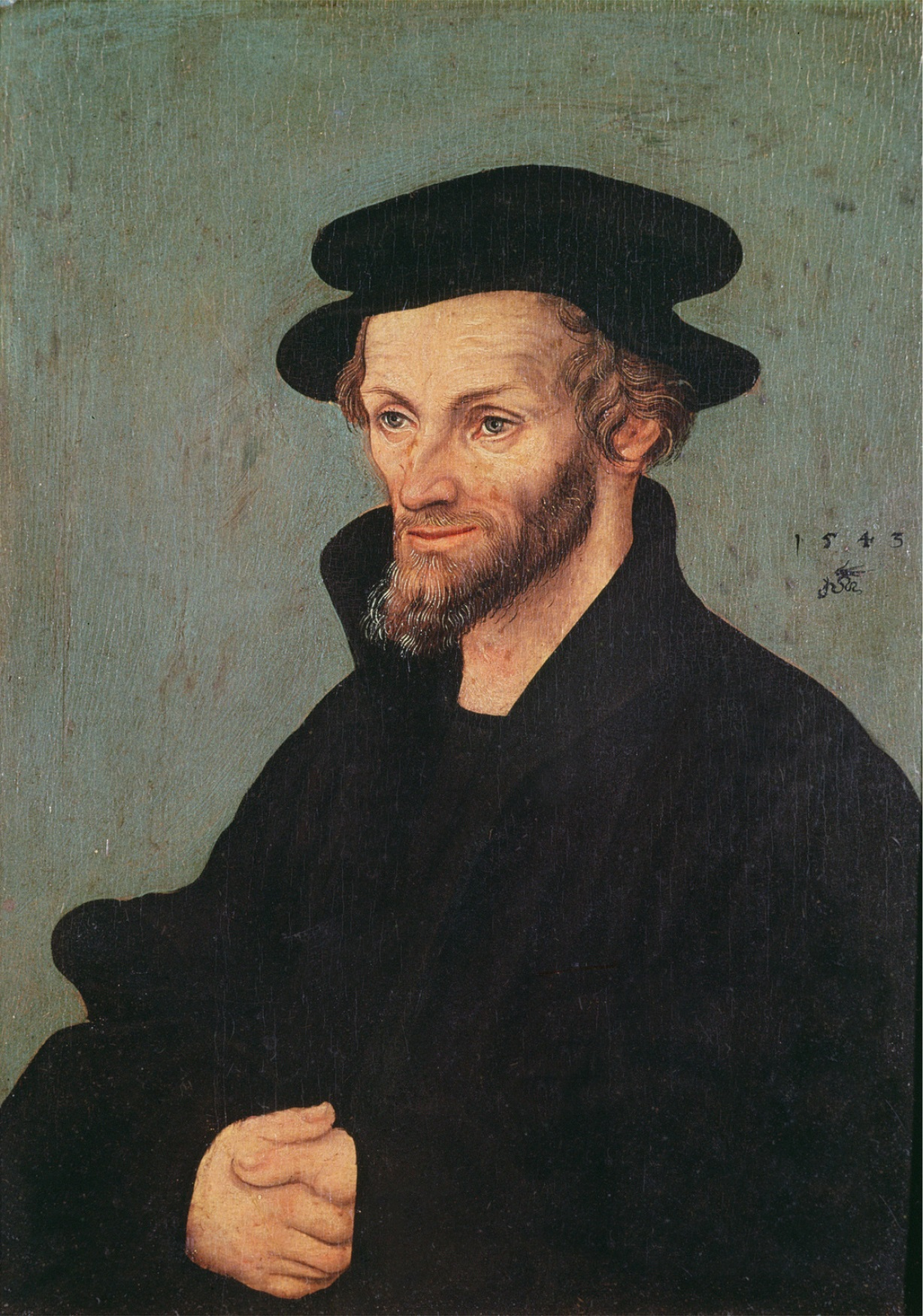
Philipp Melanchthon (1497–1560)

- Melancon, Charlie (* 1947), US-amerikanischer Politiker
- Meland, Gunnar (* 1947), norwegischer Curler
- Meland, Kaare (1915–2002), norwegischer Politiker
- Melander, Dennis (* 1983), schwedischer Fußballspieler
- Melander, Dionysius († 1561), deutscher Theologe und Reformator
- Melander, Eva (* 1974), schwedische Schauspielerin
- Melander, Hilda (* 1991), schwedische Tennisspielerin
- Melander, Johan (1878–1947), schwedischer Romanist und Sprachwissenschaftler
- Melander, Otto (1571–1640), deutscher Rechtswissenschaftler, Diplomat und Schriftsteller
- Melandri, Enzo (1926–1993), italienischer Philosoph
- Melandri, Francesca (* 1964), italienische Schriftstellerin und DrehbuchautorinFrancesca Melandri (* 1964)

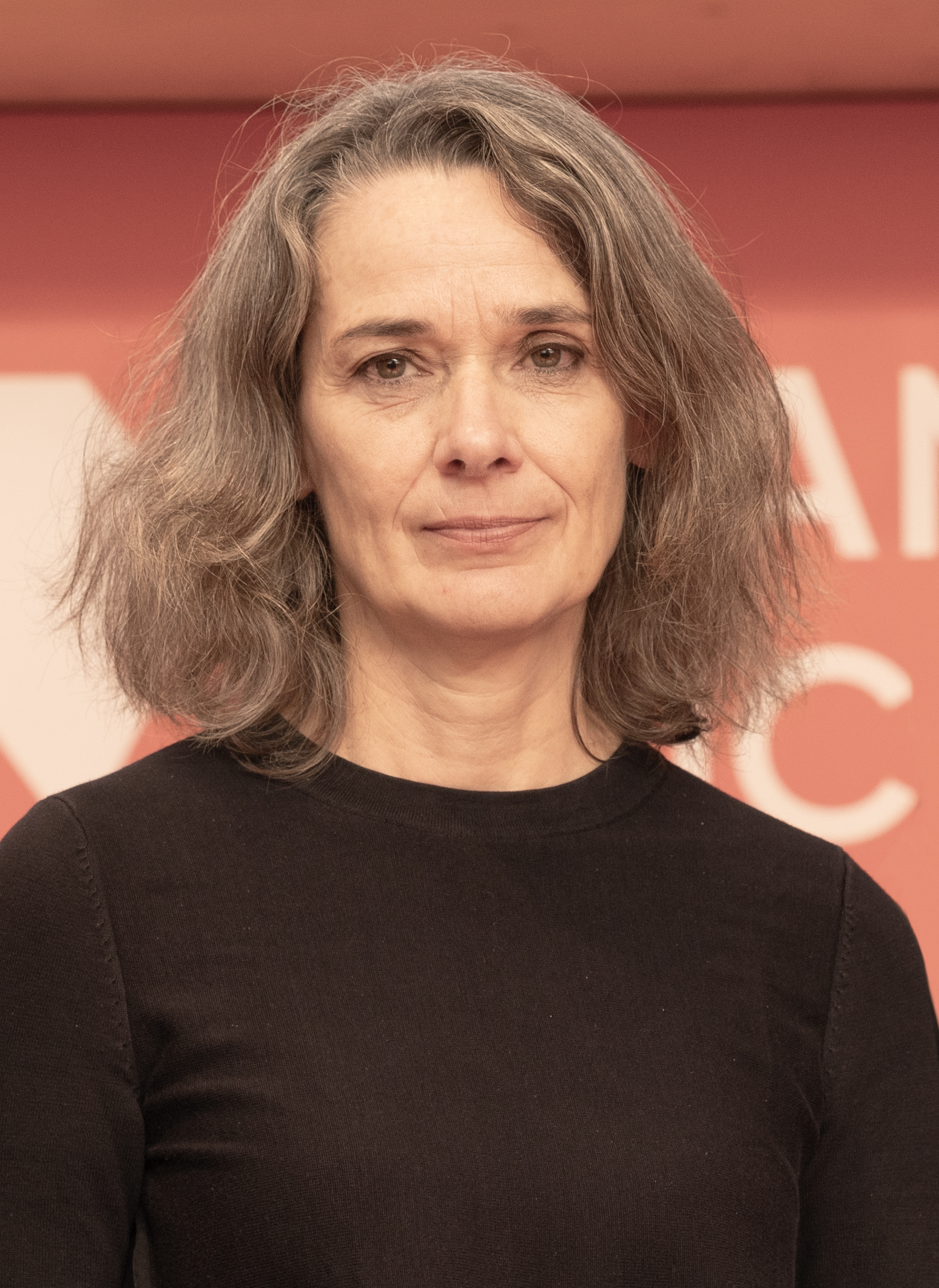
Francesca Melandri (* 1964)

- Melandri, Giovanna (* 1962), italienische Politikerin, Mitglied der Camera dei deputati
- Melandri, Marco (* 1982), italienischer Motorradrennfahrer
- Melandroni, Fillide († 1618), italienische Kurtisane und Modell von Caravaggio
- Melangell, irische Einsiedlerin, Äbtissin, Prinzessin
- Melani, Alessandro (1639–1703), italienischer Sänger, Komponist und Kapellmeister des Barock
- Melani, Atto (1626–1714), italienischer Kastrat, Diplomat, Spion und Schriftsteller
- Melani, Domenico (1629–1693), italienischer Kastrat
- Melani, Fernando (1907–1985), italienischer Maler und Konzeptkünstler
- Melani, Marcelo Angiolo (1938–2021), italienischer Ordensgeistlicher, römisch-katholischer Bischof von Neuquén
- Melania die Ältere (342–409), römische Adelige und Klostergründerin, Heilige der katholischen und orthodoxen Kirche
- Melania die Jüngere (383–439), katholische und orthodoxe Heilige
- Melanie (1947–2024), US-amerikanische Rock-Gitarristin, Sängerin und Songwriterin
- Melanie C (* 1974), britische SängerinMelanie C (* 1974)
- Melanie Fiona (* 1983), kanadische R&B-Sängerin

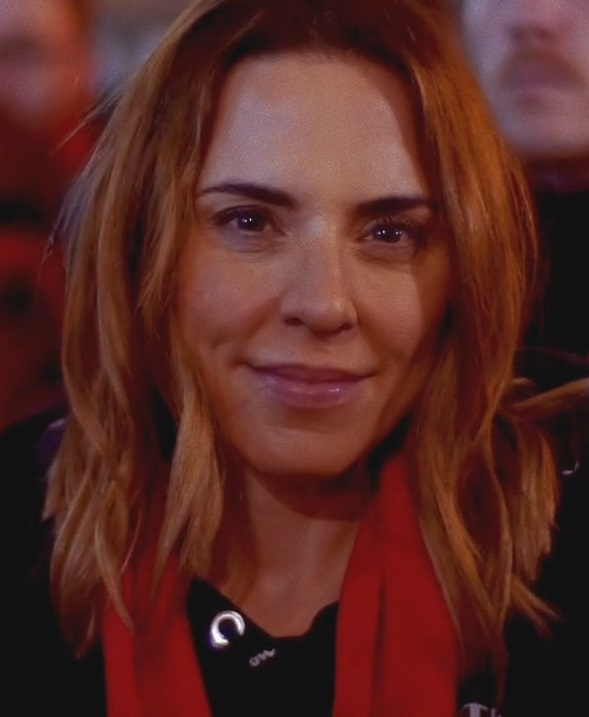
Melanie C (* 1974)

- Melanie, Dana (* 1992), US-amerikanische Schauspielerin
- Melanin, Wladimir Michailowitsch (1933–1994), russischer Biathlet und Olympiasieger
- Melankomas, griechischer Boxer
- Melano, Vittorio Filippo (1733–1813), italienischer Geistlicher, Erzbischof und Bischof von Novara
- Melanson, Dean (* 1973), kanadischer Eishockeyspieler
- Melanson, Louis-Joseph-Arthur (1879–1941), kanadischer Geistlicher, römisch-katholischer Erzbischof von Moncton
- Melanson, Roland (* 1960), kanadischer Eishockeytorwart
- Melanthios, antiker griechischer Historiker
- Melanthios von Rhodos, antiker griechischer Philosoph und Tragödiendichter
- Melantjew, Wiktor Sergejewitsch (* 1986), russischer Kanute und Weltmeister
- Melantrich von Aventin, Georg († 1580), böhmischer Drucker und Verleger
- Melart, Ilari (* 1989), finnischer Eishockeyspieler
- Melartin, Erkki (1875–1937), finnischer Komponist und Dirigent
- Melas, Georgios (* 1990), griechischer Bahn- und Straßenradrennfahrer
- Melas, Michael von (1729–1806), österreichischer General
- Melas, Pavlos (1870–1904), griechischer Offizier
- Melas, Reinhold (1900–1977), österreichischer Jurist (Sozialversicherung)
- Melaschwili, Tamta (* 1979), georgische Schriftstellerin
- Melati, Nadya (* 1986), indonesische Badmintonspielerin
- Melato, Mariangela (1941–2013), italienische SchauspielerinMariangela Melato (1941–2013)

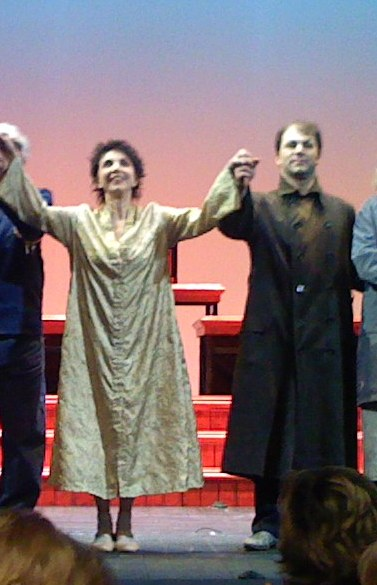
Mariangela Melato (1941–2013)

- Melazzi, Leonardo (* 1991), uruguayischer Fußballspieler
- Melazzini, Alessandro (* 1974), deutsch-italienischer Journalist, Produzent und Regisseur

### Melb
- Melba, Nellie (1861–1931), australische Sängerin (Sopran)
- Melbārde, Dace (* 1971), lettische Politikerin (Nacionālā apvienība, NA)
- Melbārdis, Oskars (* 1988), lettischer Bobpilot
- Melbeatz (* 1977), deutsche Hip-Hop-ProduzentinMelbeatz (* 1977)

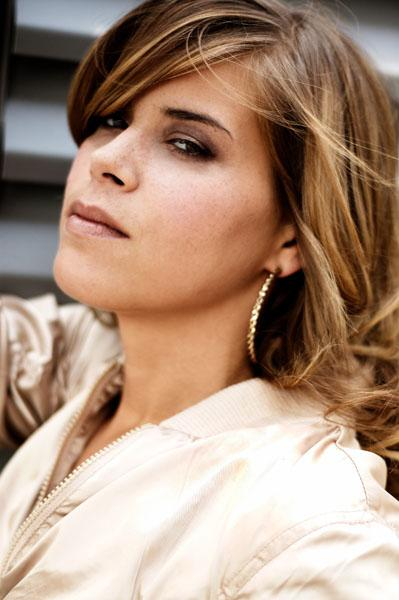
Melbeatz (* 1977)

- Melbeck, Karl Friedrich (1816–1891), deutscher Jurist, Landrat und Politiker, MdR
- Melbeck, Stefanie (* 1977), deutsche Handballspielerin
- Melber, Henning (* 1950), deutsch-namibischer Afrikanist und politischer Aktivist
- Melber, Johanna (1734–1823), Frankfurter Bürgerin und Tante Johann Wolfgang von Goethes
- Melberg, Enel (* 1943), estnische Schriftstellerin und Übersetzerin
- Melbinger, Sophie (* 1985), deutsch-österreichische Schauspielerin
- Melbinger, Stefan (* 1947), österreichischer Liedermacher und Komponist
- Melbourne-Cooper, Arthur (1874–1961), britischer Filmpionier
- Melbourne-Thomas, Jessica, australische Meeresbiologin und Ökologin
- Melby, Alan K. (* 1948), US-amerikanischer Linguist und Übersetzungswissenschaftler
- Melby, Guri (* 1981), norwegische Politikerin
- Melby, Kurt (1933–2008), dänischer Radrennfahrer
- Melby, Rune (* 1975), norwegischer Musiker und Schauspieler
- Melbye, Anton (1818–1875), dänischer Maler
- Melbye, Fritz (1826–1869), dänischer Maler
- Melbye, Vilhelm (1824–1882), dänischer Maler

### Melc
- Melcer, Jerzy (* 1949), polnischer Handballspieler
- Melcer-Szczawiński, Henryk (1869–1928), polnischer Pianist, Dirigent, Komponist und Musikpädagoge
- Melcher, Achim (* 1935), deutscher Fußballspieler
- Melcher, Alex (* 1970), deutscher Musical-Darsteller
- Melcher, Arturo (1921–2008), chilenischer Hammerwerfer
- Melcher, Bob (* 1994), luxemburgischer Basketballspieler
- Melcher, Christin (* 1983), deutsche Politikerin (Bündnis 90/Die Grünen)
- Melcher, Emil (1895–1977), deutscher Fußballspieler und -trainer
- Melcher, Erhard (* 1939), deutscher Unternehmer, Mitbegründer des Unternehmens Mercedes-AMG
- Melcher, Erich (1892–1944), deutscher Politiker und Gewerkschafter
- Melcher, Gerhard (* 1906), deutscher Politiker (NSDAP), Landrat des Kreises Podersam (1939–1941)
- Melcher, Gerhard (* 1965), deutscher Mediziner und Freestyle-Skier
- Melcher, Gustav (1878–1966), deutscher Maler und Autor
- Melcher, John (1924–2018), US-amerikanischer Politiker
- Melcher, Joseph (1806–1873), römisch-katholischer Geistlicher und Bischof von Green Bay
- Melcher, Kai (* 1971), deutscher Radrennfahrer
- Melcher, Kurt (1881–1970), deutscher Verwaltungsbeamter
- Melcher, Lea (* 1994), deutsche Autorin und Illustratorin
- Melcher, Leslie de, US-amerikanischer Komponist
- Melcher, Marcel (* 1959), Schweizer Sportreporter und Skeletonfahrer
- Melcher, Martin (1915–1968), US-amerikanischer Filmproduzent
- Melcher, Maximilian (1922–2002), österreichischer Maler und Hochschullehrer
- Melcher, Nicolas (* 1998), österreichischer American-Football-Spieler
- Melcher, Ralph (* 1967), deutscher Kunsthistoriker
- Melcher, Seraphinus (1693–1763), 42. Generalminister der Kapuziner
- Melcher, Terry (1942–2004), US-amerikanischer Musikproduzent und Songwriter
- Melcher, Theo (* 1960), deutscher Kommunalpolitiker (CDU), Landrat des Kreises Olpe
- Melcher, Wilhelm (1940–2005), deutscher Violinist, Primarius des Melos Quartetts
- Melchers, Carl (1781–1854), deutscher Kaufmann und Diplomat
- Melchers, Franz Arnold (1765–1851), Priester und Weihbischof im Bistum Münster
- Melchers, Fritz (1936–2025), deutscher Immunologe
- Melchers, Gari (1860–1932), deutsch-US-amerikanischer Maler
- Melchers, Georg (1906–1997), deutscher Biologe
- Melchers, Julius Theodor (1829–1908), deutsch-amerikanischer Bildhauer und Kunstlehrer
- Melchers, Laurenz Heinrich Carl (1812–1888), deutscher Unternehmer in Bremen
- Melchers, Mirjam (* 1975), niederländische Radrennfahrerin
- Melchers, Paulus (1813–1895), Kölner ErzbischofPaulus Melchers (1813–1895)

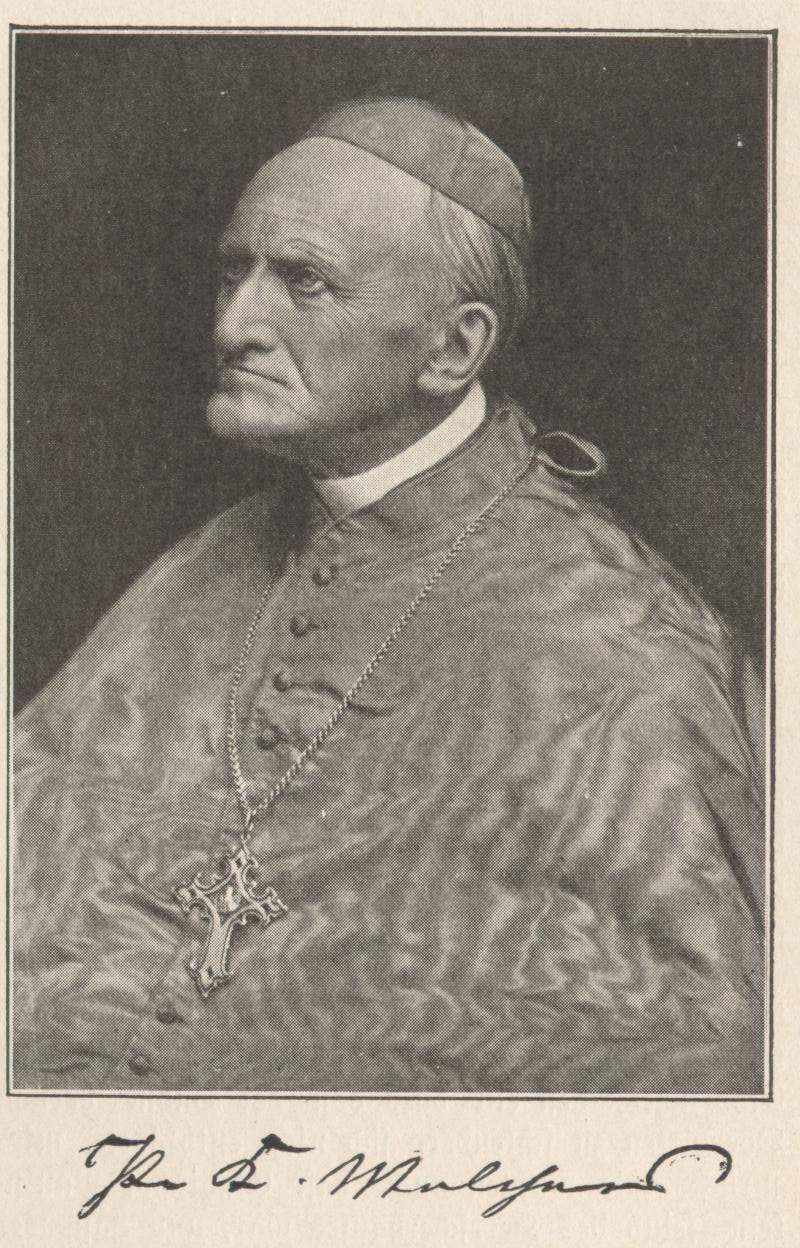
Paulus Melchers (1813–1895)

- Melchers, Wilhelm (1900–1971), deutscher Diplomat
- Melchersson, Ingemar (* 1946), österreichischer Komponist und Musikpädagoge
- Melchert, Helmut (1910–1991), deutscher Opernsänger, Tenor
- Melchert, Jim (1930–2023), US-amerikanischer Maler, Grafiker und Bildhauer
- Melchert, Siegfried (1936–2013), deutscher Sporthistoriker, Hochschullehrer und Fachautor
- Melches, Georg (1893–1963), deutscher Fußballfunktionär und Bergwerksdirektor
- Melchinger, Albrecht E. (* 1949), deutscher Agrarwissenschaftler insbesondere für Pflanzenzüchtung
- Melchinger, Jakob (1867–1946), Landwirt, MdL (Württemberg)
- Melchinger, Siegfried (1906–1988), deutscher Theaterkritiker und Publizist
- Melchinger, Ulla (1932–1969), deutsche Fernsehansagerin und Schauspielerin
- Melchinger, Ulrich (1937–1979), deutscher Opernregisseur
- Melchionna, Fernanda (* 1984), brasilianische Bankangestellte, Bibliothekarin und Politikerin
- Melchior, Weiser, Astrologe, Heiliger
- Melchior Cibinensis, Alchemist und Geistlicher
- Melchior Rabensteiner zu Döhlau, deutscher Adliger, Rat des Hochmeisters, Amtsträger in Brandenburg-Kulmbach
- Melchior von Braunschweig-Grubenhagen (1341–1381), Bischof von Osnabrück und von Schwerin
- Melchior von Meckau († 1509), katholischer Bischof der Diözese Brixen
- Melchior, Albert von (1844–1913), deutscher Fabrikant, Landtagsabgeordneter in Württemberg
- Melchior, Axel (* 1981), österreichischer Politiker und Bundesgeschäftsführer der Österreichischen Volkspartei (ÖVP)
- Melchior, Carl (1871–1933), deutscher Jurist, Bankier und Politiker
- Melchior, Daniela (* 1996), portugiesische SchauspielerinDaniela Melchior (* 1996)

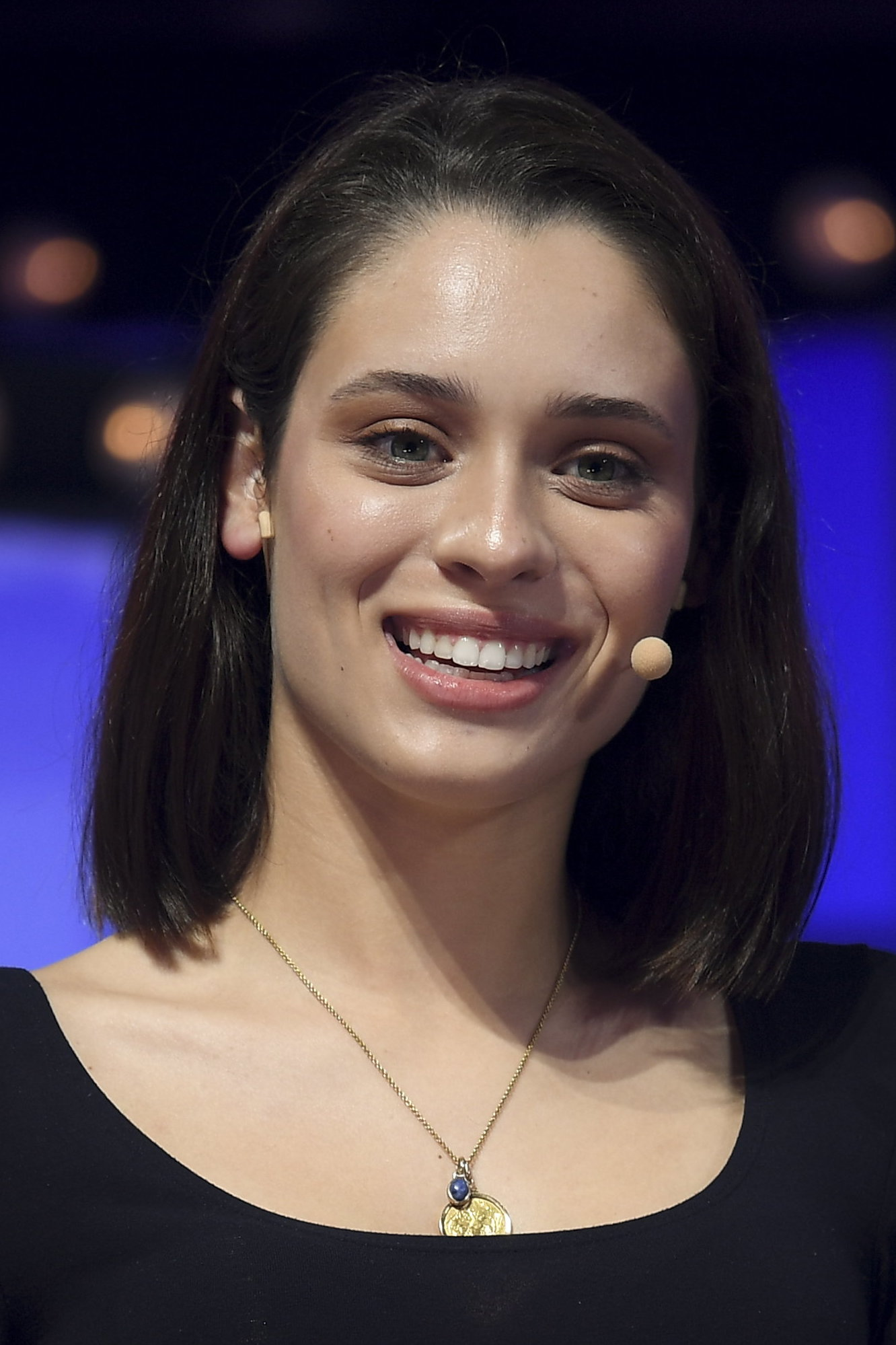
Daniela Melchior (* 1996)

- Melchior, Domenique (* 1981), österreichisches Model
- Melchior, Eberhard (1912–1956), deutscher Mathematiker
- Melchior, Ernst (1920–1978), österreichischer Handballspieler, Leichtathlet sowie Fußballspieler und -trainer
- Melchior, Felix, luxemburgischer Radrennfahrer
- Melchior, Frauke (* 1962), deutsche Chemikerin und Hochschullehrerin, Entdeckerin des SUMO-Proteins
- Melchior, Günter (* 1929), deutscher Fußballtorwart
- Melchior, Hans (1894–1984), deutscher Botaniker
- Melchior, Hans (* 1935), Schweizer Elektroingenieur und Hochschullehrer
- Melchior, Hansjörg (* 1937), deutscher Urologe
- Melchior, Hermann von (1828–1902), preußischer Generalleutnant und Kommandeur der 1. Division
- Melchior, Jair (* 1982), dänisch-israelisch-norweger Rabbiner
- Melchior, Johann Peter (1747–1825), deutscher Bildhauer und Porzellandesigner
- Melchior, Johannes (1646–1689), Theologe und Pädagoge
- Melchior, Joseph (1810–1883), deutscher Tiermaler und Lithograf
- Melchior, Judy-Ann (* 1986), belgische SpringreiterinJudy-Ann Melchior (* 1986)

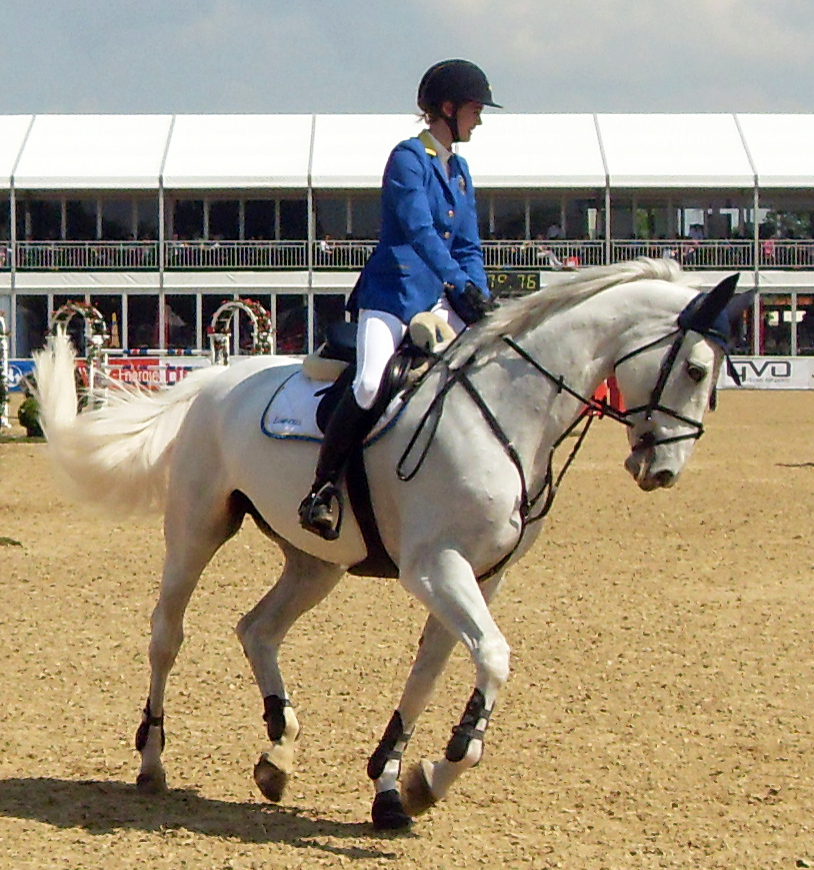
Judy-Ann Melchior (* 1986)

- Melchior, Karen (* 1980), dänische Politikerin, MdEP
- Melchior, Lauritz (1890–1973), dänischer Opernsänger (Heldentenor)
- Melchior, Marcus (1897–1969), dänischer Rabbiner
- Melchior, Michael (* 1954), dänisch-norwegischer Rabbiner, israelischer Politiker
- Melchior, Rudolph (1836–1867), deutsch-amerikanischer Kunsthandwerker und Künstler
- Melchior, Volker (1939–2017), deutscher Maler und Grafiker
- Melchior, Wilhelm (1817–1860), deutscher Tiermaler und Lithograf
- Melchiori, Julian (* 1991), kanadischer Eishockeyspieler
- Melchiori, Markus, deutscher Kirchenmusiker und Hochschullehrer
- Melchiorri, Manuela (* 1970), italienische Schwimmerin
- Melchiot, Mario (* 1976), niederländischer Fußballspieler
- Melchner, August (1899–1967), deutscher Politiker (CSU), MdL Bayern
- Melchor de Benisa (1871–1957), 62. Generalminister der Kapuziner (1926–1932)
- Melchor, Fernanda (* 1982), mexikanische SchriftstellerinFernanda Melchor (* 1982)

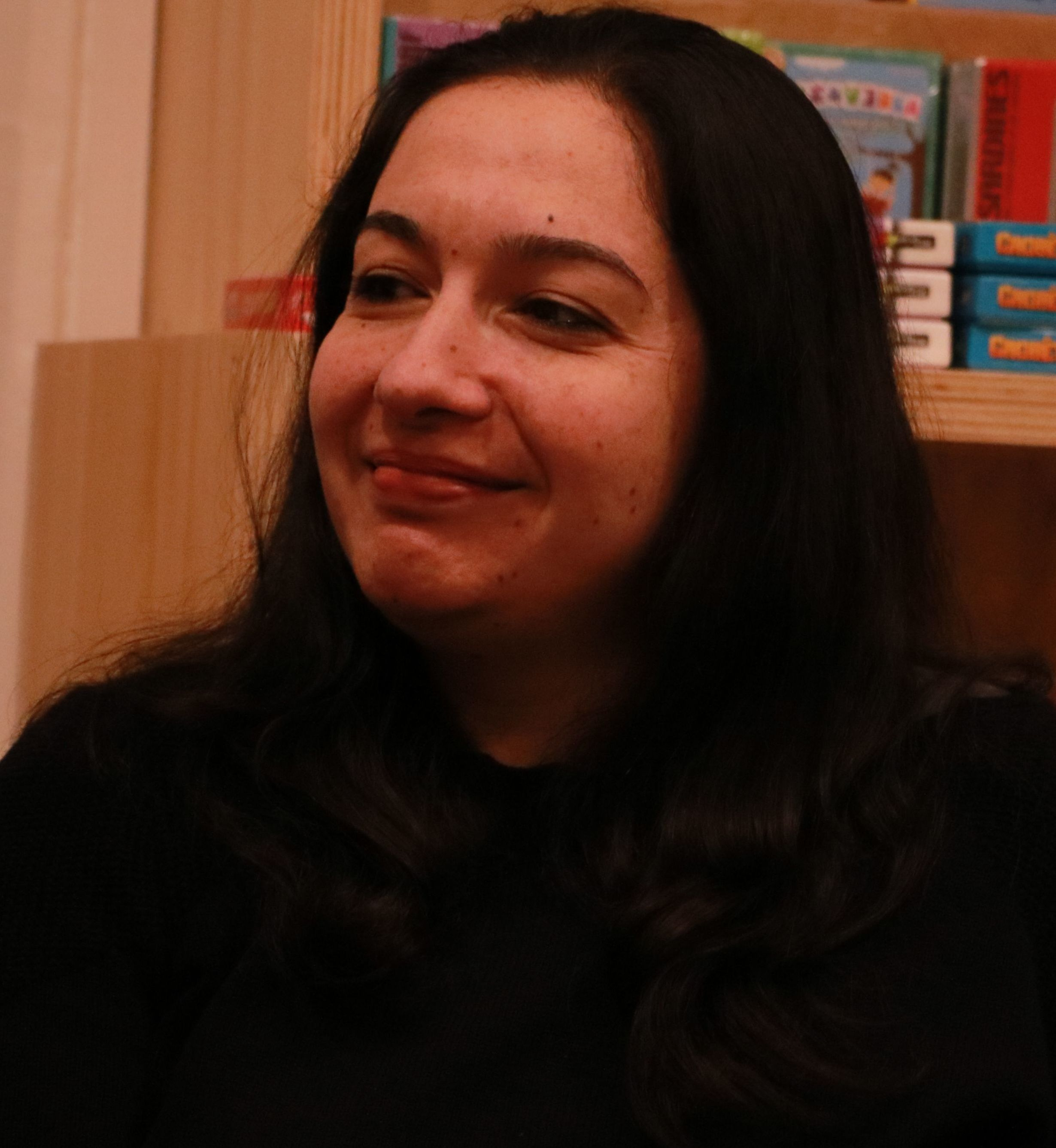
Fernanda Melchor (* 1982)

- Melchor, Inés (* 1986), peruanische Langstreckenläuferin
- Melchor, Manny (* 1969), philippinischer Boxer im Strohgewicht
- Melckenbeeck, Frans (* 1940), belgischer Radrennfahrer
- Melcl, Jiří (1624–1693), böhmischer Komponist
- Melconián, Gabriel (* 1987), uruguayischer Schwimmer
- Melczek, Dale Joseph (1938–2022), US-amerikanischer Geistlicher, römisch-katholischer Bischof von Gary
- Melczer, Gustav (1869–1907), ungarischer Mineraloge

### Meld
- Melda, Lara (* 1993), britisch-türkische Pianistin
- Meldahl, Caroline Amalie (1838–1906), dänische Malerin
- Meldahl, Ferdinand (1827–1908), dänischer Architekt des Historismus
- Meldal, Morten P. (* 1954), dänischer Chemiker
- Meldau, Albrecht Anton, Kurfürstlich Braunschweig-Lüneburgischer Baumeister und Bauverwaltungsbeamter
- Meldau, Gerritje (1899–1994), deutsche Chemikerin und Frauenrechtlerin
- Meldau, Heinrich (1866–1937), deutscher Nautiker und Hochschullehrer
- Meldau, Robert (1891–1978), deutscher Ingenieur
- Melde, Franz (1832–1901), deutscher Physiker
- Meldemann, Nikolaus († 1552), deutscher Drucker und Verleger
- Meldenius, Rupertus (1582–1651), deutscher lutherischer Theologe und Pädagoge
- Meldert, Leonard († 1610), franko-flämischer Komponist und Kapellmeister der Renaissance
- Meldgaard, Jørgen (1927–2007), dänischer Archäologe
- Meldgaard, Morten (* 1956), dänischer Archäozoologe
- Meldola, Abraham (1754–1826), Notar in Hamburg/Altona
- Meldola, David (1780–1861), Chasan (Kantor)
- Meldola, Raphael (1849–1915), britischer Chemiker
- Meldonian, Dick (1930–2017), US-amerikanischer Jazzmusiker (Sopransaxophon, Tenorsaxophon)
- Meldrum, Andrew Norman (1876–1934), schottischer Chemiker
- Meldrum, Jenny (* 1943), kanadische Hürdenläuferin und Fünfkämpferin
- Meldrum, John David Philip (1940–2018), schottischer Mathematiker und Hochschullehrer
- Meldrum, Max (1875–1955), australischer Maler, Lehrer, Kunsttheoretiker und Begründer des australischen Tonalismus
- Meldrum, Michelle (1968–2008), US-amerikanische Rock- und Metal-Gitarristin
- Meldrum, Norman H. (1841–1920), US-amerikanischer Politiker
- Meldrum, Norman Urquhart (1907–1933), britischer Biochemiker und Physikochemiker

### Mele
- Mele (* 1995), deutsche Songwriterin, Sängerin und ModeratorinMele (* 1995)

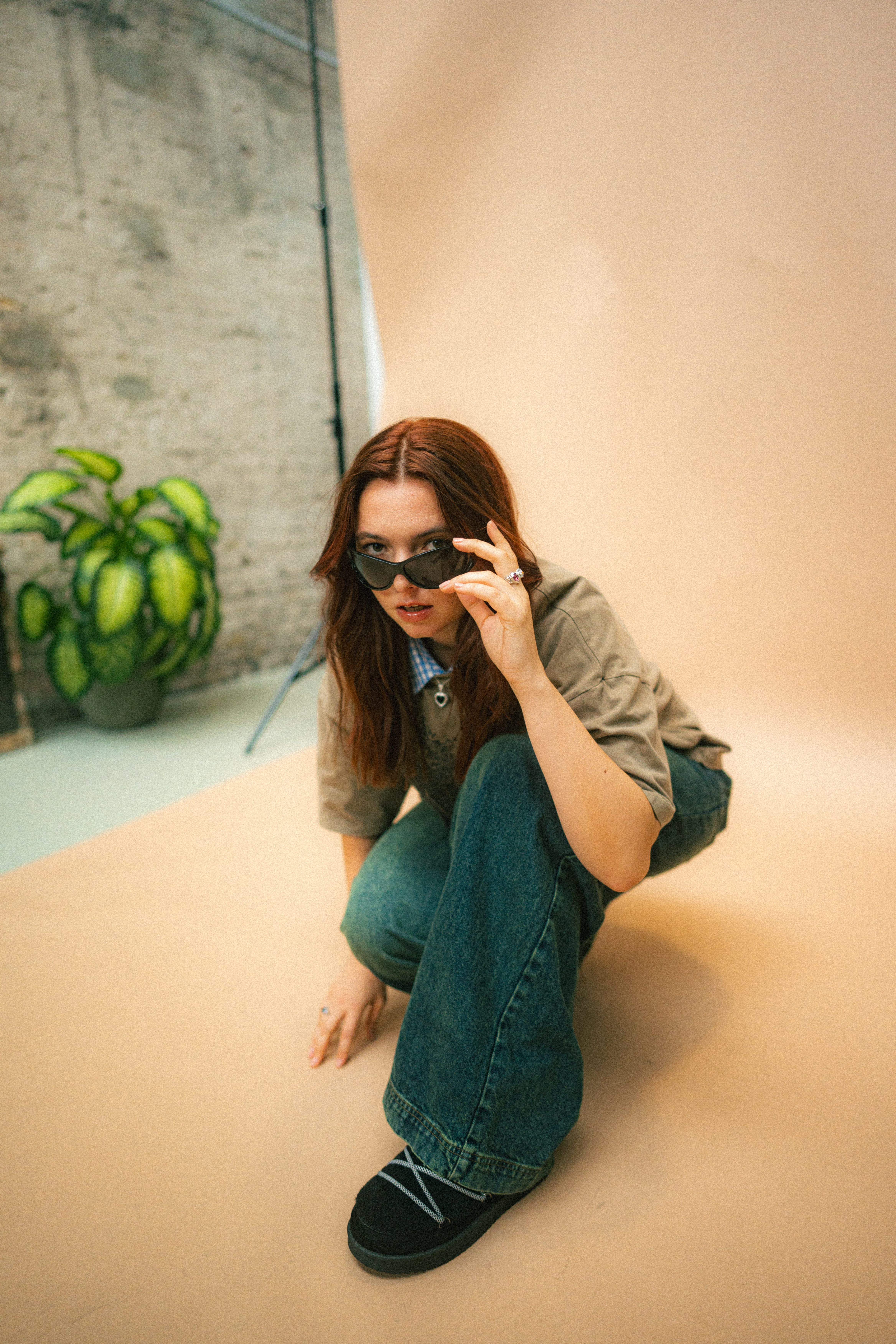
Mele (* 1995)

- Mele Lara, Nelly (1922–1993), venezolanische Komponistin
- Mele, Alessandra (* 2002), italienisch-norwegische Sängerin
- Mele, Alfred (* 1951), US-amerikanischer Philosoph
- Mele, Domenico Antonio (* 1647), italienischer Dichter und Librettist
- Mele, Eugene J. (* 1950), US-amerikanischer theoretischer Festkörperphysiker
- Mele, Francesca (* 1964), italienische Künstlerin
- Mele, Giampiero (* 1958), italienischer Telekommunikations-Unternehmer und Filmregisseur
- Mele, Giovanni Battista, italienischer Komponist
- Mele, Martín (* 1960), argentinischer Künstler
- Mele, Pandi (1939–2015), albanischer Maler und Grafiker
- Mele, Santiago (* 1997), uruguayischer Fußballspieler
- Meleager-Maler, griechischer Vasenmaler
- Meleagros († 323 v. Chr.), Feldherr Alexanders des Großen
- Meleagros († 316 v. Chr.), makedonischer Reiteroffizier und Diadoche
- Meleagros († 279 v. Chr.), König von Makedonien
- Meleagros von Gadara, späthellenistischer Epigrammatiker
- Melecci, Adelmo (1899–2004), kanadischer Komponist, Organist und Musikpädagoge
- Melece, Anete (* 1983), lettische Animatorin und Illustratorin
- Meledandri, Chris (* 1959), US-amerikanischer FilmproduzentChris Meledandri (* 1959)

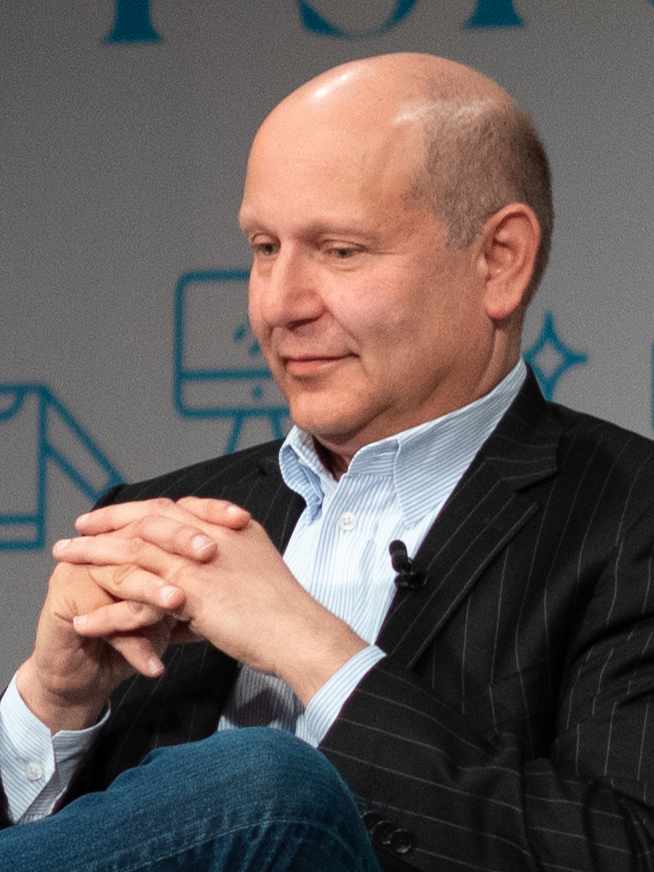
Chris Meledandri (* 1959)

- Meledje, Bradley (* 1993), französischer Fußballspieler
- Melegari, Dora (1849–1924), schweizerische Schriftstellerin
- Melegari, Luigi Amedeo (1805–1881), italienischer Jurist, Revolutionär und Politiker
- Meleghegyi, Csaba (1941–2004), ungarischer Schachspieler
- Melegi, Hanaa Salah el- (* 1975), ägyptische Leichtathletin
- Meļehs, Oļegs (* 1982), lettischer Radrennfahrer
- Meleis, Afaf Ibrahim (* 1942), ägyptisch-US-amerikanische Pflegewissenschaftlerin und Medizinsoziologin
- Melek Ahmed Pascha († 1662), osmanischer Staatsmann, Provinzgouverneur und Großwesir
- Melek, Abdurrahman (1896–1978), türkischer Politiker und Premierminister des Staates Hatay
- Melek, Peter (* 1987), slowakischer Fußballspieler
- Melekhina, Alisa (* 1991), US-amerikanische Schachspielerin
- Melekot, Haile (1824–1855), Negus von Shewa, einer historischen Region Äthiopiens
- Melem, Johann von (1433–1484), Frankfurter Patrizier und Handelsherr
- Melen, Ferit (1906–1988), türkischer Politiker
- Melena, José Luis (* 1946), spanischer (baskischer) Altphilologe (Gräzist) und Mykenologe
- Mélenchon, Jean-Luc (* 1951), französischer Politiker (La France insoumise), MdEPJean-Luc Mélenchon (* 1951)

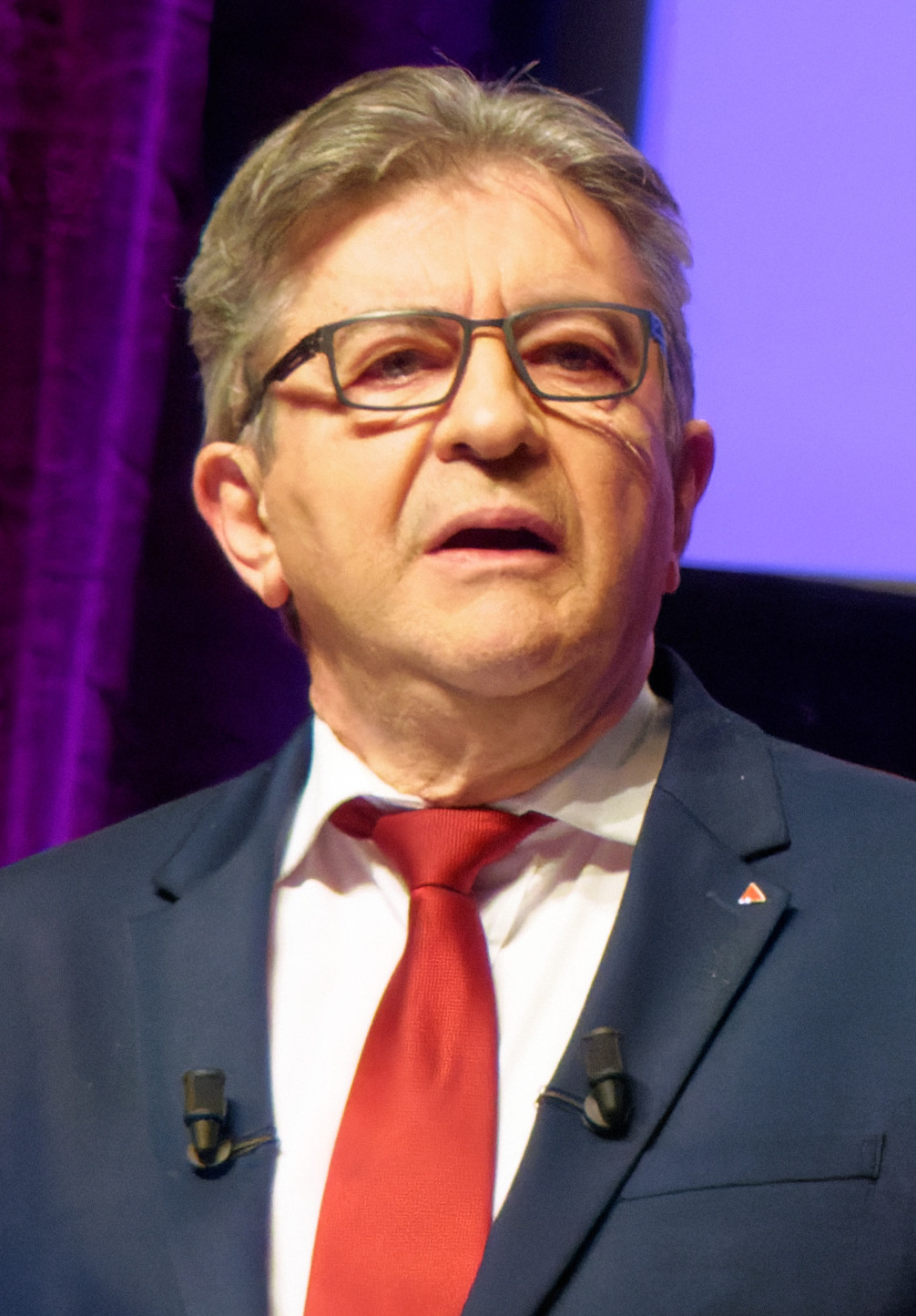
Jean-Luc Mélenchon (* 1951)

- Meléndez Bischitz, Manuel Roberto (1934–2011), salvadorianischer Architekt
- Meléndez Ramírez, Jorge (1871–1953), salvadorianischer Politiker und Präsident von El Salvador (1919–1923)
- Meléndez, Adolfo (1884–1968), spanischer Fußballfunktionär
- Meléndez, Bill (1916–2008), US-amerikanischer Animator
- Meléndez, Carlos (1861–1919), Politiker in El Salvador
- Meléndez, Carlos (* 1978), spanischer Sprinter
- Meléndez, Concha (1895–1983), puerto-ricanische Schriftstellerin, Dichterin und Hochschullehrerin
- Meléndez, Ernesto (1939–2010), kubanischer Politiker, Hochschullehrer und Diplomat
- Meléndez, Hugo (* 1984), mexikanischer Fußballspieler
- Meléndez, Jorge (* 1953), salvadorianischer Politiker
- Melendez, Juan (* 1951), amerikanischer Aktivist gegen die Todesstrafe
- Meléndez, Luis Eugenio (1716–1780), spanischer Maler von Stillleben
- Meléndez, Martín (* 1982), kubanischer Jazzmusiker (Cello, Komposition)
- Meléndez, Miguel Jacinto (1679–1734), spanischer Barockmaler
- Meléndez, René (1928–2002), chilenischer Fußballspieler
- Meléndez, Rodrigo (* 1977), chilenischer Fußballspieler
- Melendez, Ron (* 1972), US-amerikanischer Schauspieler
- Meléndez, Urbia (* 1972), kubanische Taekwondoin
- Melendi (* 1979), spanischer SängerMelendi (* 1979)

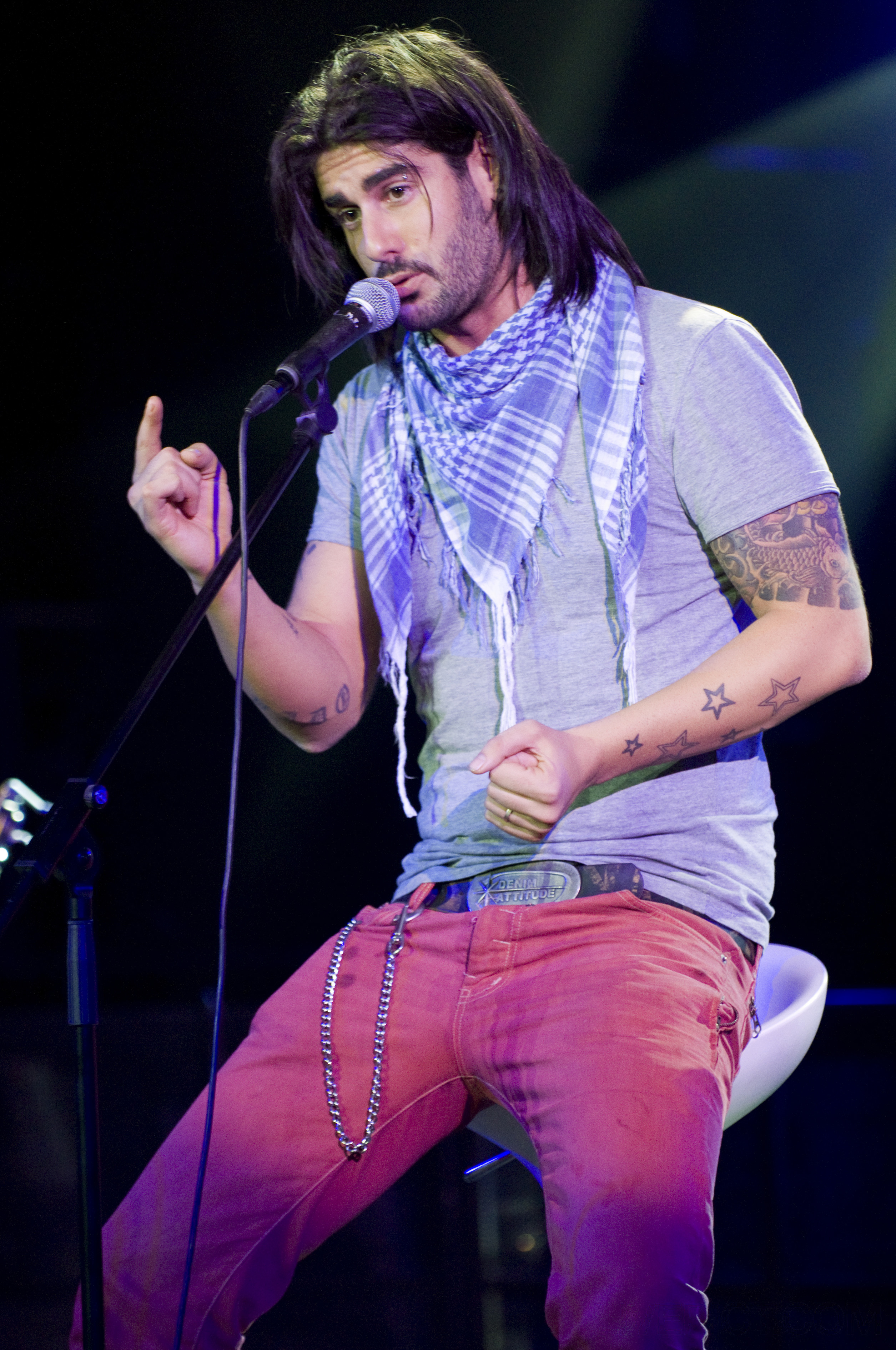
Melendi (* 1979)

- Melendiz (* 1982), deutscher Popmusiker
- Melendo, Óscar (* 1997), spanischer Fußballspieler
- Melenk, Hartmut (* 1940), deutscher Germanist und Hochschullehrer
- Melenski, Andrei Iwanowitsch (1766–1833), russischer Architekt
- Melentijević, Stefan (* 2004), montenegrinischer Fußballspieler
- Melentjew, Alexander Remmowitsch (1954–2015), sowjetischer Sportschütze
- Meler, Halil Umut (* 1986), türkischer Fußballschiedsrichter
- Meler, Johannes († 1529), Weihbischof in Münster und Osnabrück
- Melero, Carlos (* 1948), spanischer Radrennfahrer
- Meles von Bari († 1020), Herzog von Apulien
- Meles Zenawi (1955–2012), äthiopischer Politiker, Premierminister ÄthiopiensMeles Zenawi (1955–2012)

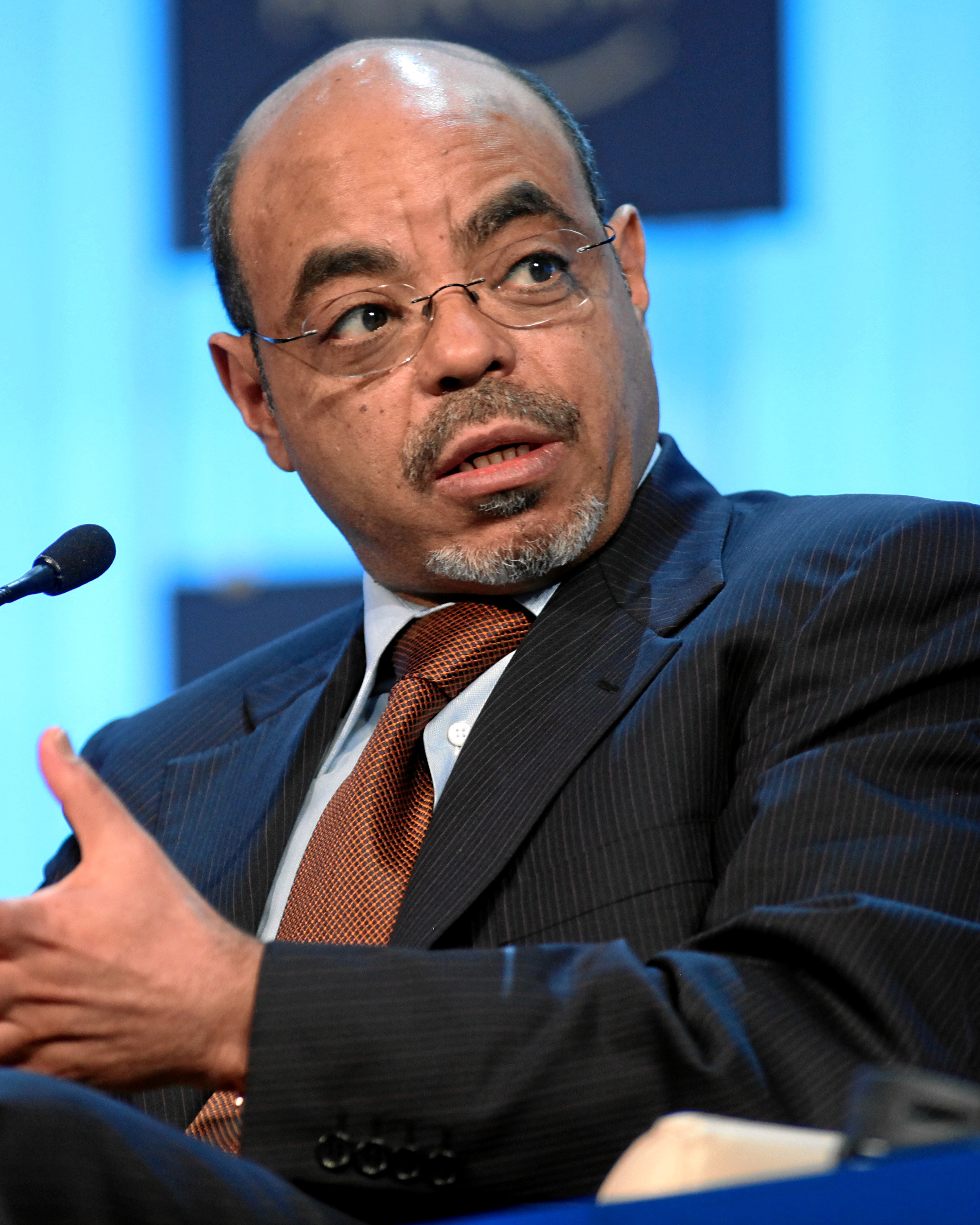
Meles Zenawi (1955–2012)

- Meleșcanu, Teodor (* 1941), rumänischer Diplomat und Politiker, PNL
- Meleschenko, Jewgeni (* 1981), kasachischer Sprinter
- Meleschina, Irina Alexandrowna (* 1982), russische Weitspringerin
- Meleschnig, Christoph (* 1997), österreichischer Handballspieler
- Meleschnig, Clemens (* 2004), österreichischer Handballspieler
- Melese, Yebrgual (* 1990), äthiopische Langstreckenläuferin
- Melesi, Roberta (* 1996), italienische Skirennläuferin
- Mélesville (1787–1865), französischer Dramatiker und Jurist
- Meletios (1871–1935), orthodoxer Patriarch von Alexandria (1926–1935)
- Meletios von Lykopolis, Bischof von Lykopolis
- Meletius von Antiochien († 381), spätantiker Patriarch von Antiochia
- Meletos, Ankläger des Sokrates und griechischer Tragödiendichter
- Meletzki, Emil (1885–1947), österreichischer Alpinist
- Meletzky, Francis (* 1973), deutsche Regisseurin und DrehbuchautorinFrancis Meletzky (* 1973)

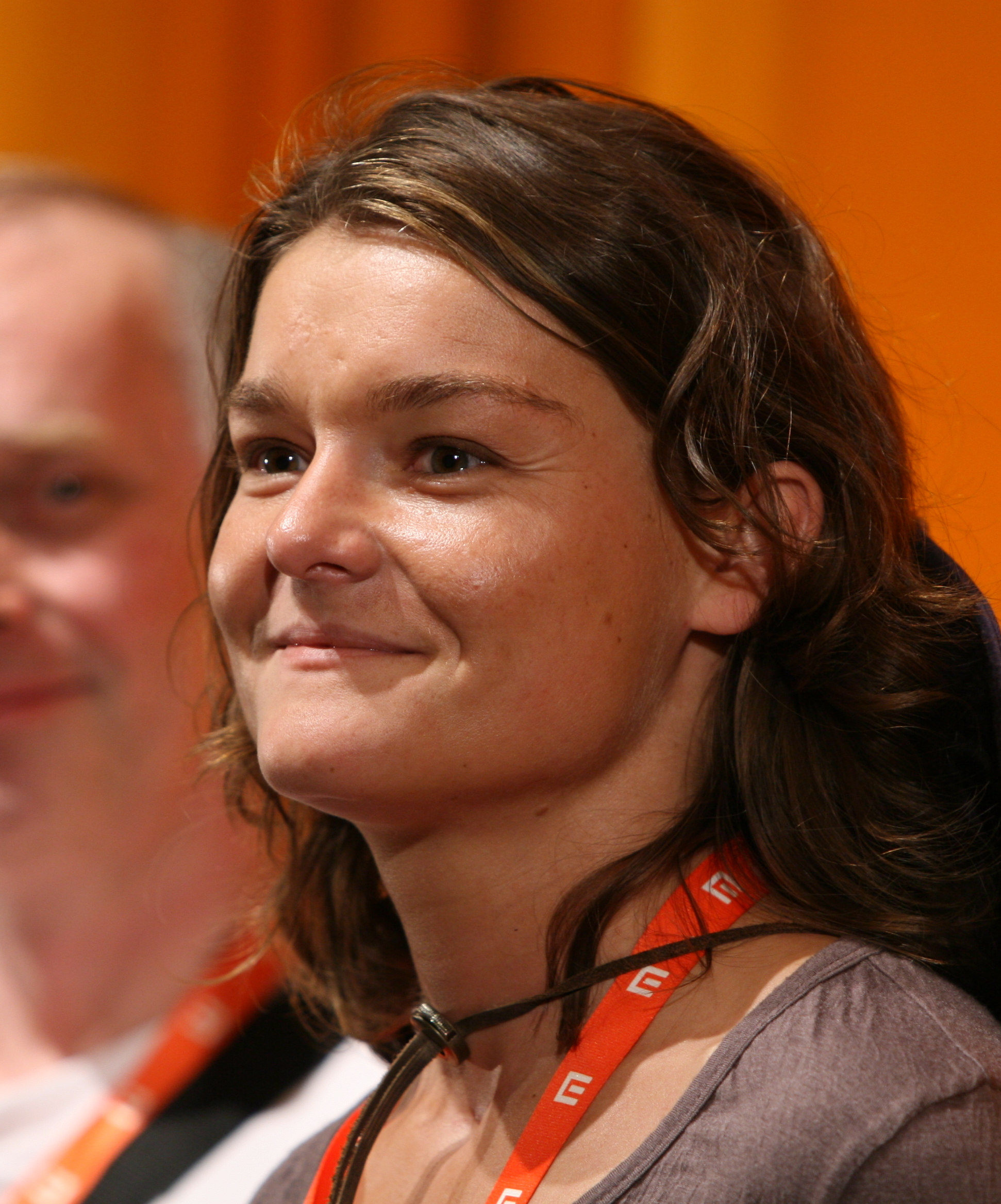
Francis Meletzky (* 1973)

- Mélèze-Modrzejewski, Joseph (1930–2017), französisch-polnischer Rechtshistoriker, Papyrologe und Hochschullehrer

### Melf
- Melfi, Theodore, US-amerikanischer Filmproduzent, Drehbuchautor und Filmregisseur
- Melford, George (1877–1961), US-amerikanischer Schauspieler und Filmregisseur
- Melford, Myra (* 1957), US-amerikanische Jazzpianistin und -komponistin

### Melg
- Melgaard, Bjarne (* 1967), norwegischer Künstler
- Melgaard, Mette (* 1980), dänische Handballspielerin
- Melgar Castro, Juan Alberto (1930–1987), honduranischer General und Präsident von Honduras (1975–1978)
- Melgar Viciosa, Gerardo (* 1948), spanischer Geistlicher und römisch-katholischer Bischof von Ciudad Real
- Melgar, Fernand (* 1961), spanisch-schweizerischer Regisseur und Produzent von Dokumentarfilmen
- Melgar, José Milton (* 1959), bolivianischer Fußballspieler
- Melgar, Joseph (* 1993), peruanischer Hammerwerfer
- Melgarejo, Helber (* 2003), argentinischer Leichtathlet
- Melgarejo, José Mariano (* 1820), bolivianischer Politiker, 19. Präsident Boliviens (28. Dezember 1864 – 15. Januar 1871)
- Melgarejo, Lorenzo (* 1990), paraguayischer Fußballspieler
- Melgers, Annick (* 1999), niederländische Tennisspielerin
- Melges, Harry (1930–2023), US-amerikanischer Segler
- Melgoza Osorio, José (1912–2007), römisch-katholischer Bischof von Netzahualcóyotl
- Melgunow, Juli Nikolajewitsch (1846–1893), russischer Pianist, Folklorist und Musiktheoretiker

### Melh
- Melhado, Rachel (* 1992), kanadische Fußballspielerin
- Melheim, Eli Merete (* 1974), norwegische Biathletin
- Melhop, Wilhelm (1856–1943), deutscher Bauingenieur und Autor
- Melhop, Wilhelm Peter (1802–1868), deutscher Buchhalter, Schriftsteller, Instrumentenmacher und Amateurastronom
- Melhorn, Georg († 1563), deutscher Pädagoge und evangelischer Theologe
- Melhus, Bjørn (* 1966), deutscher VideokünstlerBjørn Melhus (* 1966)

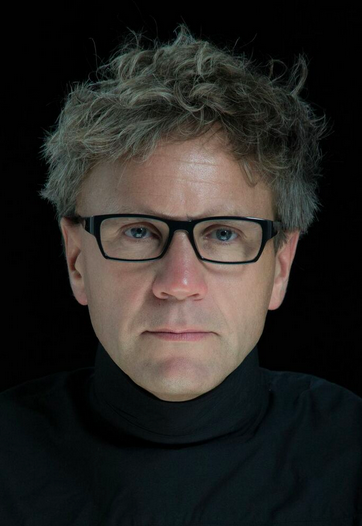
Bjørn Melhus (* 1966)

### Meli
- Meli, Angelo (1897–1969), italienisch-amerikanischer Mobster
- Meli, Anton (1903–1985), Schweizer Statistiker
- Meli, Elisha Tarus (* 1988), kenianischer Langstreckenläufer
- Meli, Emmy (* 1999), US-amerikanische Sängerin
- Meli, Filippo (* 1977), italienischer Fußballschiedsrichterassistent
- Meli, Francesco (* 1980), italienischer Opernsänger (Tenor) des Belcanto-Faches
- Meli, Francis (* 1962), papua-neuguineischer Geistlicher, römisch-katholischer Bischof von Vanimo
- Meli, Gianluca (* 1994), deutscher Radiomoderator
- Meli, Giovanni (1740–1815), italienischer Arzt, Naturwissenschaftler und Dichter
- Meli, Karl (1938–2012), Schweizer Schwinger
- Meli, Riccardo (* 2001), italienischer Sprinter
- Meli, Silvano (* 1960), Schweizer Skirennfahrer
- Meli-Šipak, König von Babylon
- Melia, Fulvio (* 1956), italienischer Astrophysiker
- Melia, Jimmy (1874–1905), englischer Fußballspieler
- Melia, Jimmy (* 1937), englischer Fußballspieler und -trainer
- Melia, Joe (1935–2012), britischer Schauspieler
- Melia, Nika (* 1979), georgischer Politiker
- Melia, Raffaele (1804–1876), italienischer Ordenspriester und Generalrektor der Pallottiner (1856–1862)
- Melia, Salome (* 1987), georgische Schachspielerin
- Meliá, Salvador (* 1977), spanischer Bahnradsportler
- Melián, Alberto (* 1990), argentinischer Boxer
- Melián, Diego (* 1991), uruguayischer Fußballspieler
- Melián, Michaela (* 1956), deutsche Künstlerin und MusikerinMichaela Melián (* 1956)

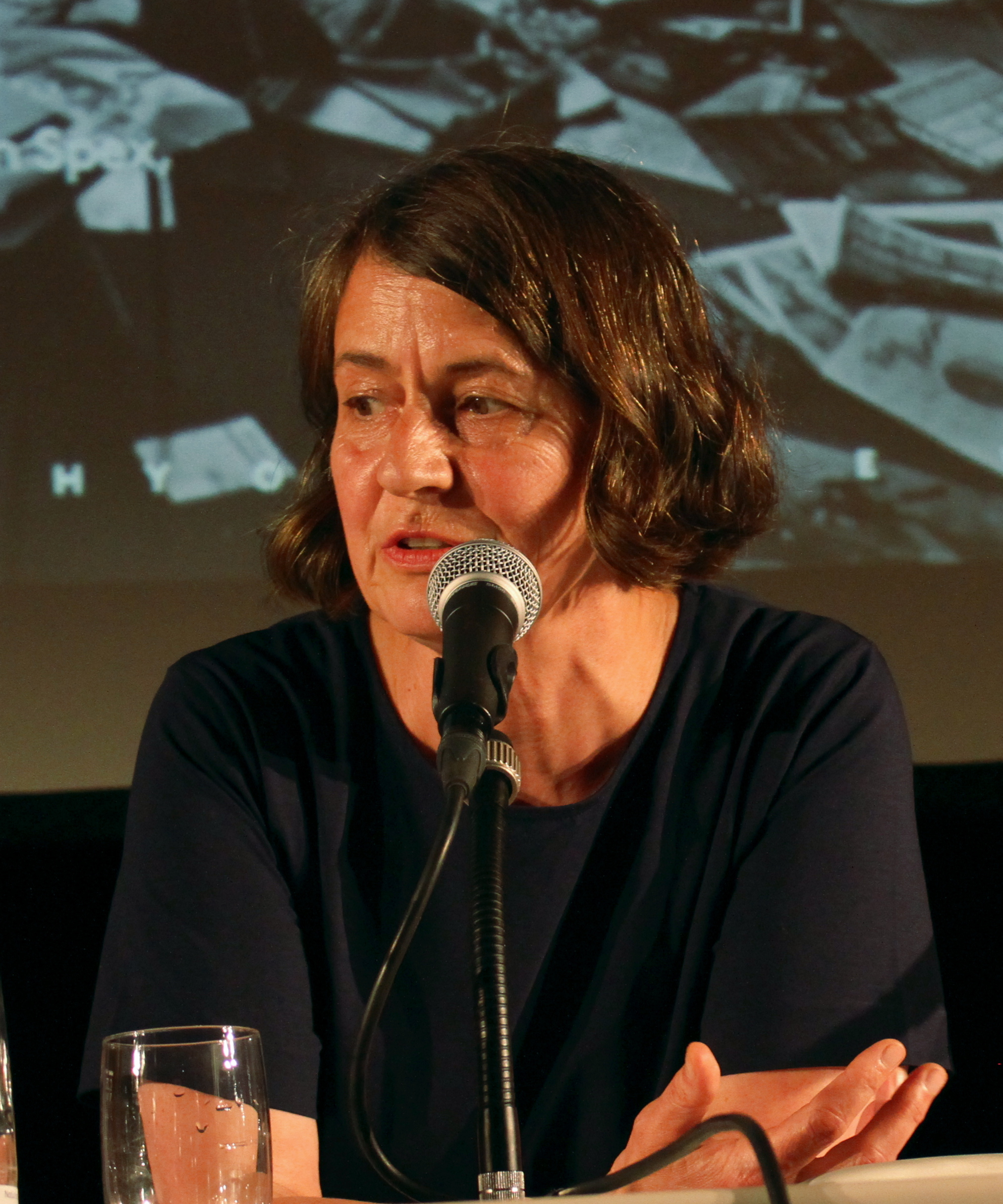
Michaela Melián (* 1956)

- Melianas, Artūras (* 1964), litauischer Politiker
- Meliani, Abderrahman (* 1944), marokkanischer Maler
- Melias († 934), armenischer General
- Melić, Fahrudin (* 1984), montenegrinischer Handballspieler
- Melić, Vojislav (1940–2006), jugoslawischer Fußballspieler
- Melich, Georg (* 1979), deutscher Schauspieler
- Melich, Lukáš (* 1980), tschechischer Hammerwerfer
- Melich, Vlastimil (1928–1978), tschechoslowakischer Skisportler
- Melichar, Adalbert (* 1942), österreichischer Buchautor, Journalist, Erwachsenenbildner
- Melichar, Alfred (* 1957), österreichischer Akkordeonist
- Melichar, Alois (1896–1976), österreichischer Komponist und Dirigent
- Melichar, Bernd (* 1963), österreichischer Zeitungsjournalist
- Melichar, Erwin (1913–2000), österreichischer Jurist und Präsident des Verfassungsgerichtshofs der Republik Österreich
- Melichar, Ferdinand (1938–2025), Rechtsanwalt
- Melichar, Jan (* 1978), tschechischer Eishockeyspieler und -trainer
- Melichar, Josef (* 1979), tschechischer Eishockeyspieler
- Melichar, Peter (* 1960), österreichischer Historiker
- Melichar, Rudolf (* 1929), österreichischer Schauspieler
- Melichar-Martinez, Nicole (* 1993), US-amerikanische Tennisspielerin
- Melichárek, Dušan (* 1983), tschechischer Fußballtorhüter
- Melichárek, Tibor (* 1976), slowakischer Eishockeyspieler
- Melicharová, Alena (* 1938), tschechische Schriftstellerin
- Melicharová, Eva (* 1970), tschechische Tennisspielerin
- Melicherčík, Marcel (* 1986), slowakischer Eishockeytorwart
- Melicherová, Ľudmila (* 1964), slowakische Langstreckenläuferin
- Melichow, Alexander Andrejewitsch (* 1998), russischer Fußballspieler
- Melichow, Juri Afanassjewitsch (1937–2000), sowjetischer Radrennfahrer
- Meliciani, Carlo (1929–2022), italienischer Opernsänger (Bariton)
- Melício, Jorge (* 1957), angolanisch-portugiesischer Bildhauer und Künstler des Hyperrealismus
- Melick, Judy (* 1954), US-amerikanische Schwimmerin
- Mélida y Alinari, Arturo (1849–1902), spanischer Architekt, Bildhauer und Maler
- Mélida, Enrique (1838–1892), spanischer Maler
- Melidoni, Antiopi (* 1977), griechische Wasserballspielerin
- Melien, Lori (* 1972), kanadische Schwimmerin
- Méliès, Gaston (1852–1915), französischer Filmregisseur und -produzent
- Méliès, Georges (1861–1938), französischer Illusionist, Theaterbesitzer, Filmpionier und FilmregisseurGeorges Méliès (1861–1938)

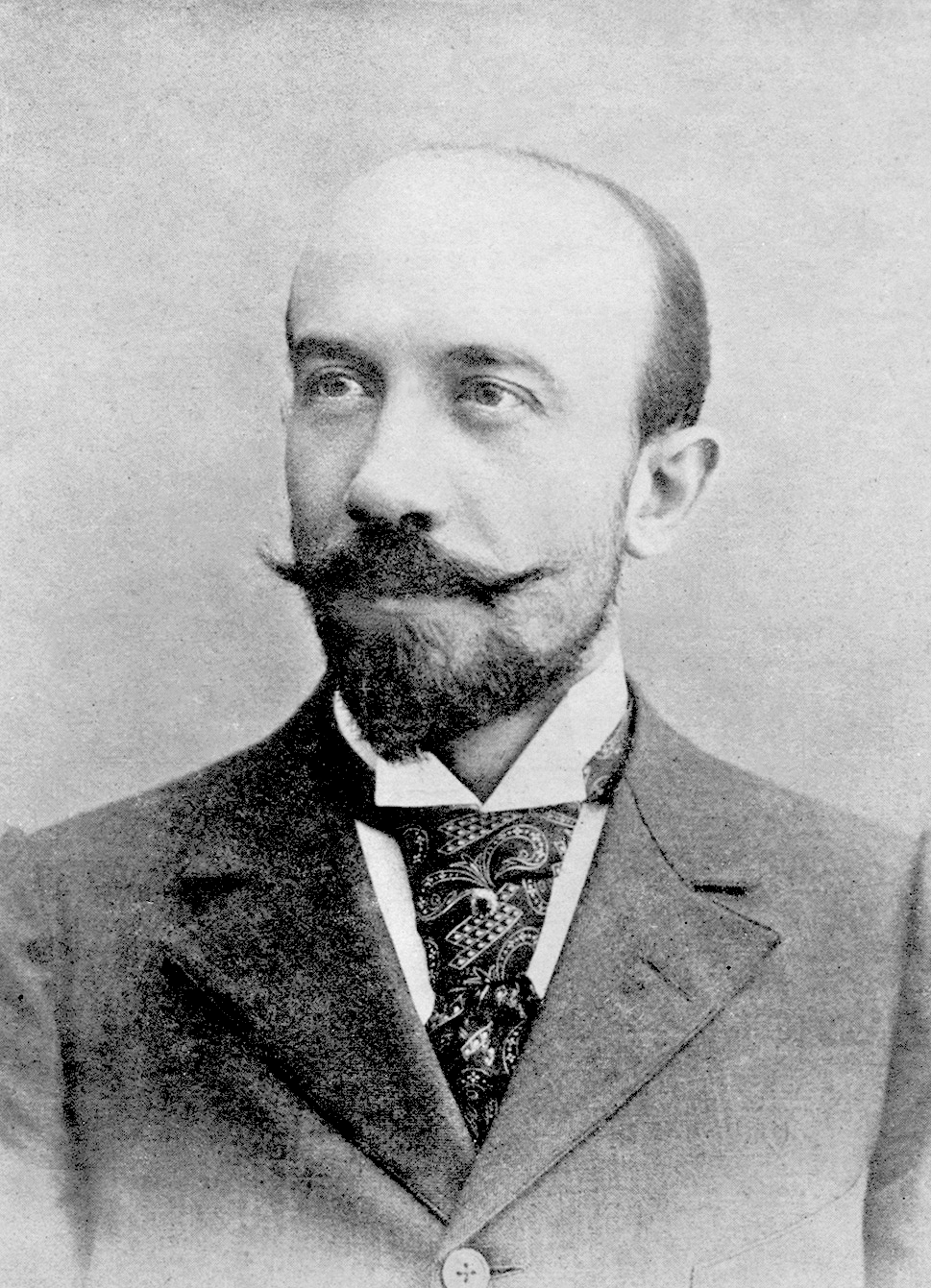
Georges Méliès (1861–1938)

- Melifonwu, Ifeatu (* 1999), US-amerikanischer American-Football-Spieler
- Meliga, Joseph (1905–1967), französischer Fußballspieler
- Meligeni Alves, Felipe (* 1998), brasilianischer Tennisspieler
- Meligeni, Fernando (* 1971), brasilianischer Tennisspieler
- Melik, Anton (1890–1966), jugoslawischer Geograph und Hochschullehrer
- Melik, Vasilij (1921–2009), jugoslawischer bzw. slowenischer Historiker
- Melik-Aslanian, Emanuel (1915–2003), iranischer Komponist und Pianist
- Melik-Gaikasjan, Irina Jakowlewna (1922–1998), sowjetische Physikerin und Hochschullehrerin
- Melik-Paschajew, Alexander Schamiljewitsch (1905–1964), russisch-armenischer Dirigent
- Melikidze, Themo (* 1992), georgischer Schauspieler
- Melikischwili, Giorgi (1918–2002), georgischer Historiker
- Melikjan, Anna (* 1976), armenisch-russische Filmregisseurin und Filmproduzentin
- Melikjan, Arsen (* 1976), armenischer Gewichtheber
- Melikjan, Natalija (1906–1989), sowjetische Pflanzenphysiologin und Hochschullehrerin
- Melikjan, Romanos (1883–1935), armenischer Komponist
- Melikjan, Sofja (* 1978), armenische Pianistin
- Melikova, Anna (* 1984), ukrainische Schriftstellerin, Drehbuchautorin, Kuratorin und Filmkritikerin
- Melikow, Sergei Alimowitsch (* 1965), russischer Politiker und OffizierSergei Alimowitsch Melikow (* 1965)

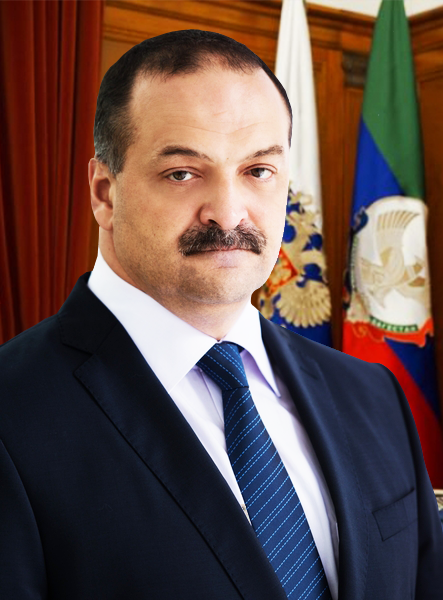
Sergei Alimowitsch Melikow (* 1965)

- Melikson, Maor (* 1984), israelischer Fußballspieler
- Melikyan, Krikor (1924–2023), deutscher Schauspieler und Synchronsprecher
- Melillo, Angela (* 1967), italienische Tänzerin, Fotomodell und Schauspielerin
- Melillo, Aniger de Francisco de Maria (1911–1985), brasilianischer Geistlicher, römisch-katholischer Bischof von Piracicaba
- Melillo, Michele (* 1977), deutscher Maler und Zeichner mit italienischen Wurzeln
- Melillo, Sergio (* 1955), italienischer Geistlicher, römisch-katholischer Bischof von Ariano Irpino-Lacedonia
- Melillo, Stephen (* 1957), US-amerikanischer Komponist
- Melin, Björn (* 1981), schwedischer Eishockeyspieler
- Mélin, Jeanne (1877–1964), französische Feministin und Sozialistin
- Mélin, Joëlle (* 1950), französische Politikerin (RN), MdEP
- Melina Sophie (* 1995), deutsche Webvideoproduzentin und InfluencerinMelina Sophie (* 1995)

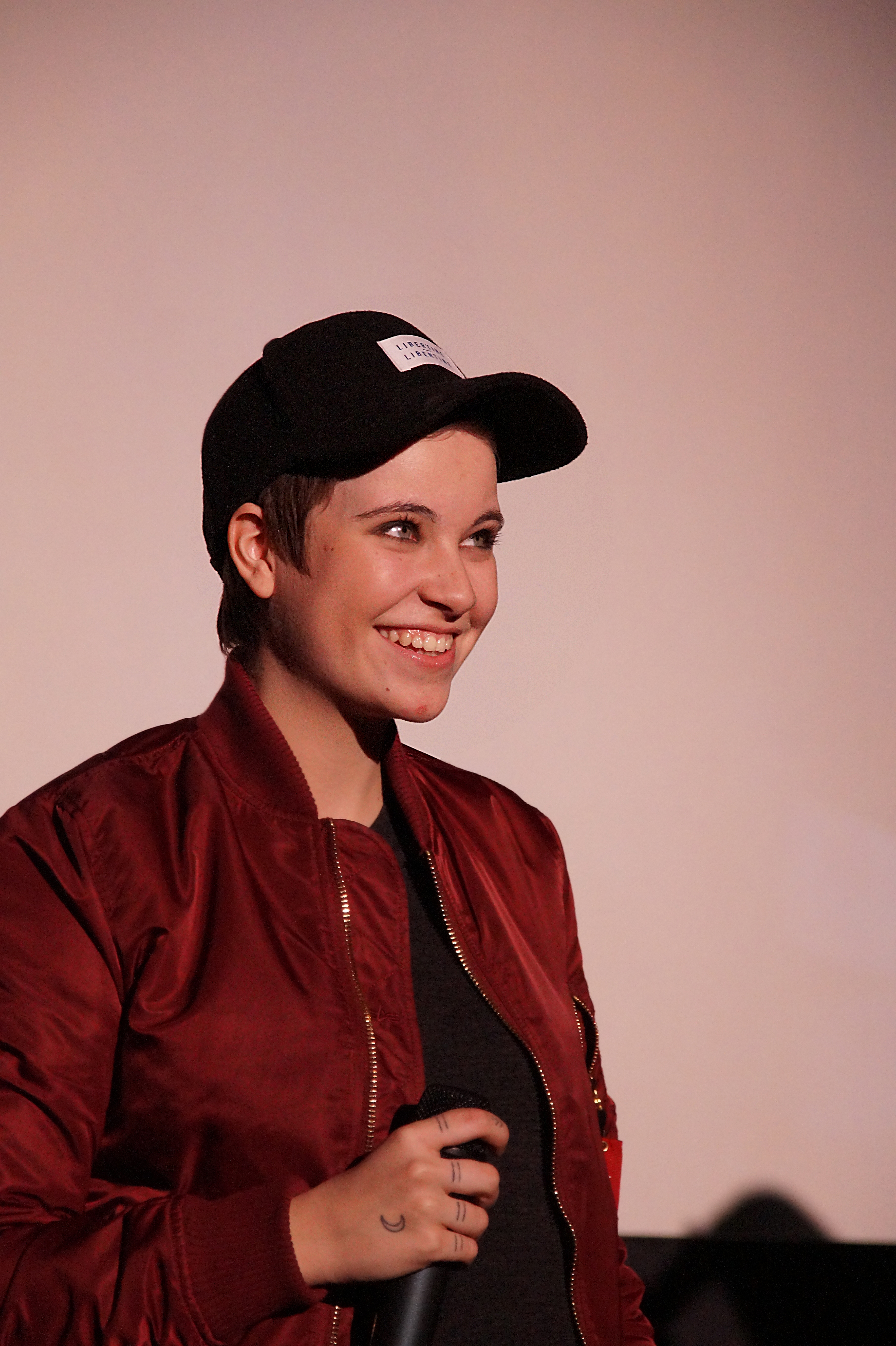
Melina Sophie (* 1995)

- Melina, Maurizio (* 1975), italienisch-schweizerischer Fußballspieler
- Mélinand, Camille (1865–1951), französischer Philosoph
- Melindo, Milan (* 1988), philippinischer Boxer
- Méline, Félix Jules (1838–1925), französischer Politiker und Premierminister (1896–1898)
- Meling, Birger (* 1994), norwegischer Fußballspieler
- Meling, Ina (* 1981), deutsche Schauspielerin
- Melingo, Daniel (* 1957), argentinischer Tango-Sänger
- Melinho (* 1980), brasilianischer Fußballspieler
- Melinski, Siegfried (1915–1973), deutscher Politiker (GB/BHE), MdL
- Melinte, Doina (* 1956), rumänische Mittelstreckenläuferin
- Melinte, Mihaela (* 1975), rumänische Leichtathletin und Weltmeisterin
- Melinz, Alexander (* 1989), österreichischer Politiker (KPÖ), Landtagsabgeordneter
- Melinz, Gerhard (* 1955), österreichischer Sozial- und Wirtschaftshistoriker, Politikwissenschafter
- Melior, Karl (1817–1893), Kreisrat und Landtagsabgeordneter Großherzogtum Hessen
- Melior, Karl (1850–1919), Kreisrat im Kreis Alsfeld
- Melior, Susanne (* 1958), deutsche Politikerin (SPD), MdL, MdEP
- Melior, Theodor (1853–1940), preußischer General der Infanterie
- Melipo, antiker römischer Toreut
- Meliqoʻziyev, Bektemir (* 1996), usbekischer Boxer
- Melis Fois, Giovanni (1916–2009), italienischer Geistlicher, Bischof von Nuoro
- Melis, Antal (* 1946), ungarischer Ruderer
- Melis, Corrado (* 1963), italienischer Geistlicher, römisch-katholischer Bischof von Ozieri
- Melis, Dorothea (1938–2015), deutsche Journalistin
- Melis, Ernst (1909–2007), deutscher antifaschistischer Widerstandskämpfer, Redakteur und SED-Funktionär
- Melis, Estanislau Arnoldo Van (1911–1998), niederländischer Ordensgeistlicher, Bischof von São Luís de Montes Belos
- Melis, Federigo (1914–1973), italienischer Wirtschaftshistoriker
- Melis, Fritz (1913–1982), deutscher Bildhauer
- Melis, Guido (* 1949), italienischer Verwaltungswissenschaftler und Politiker, Mitglied der Camera dei deputati
- Melis, György (1923–2009), ungarischer Opernsänger (Bariton)
- Melis, Henricus Johannes (1845–1923), niederländischer Genre- und Landschaftsmaler sowie Kunstpädagoge
- Melis, László (1953–2018), ungarischer Geiger und Komponist
- Melis, Manon (* 1986), niederländische Fußballspielerin
- Melis, Marcello (1939–1994), italienischer Jazzmusiker
- Melis, Mirella van (* 1979), niederländische Radsportlerin
- Melis, Roger (1940–2009), deutscher Fotograf
- Melis, Zoltán (* 1947), ungarischer Ruderer
- Melisch, Claudia (* 1968), deutsche Archäologin
- Melischko, Christoph (* 1983), deutscher Eishockeyspieler
- Melisende (1105–1161), Königin von Jerusalem (1131–1153)Melisende (1105–1161)

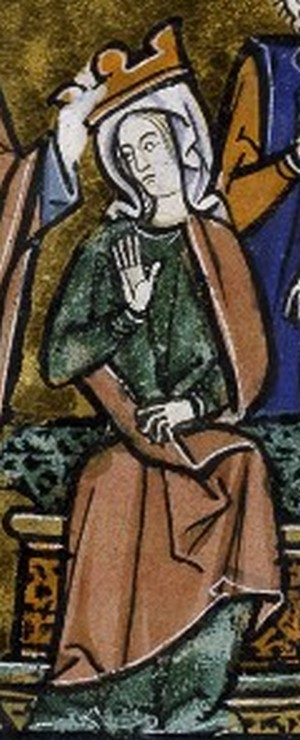
Melisende (1105–1161)

- Melisende, Tochter des Grafen von Tripolis
- Melíšková, Klára (* 1971), tschechische Schauspielerin
- Meliss, Verena (* 1997), italienische Tennisspielerin
- Melissa, Pythagoreerin
- Melissanidis, Dimitris (* 1951), griechischer Reeder
- Melissanidis, Ioannis (* 1977), griechischer Kunstturner und Schauspieler, zudem Offizier der griechischen Luftwaffe
- Melissant, Jeffrey (* 1990), niederländischer Eishockeyspieler
- Mélisse, Bryan (* 1989), französischer Fußballspieler
- Melissenos, Makarios († 1585), griechischer Gelehrter und Metropolitanbischof
- Melissian, Nicolá (* 1977), deutsche Schauspielerin, Sängerin und Synchronsprecherin
- Melissino, Iwan Iwanowitsch (1718–1795), russischer Staatsbeamter und zweiter Direktor der Universität Moskau
- Melissino, Pjotr Iwanowitsch (* 1726), russischer General griechischer Abstammung
- Melissis, Christos (* 1982), griechischer Fußballspieler
- Melissos, antiker griechisch-römischer Bildhauer
- Melissos († 430 v. Chr.), vorsokratischer PhilosophMelissos († 430 v. Chr.)

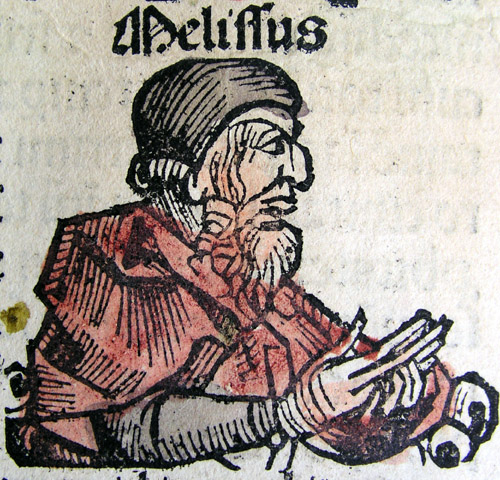
Melissos († 430 v. Chr.)

- Melissus, Paul (1539–1602), deutscher Schriftsteller, Übersetzer und Komponist
- Melita, Andrej (* 1978), deutscher Filmkomponist und Musiker
- Melithafa, Ayakha (* 2002), südafrikanische Klimaaktivistin
- Melito von Sardes, Bischof von Sardes
- Melitopoulos, Angela (* 1961), deutsche Installations-Video- und Klangkünstlerin
- Melitschenko, Kyrylo (* 1999), ukrainischer Fußballspieler
- Melitta, Märtyrerin, HeiligeMelitta

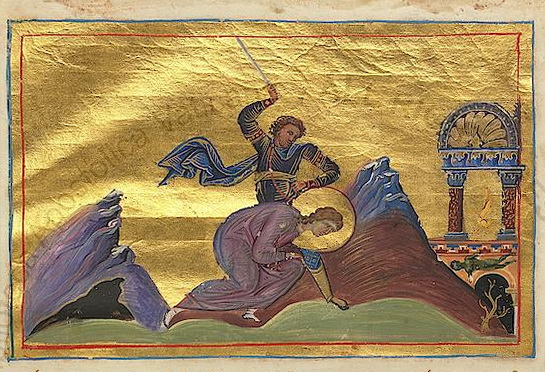
Melitta

- Melitz, Leo (1855–1927), deutsch-schweizerischer Theaterdirektor und Autor
- Melitz, Marc (* 1968), US-amerikanischer Ökonom
- Méliz, Luis Felipe (* 1979), spanischer Weitspringer kubanischer Herkunft

### Melj
- Meljochin, Wiktor Sergejewitsch (* 2003), russischer Fußballspieler
- Meljochina, Natalja Nikolajewna (1962–2024), sowjetische Radrennfahrerin
- Meljoschin, Pawel Alexejewitsch (* 2004), russischer Fußballspieler

### Melk
- Melka, Michael (* 1978), deutscher Fußballtorhüter
- Melka, Petra (* 1951), deutsche Fußballtorhüterin
- Melkadse, Georgi Dschemalowitsch (* 1997), russischer Fußballspieler
- Melkam, Gabriel (* 1980), nigerianischer Fußballspieler
- Melkamu, Meselech (* 1985), äthiopische Langstreckenläuferin
- Melkemichel, Özcan (* 1968), schwedischer Fußballtrainer
- Melker, Nigel (* 1991), niederländischer Automobilrennfahrer
- Melkert, Ad (* 1956), niederländischer Politiker und Beamter
- Melkert, Gustav (1890–1943), Sekretär der Landarbeitergewerkschaft
- Melki, Claude (1939–1994), französischer Schauspieler
- Melki, Flavien Joseph (* 1931), syrischer Geistlicher, Erzbischof der Syrisch-antiochenisch-katholischen Kirche
- Melki, Gilbert (* 1958), französischer SchauspielerGilbert Melki (* 1958)

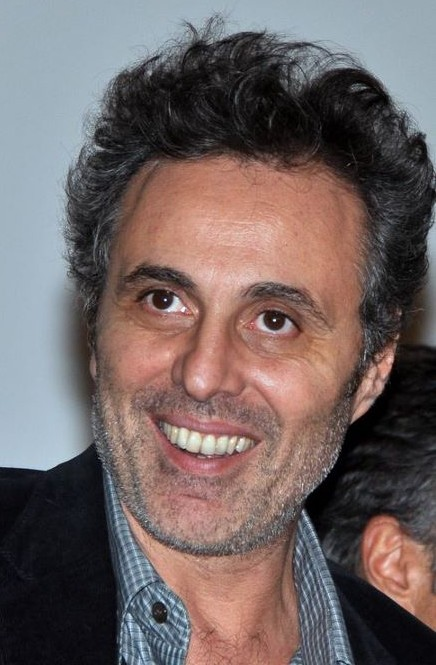
Gilbert Melki (* 1958)

- Melki, Grégoire Pierre (* 1939), syrischer Geistlicher, emeritierter Patriarchalexarch von Jerusalem
- Melkī, Léonard (1881–1915), Priester, Kapuziner und Märtyrer
- Melkich, Dmitri Michejewitsch (1885–1943), russischer Komponist
- Melko, Paul (* 1968), US-amerikanischer Science-Fiction-Autor
- Melkonian, Esegel (1918–1976), armenischer Fußballspieler
- Melkonian, Michael (* 1948), deutscher Botaniker und Hochschullehrer
- Melkonian, Monte (* 1957), US-amerikanischer politischer Aktivist, Terrorist und Freischärler armenischer Abstammung
- Melkonjan, Samwel (* 1984), armenischer Fußballspieler
- Melkonyan, Babken (* 1980), armenischer Poolbillard- und Snookerspieler
- Melksham, Jacqui (* 1978), australische Fußballschiedsrichterin
- Melkumjan, Hrant (* 1989), armenischer Schachspieler
- Melkus, Eduard (* 1928), österreichischer Violinist und Dirigent
- Melkus, Heinz (1928–2005), deutscher Automobilrennfahrer und Konstrukteur von RennwagenHeinz Melkus (1928–2005)

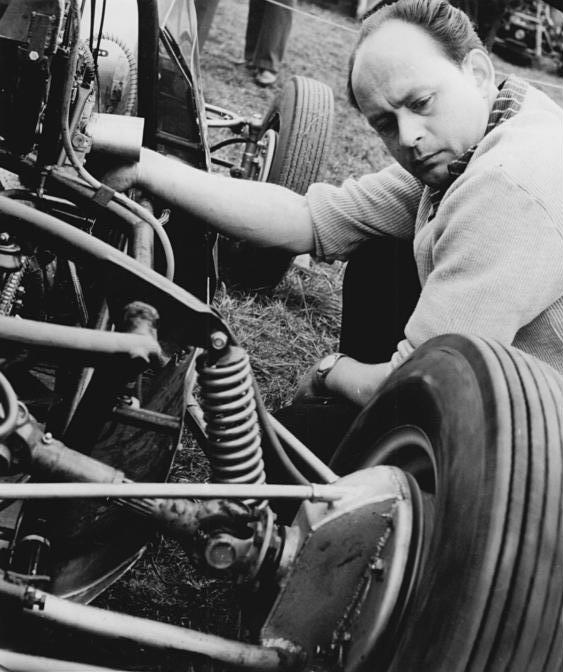
Heinz Melkus (1928–2005)

- Melkus, Ronny (* 1974), deutscher Unternehmer und ehemaliger Automobilrennfahrer
- Melkus, Ulli (1950–1990), deutscher Automobilrennfahrer

### Mell
- Mell, Alexander (1850–1931), österreichischer Blindenlehrer
- Mell, Alfred (1880–1962), österreichischer Historiker und Museumsdirektor
- Mell, Anton (1865–1940), österreichischer Historiker
- Mell, Carsten (* 1974), deutscher Illustrator und Comiczeichner
- Mell, Deb (* 1968), US-amerikanische Politikerin
- Mell, Heiko (* 1942), deutscher Personalberater und Autor
- Mell, Heinz (* 1909), deutscher Landrat
- Mell, Marisa (1939–1992), österreichische Schauspielerin
- Mell, Max (1882–1971), österreichischer Dramatiker und Lyriker
- Mell, Peter (* 1939), deutscher Künstler
- Mell, Roland (* 1954), deutscher Komponist, Dirigent und Pianist
- Mell, Ulrich (* 1956), deutscher evangelischer Theologe und Hochschullehrer
- Mella, Julio Antonio (1903–1929), kubanischer Politiker, Mitbegründer der Kommunistischen Partei KubasJulio Antonio Mella (1903–1929)

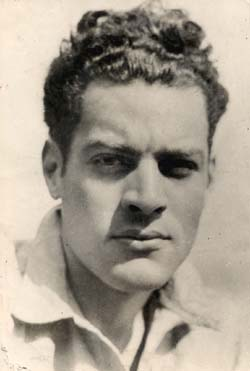
Julio Antonio Mella (1903–1929)

- Mellaard, Emiel (* 1966), niederländischer Weitspringer
- Mellaart, James (1925–2012), britischer Prähistoriker
- Mellado, Gaby (* 1992), mexikanische Schauspielerin
- Mellado, Héctor (1925–2007), chilenischer Radrennfahrer
- Mellado, José María (* 1966), spanischer Fotograf und Autor
- Mellage, Hermann (* 1906), deutscher Fußballtorhüter
- Mellah, Fawzi (* 1946), tunesischer Schriftsteller, Journalist und Wissenschaftler
- Mellan, Claude (1598–1688), französischer Kupferstecher und Maler
- Mellanby, Edward (1884–1955), britischer Mediziner und Ernährungswissenschaftler
- Mellanby, Scott (* 1966), kanadischer Eishockeyspieler, -trainer und -funktionär
- Mellander, Hjalmar (1880–1919), schwedischer Leichtathlet
- Mellanson, Troy (* 1981), antiguanischer Fußballspieler
- Mellars, Paul (1939–2022), britischer Archäologe und Paläoanthropologe
- Mellberg, Bror (1923–2004), schwedischer Fußballspieler
- Mellberg, John (* 2006), schwedischer Fußballspieler
- Mellberg, Olof (* 1977), schwedischer Fußballspieler und -trainerOlof Mellberg (* 1977)

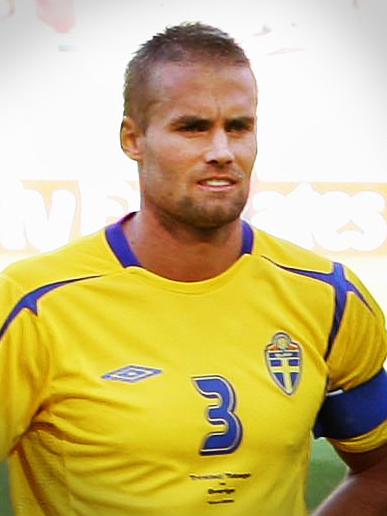
Olof Mellberg (* 1977)

- Mellbin, Erik (1901–1955), schwedischer Segler
- Melle Mel (* 1961), US-amerikanischer Hip-Hop-Musiker
- Melle, Alix von (* 1971), deutsche Extrembergsteigerin
- Melle, Emil von (1822–1891), deutscher Politiker, MdHB, Senator und Kaufmann
- Melle, Franz Jacob von (1696–1770), deutscher Mediziner und Stadtphysicus von Lübeck
- Melle, Friedrich Heinrich Otto (1875–1947), deutscher Geistlicher, evangelisch-methodistischer Bischof
- Melle, Fritz Hendrick (* 1960), deutscher Art Director und Schriftsteller
- Melle, Gerhard von (1854–1921), deutscher Kaufmann und Mäzen
- Mellé, Gil (1931–2004), US-amerikanischer bildender Künstler, Jazzmusiker (Baritonsaxophon, Tenorsaxophon und Tasteninstrumente) und Filmkomponist
- Melle, Jacob von (1659–1743), deutscher lutherischer Theologe, Polyhistor und Autor
- Melle, Johann Hermann von (1750–1815), deutscher Pädagoge, und Bibliothekar
- Melle, Johann Jacob von (1721–1752), deutscher Theologe und Poeta laureatus
- Melle, John van (1887–1953), südafrikanischer Schriftsteller
- Melle, Samuel Gerhard von (1690–1733), deutscher Theologe
- Melle, Thomas (* 1975), deutscher Schriftsteller und ÜbersetzerThomas Melle (* 1975)

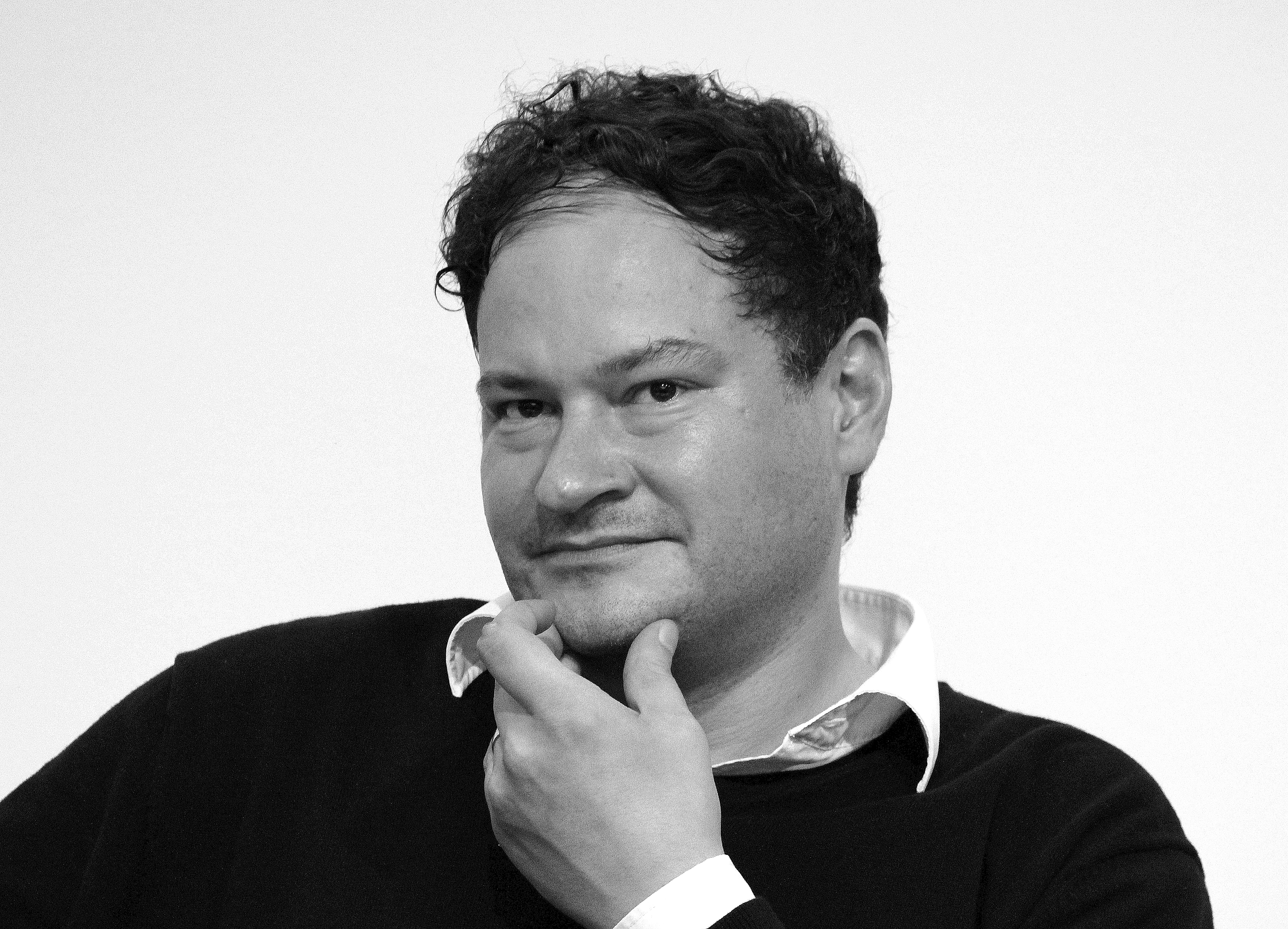
Thomas Melle (* 1975)

- Melle, Werner von (1853–1937), Hamburger Jurist, Senator und Bürgermeister
- Melleby, Peter (1917–2019), norwegischer Mechaniker und Polarforscher
- Mellegård, Emil (* 1997), schwedischer Handballspieler
- Mellegård, Olivia (* 1996), schwedische Handballspielerin
- Mellemann, Albert Friedrich (* 1558), deutscher Gelehrter und Dichter
- Mellen, James (* 1996), US-amerikanischer Radsportler
- Mellen, Prentiss (1764–1840), US-amerikanischer Jurist und Politiker (Föderalistische Partei)
- Mellencamp, John (* 1951), US-amerikanischer Rock- und Folksänger
- Mellenthin, Bernhard von (1811–1875), deutscher Rittergutsbesitzer, Unternehmer, Offizier und Parlamentarier
- Mellenthin, Caspar Heinrich von (1717–1781), preußischer Landrat
- Mellenthin, Friedrich Wilhelm von (1904–1997), deutscher Militär, Offizier, Geschäftsmann und Autor
- Mellenthin, Hans-Joachim von (1887–1971), deutscher Marineoffizier und U-Boot-Kommandant im Ersten Weltkrieg
- Mellenthin, Horst von (1898–1977), deutscher General der Artillerie und Armeekorpsbefehlshaber im Zweiten Weltkrieg
- Mellenthin, Ira von (1964–2004), deutsche Journalistin, Kolumnistin und Autorin
- Mellenthin, Klaus (* 1969), deutscher Fotograf
- Mellenthin, Knut (* 1946), deutscher Journalist und Autor
- Mellenthin, Xaver Edmund Karl von (1827–1915), preußischer Offizier
- Mellentin, Alexander Ferdinand von (1757–1823), königlich-sächsischer Generalmajor
- Mellentin, Franz (1919–1991), deutscher Politiker (SED)
- Mellentin, Hans-Jürgen (1934–1996), deutscher Politiker (CDU), MdL
- Meller, deutscher Rapper
- Meller Marcovicz, Digne (1934–2014), deutsche Fotojournalistin, Dokumentarfilmerin und Autorin
- Meller Marcovicz, Gioia (* 1955), deutsche Möbeldesignerin
- Meller, Amos (1938–2007), israelischer Dirigent und Komponist
- Meller, Bernhard (1880–1971), deutscher Geistlicher und Bibliothekar
- Meller, Christian, deutschamerikanischer Turner
- Meller, Edith (1897–1953), ungarische Schauspielerin
- Meller, Fabian (* 1993), österreichischer Kameramann
- Meller, Harald (* 1960), deutscher ArchäologeHarald Meller (* 1960)

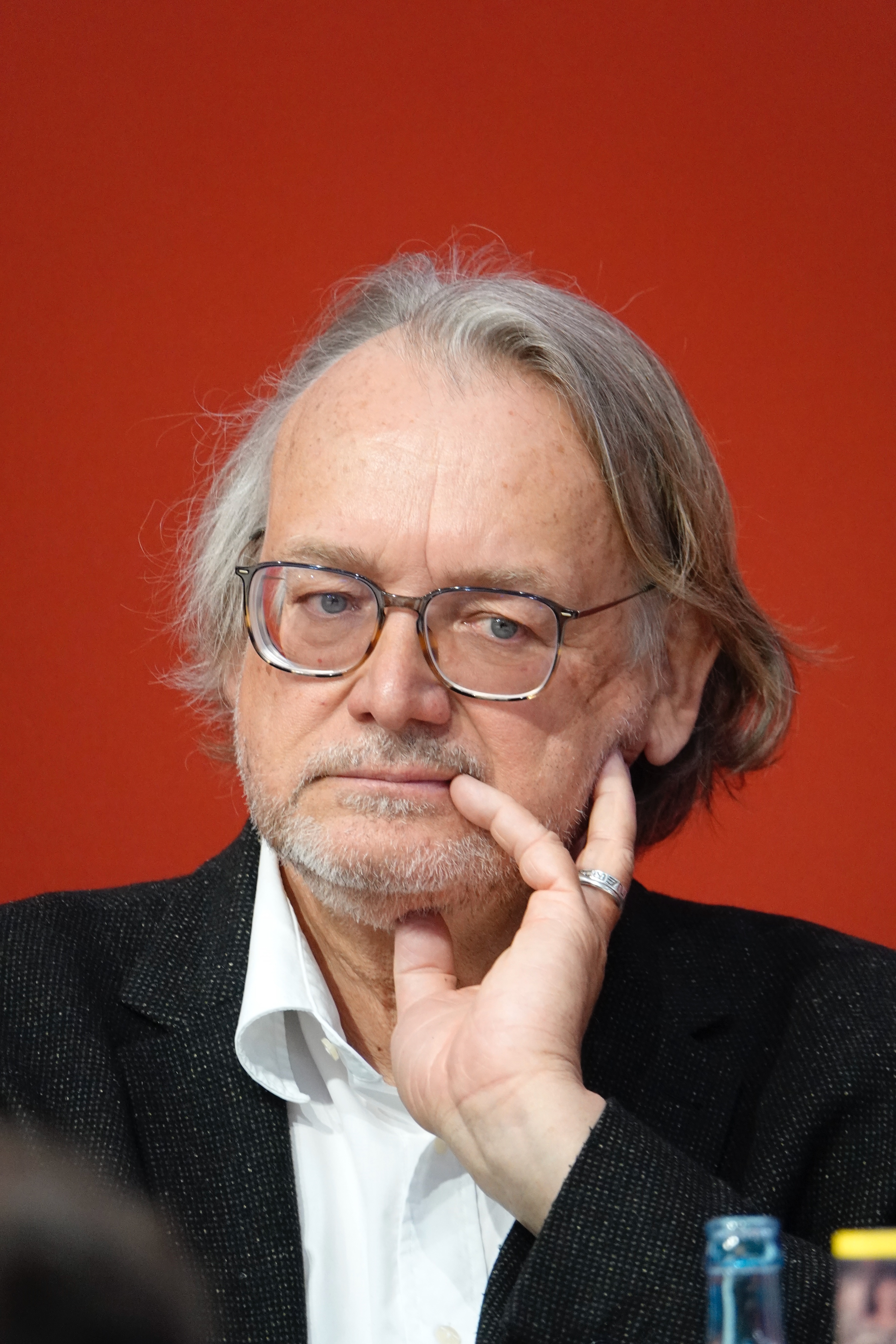
Harald Meller (* 1960)

- Meller, Heinz (* 1955), deutscher Kabarettist, Parodist und Moderator
- Meller, Horst (1936–2013), deutscher Anglist und Hochschullehrer
- Meller, Ingo (* 1955), deutscher Künstler und Kunstprofessor
- Meller, Josef (1874–1968), österreichischer Augenarzt
- Meller, Pali (1902–1943), ungarischer Architekt
- Meller, Raquel (1888–1962), spanische Sängerin und Filmschauspielerin
- Meller, Rose (1902–1960), ungarisch-österreichische Schriftstellerin und Mikrobiologin
- Meller, Simon (1875–1949), ungarischer Kunsthistoriker und Kunsthändler
- Meller, Stefan (1942–2008), polnischer Historiker und Diplomat
- Meller, Wadim Georgijewitsch (1884–1962), russisch-ukrainischer Maler
- Meller, Willy (1887–1974), deutscher Bildhauer
- Meller-Hannich, Caroline (* 1970), deutsche Juristin und Hochschullehrerin
- Mellerowicz, Harald (1919–1996), deutscher Sportmediziner
- Mellerowicz, Konrad (1891–1984), deutscher Ökonom und Hochschullehrer
- Mellers, Wilfrid (1914–2008), britischer Musikwissenschaftler, -kritiker, -pädagoge und Komponist
- Mellersh, H. L. (1869–1947), englischer Badmintonspieler
- Mellery, Xavier (1845–1921), belgischer Maler des Symbolismus
- Melles, Carl (1926–2004), ungarisch-österreichischer Dirigent
- Melles, Judith (1929–2001), ungarische Schauspielerin
- Melles, Martin (* 1960), deutscher Geologe und Hochschullehrer
- Melles, Sunnyi (* 1958), deutsche Schauspielerin und SynchronsprecherinSunnyi Melles (* 1958)

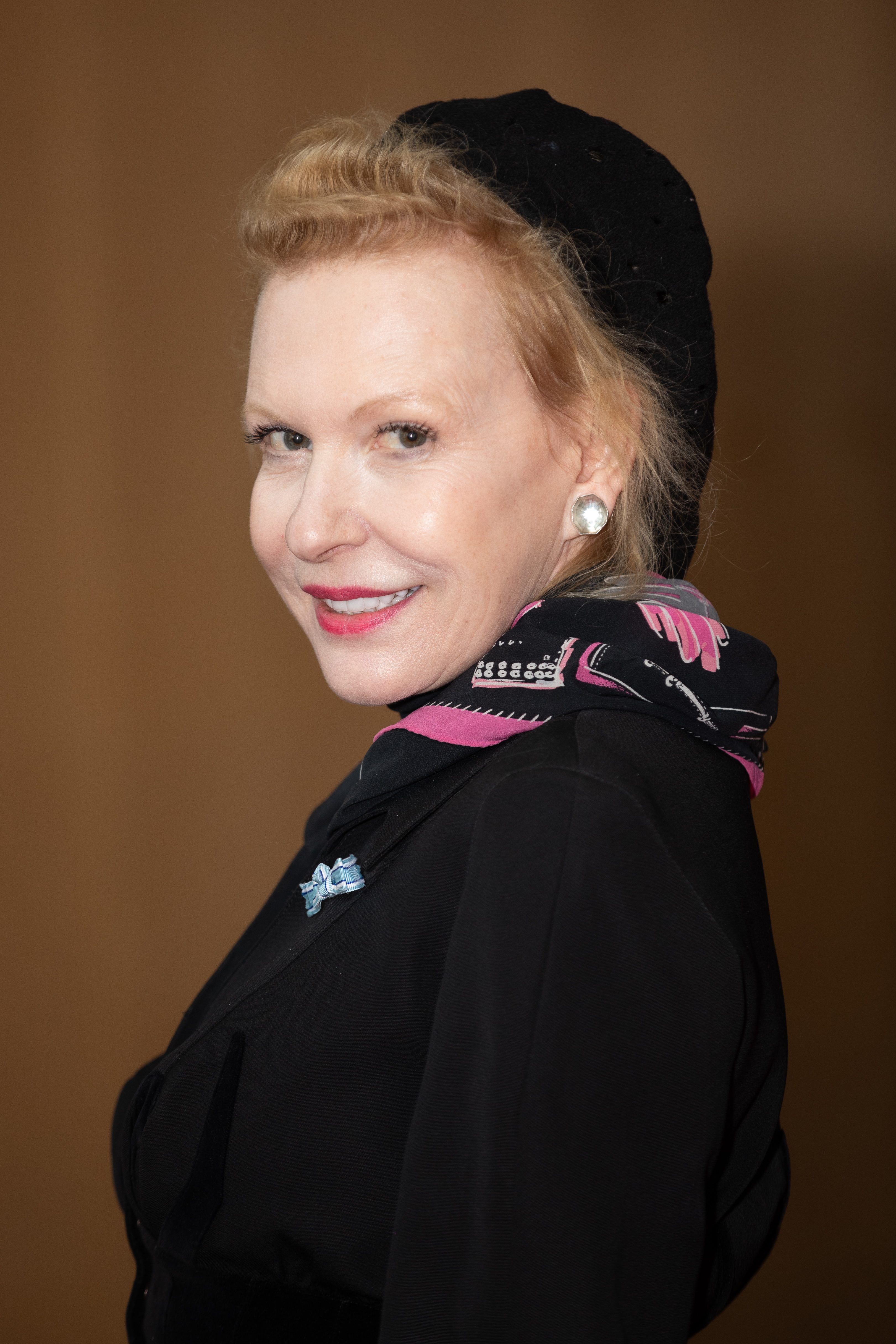
Sunnyi Melles (* 1958)

- Melletat, Tjorven (* 1991), deutsche Schauspielerin
- Mellette, Arthur C. (1842–1896), US-amerikanischer Politiker
- Mellewigt, Thomas (1963–2021), deutscher Ökonom und Hochschullehrer
- Mellgård, Stefan (* 1955), schwedischer Badmintonspieler
- Mellgren, Dagny (* 1978), norwegische Fußballspielerin
- Mellgren, Sten (1900–1989), schwedischer Fußballspieler
- Melli, Elide (* 1952), italienische Schauspielerin und Produzentin
- Melli, Nicolò (* 1991), italienischer Basketballspieler
- Mellich, Franz (1891–1954), österreichischer Politiker (SPÖ), Mitglied des Bundesrates
- Mellick, Carlton III (* 1977), US-amerikanischer Schriftsteller
- Mellier, Maéva (* 1991), französische Taekwondoin
- Mellier, Yannick (* 1958), französischer Astrophysiker
- Mellies, Eberhard (1929–2019), deutscher Schauspieler, Hörspielsprecher, Synchronsprecher und Regisseur
- Mellies, Otto (1931–2020), deutscher Schauspieler, Hörspielsprecher und Synchronsprecher
- Mellies, Wilhelm (1899–1958), deutscher Politiker (SPD), MdL, MdB
- Melliger, Caspar (1868–1924), Schweizer Rechtsanwalt, Gründungspräsident der Katholischen Volkspartei der Stadt Zürich
- Melliger, Willi (1953–2018), Schweizer SpringreiterWilli Melliger (1953–2018)

Willi Melliger (1953–2018)

- Mellin, Albert (1901–1945), preußischer Verwaltungsjurist und Landrat
- Mellin, Carl Albert Ferdinand (1780–1855), Stadtbaumeister und Bürgermeister von Halle (Saale)
- Mellin, Carl J. (1851–1924), schwedisch-amerikanischer Ingenieur und Erfinder
- Mellin, Christoph Jakob (1744–1817), deutscher Arzt und Autor
- Mellin, Friedrich Albert Immanuel (1796–1859), deutscher Architekt und preußischer Baubeamter
- Mellin, Georg Bernhard Petrus von (1704–1785), preußischer Generalmajor, Kommandeur des Infanterieregiments Nr. 8
- Mellin, Georg Samuel Albert (1755–1825), deutscher reformierter Pfarrer und Philosoph
- Mellin, Gustav (1826–1884), deutscher Eisenbahnbaumeister und preußischer Baubeamter
- Mellin, Henning Christian von (1702–1769), preußischer Oberst, Chef des Garnisonsregiments Nr. 11
- Mellin, Hjalmar (1854–1933), finnischer Mathematiker
- Mellin, Jochen (1940–2009), deutscher Fotojournalist und Autor
- Mellin, Jürgen (1633–1713), schwedischer Feldmarschall und Generalgouverneur von Bremen, Verden und Schwedisch-Pommern
- Mellin, Karl Albert Friedrich († 1932), deutscher Architekt und preußischer Baubeamter
- Mellin, Ludwig August (1754–1835), deutschbaltischer Adliger und liberaler Politiker
- Mellin, Max (1904–1977), deutscher Filmarchitekt
- Mellin, Ursula (* 1938), deutsche Schauspielerin und Synchronsprecherin
- Mellina, Pierre (* 1957), luxemburgischer Leichtathlet und Politiker (CSV)
- Melling, Anton Ignaz (1763–1831), deutsch-französischer Maler, Zeichner, Architekt, Landschaftsarchitekt und Innendekorateur
- Melling, Chris (* 1979), englischer Poolbillard- und Snookerspieler
- Melling, Harry (* 1989), britischer SchauspielerHarry Melling (* 1989)

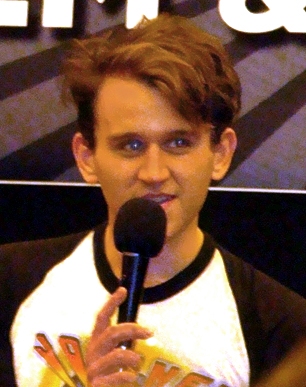
Harry Melling (* 1989)

- Melling, Joseph (1724–1796), Hofmaler am Karlsruher Hof der Markgrafen von Baden
- Melling, Maria Hartz (* 2002), norwegische Skilangläuferin
- Melling, Steve (* 1959), britischer Jazzmusiker (Piano, Komposition)
- Melling, William (* 1994), britischer Schauspieler
- Mellinger, Frederic (1890–1970), deutsch-amerikanischer Theaterregisseur
- Mellinger, Johannes († 1603), deutscher Kartograf und Arzt
- Mellinger, Karl (1858–1917), deutscher Ophthalmologe
- Mellinger, Ludwig (1900–1977), deutscher Bankmanager
- Mellinger, Ludwig von (1849–1929), deutscher Baumeister
- Mellinger, Michael (1929–2004), deutscher Schauspieler
- Mellinghaus, Matthias (* 1965), deutscher Ruderer und Filmregisseur
- Mellinghoff, Rudolf (* 1954), deutscher Jurist, Richter des Bundesverfassungsgerichts
- Mellini, Giovanni Battista (1405–1478), italienischer Bischof von Urbino und Kardinal der Römischen Kirche
- Mellink, Helenus Albertus (* 1828), niederländischer Genre- und Interieurmaler
- Mellink, Machteld (1917–2006), niederländisch-US-amerikanische Archäologin
- Mellink, Sonja (* 1969), niederländische Badmintonspielerin
- Mellino, Marco (* 1966), italienischer Geistlicher, Kurienbischof der römisch-katholischen Kirche
- Mellios, Thomas (* 1940), griechischer Musiker (Tenor), Dirigent und Komponist
- Mellis, Jacob (* 1991), englischer Fußballspieler
- Mellis, Werner (* 1951), deutscher Mathematiker, Wirtschaftsinformatiker und Hochschullehrer
- Mellish, Bob, Baron Mellish (1913–1998), britischer Politiker
- Mellish, David B. (1831–1874), US-amerikanischer Politiker
- Mellish, Joseph Charles (1769–1823), englischer Konsul, Poet, Schiller-Übersetzer und preußischer Adliger
- Mellish, Shaun (* 1970), englischer Snookerspieler
- Melliss, John Charles (1835–1910), britischer Ingenieur und Naturforscher
- Melliti, Khaled (* 1984), tunesischer Fußballspieler
- Melliti, Nadia (* 2002), französische SchauspielerinNadia Melliti (* 2002)

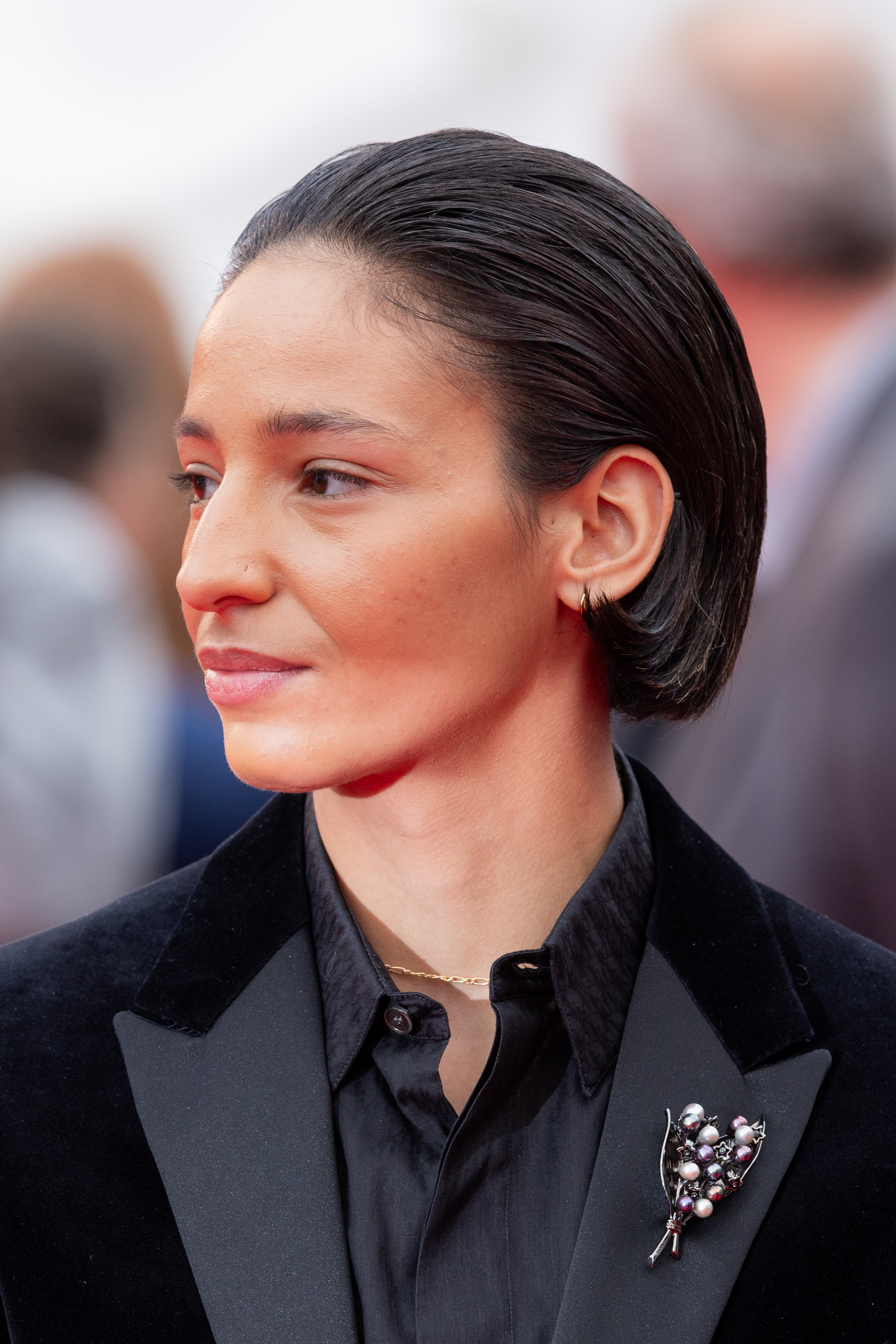
Nadia Melliti (* 2002)

- Melliti, Sofiène (* 1978), tunesischer Fußballspieler
- Mellitus († 624), Erzbischof von Canterbury
- Mellitzer, Christine (* 1976), österreichische Beachvolleyballspielerin
- Mellitzer, Matthias (* 1980), österreichischer Beachvolleyballspieler
- Melliza, Jesus (* 1992), philippinischer Fußballspieler
- Mellmann, Friedrich (1897–1972), deutscher Politiker (SPD), MdHB und Geschäftsführer
- Mellmann, Heinz (1913–1945), deutscher Graphiker und Märchenillustrator
- Mellmann, Johann Dietrich (1746–1801), deutscher Rechtswissenschaftler und Hochschullehrer an der Universität Kiel
- Mellmann, Johann Wilhelm Ludwig (1764–1795), deutscher Klassischer Philologe und Pädagoge
- Mellmann, Karl (* 1911), deutscher Generalmajor der Volkspolizei
- Mellmann, Paul (1855–1934), deutscher Schulleiter und Verbandsfunktionär
- Mellmann, Walter (1910–2001), deutscher Bildhauer und Grafiker
- Mellmann, Werner († 1938), deutscher Motorradrennfahrer
- Mello da Gubbio, italienischer Maler des Mittelalters
- Mello Franco, Affonso Arinos de (1930–2020), brasilianischer Diplomat
- Mello Mattos, Mário de (* 1919), brasilianischer Militär und Diplomat
- Mello Mattos, Ney Moraes de (1929–2011), brasilianischer Diplomat
- Mello Rapesta, Norton de Andrade (* 1958), brasilianischer Diplomat
- Mello, Ahoua Don (* 1958), ivorischer Politiker
- Mello, Alexandre Awi (* 1971), brasilianischer römisch-katholischer Ordensgeistlicher
- Mello, Álvaro (* 1979), uruguayischer Fußballspieler
- Mello, Anthony de (1931–1987), indischer Jesuitenpriester und spiritueller Lehrer
- Mello, Arnon de (1911–1983), brasilianischer Politiker
- Mello, Breno (1931–2008), brasilianischer Fußballspieler und Schauspieler
- Mello, Carlos de, uruguayischer Politiker
- Mello, Carlos de (* 1961), österreichischer Fotograf
- Mello, Craig (* 1960), US-amerikanischer Biochemiker
- Mello, Duília de (* 1963), brasilianische Astronomin, Astrophysikerin und Hochschullehrerin
- Mello, Edson Batista de (* 1964), brasilianischer Geistlicher und römisch-katholischer Bischof von Cachoeira do Sul
- Mello, Eduardo Kneese de (1906–1994), brasilianischer Architekt
- Mello, Evaldo Cabral de (* 1936), brasilianischer Historiker, Diplomat und Autor
- Mello, Francisco de (1490–1536), portugiesischer Mathematiker und Humanist
- Mello, Georgina, kap-verdische Wirtschaftswissenschaftlerin und Generaldirektorin der Gemeinschaft der portugiesischsprachigen Länder (CPLP)
- Mello, Ingeborg (1919–2009), argentinische Leichtathletin
- Mello, Juan José de (* 1953), uruguayischer Sänger
- Mello, Luciana (* 1979), brasilianische Berufstänzerin und Sängerin
- Mello, Márcio de Souza (1906–1991), brasilianischer General, Präsident Brasiliens
- Mello, Maria (* 1994), uruguayische Leichtathletin
- Mello, Micaela de (* 2000), brasilianische Hürdenläuferin
- Mello, Milton Thiago de (1916–2024), brasilianischer Tiermediziner und Primatologe
- Mello, Patrícia Campos (* 1975), brasilianische Journalistin und Buchautorin
- Mello, Pedro Homem de (1904–1984), portugiesischer Lyriker
- Mello, Ricardo (* 1980), brasilianischer Tennisspieler
- Mello, Rosenery (1965–2011), brasilianisches Model
- Mello, Selton (* 1972), brasilianischer Schauspieler, Drehbuchautor und Regisseur
- Mello, Sérgio Vieira de (1948–2003), brasilianischer Mitarbeiter der Vereinten NationenSérgio Vieira de Mello (1948–2003)

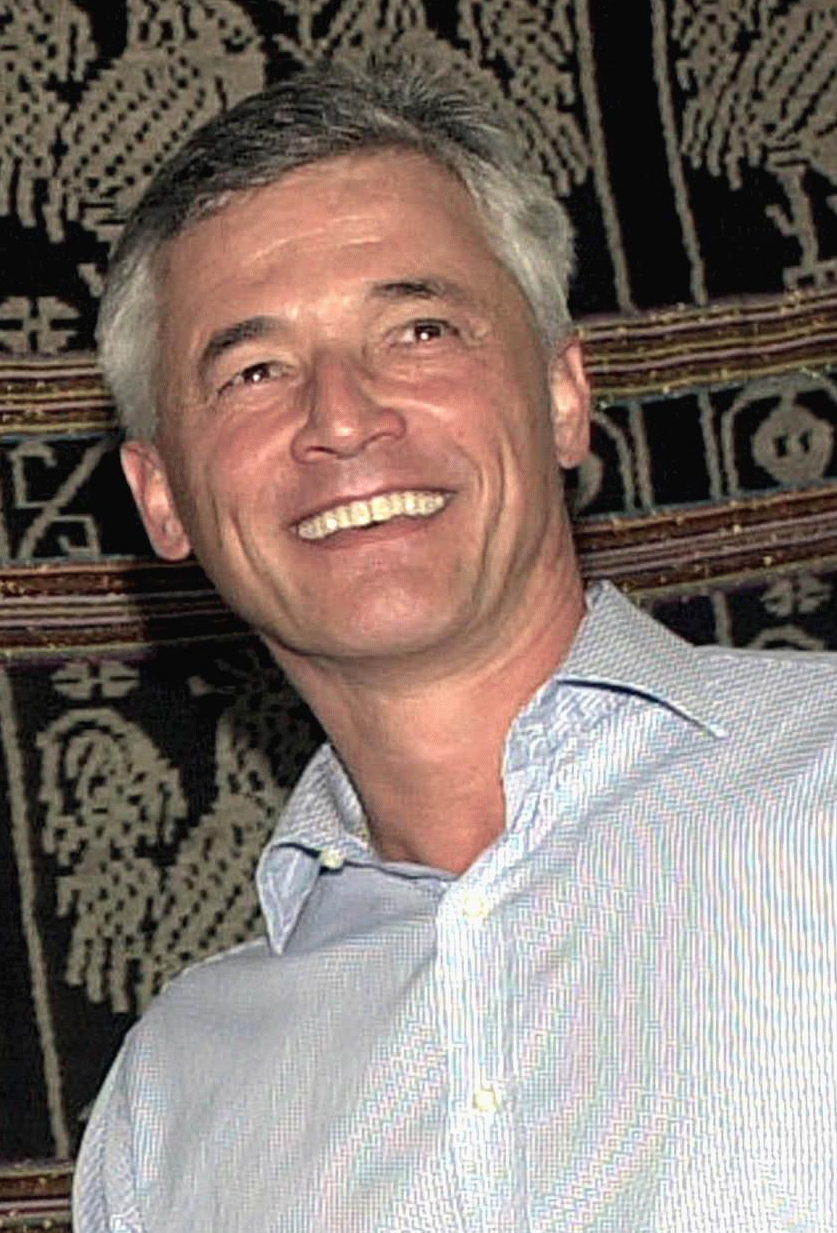
Sérgio Vieira de Mello (1948–2003)

- Mello, Sheila (* 1978), brasilianische Schauspielerin und Tänzerin
- Mello, Tamara (* 1976), US-amerikanische Schauspielerin
- Mello, Thiago de (1926–2022), brasilianischer Dichter, Schriftsteller, Übersetzer
- Mello, Victor de (1926–2009), brasilianischer Bauingenieur für Geotechnik
- Mello, Zélia Cardoso de (* 1953), brasilianische Wirtschaftswissenschaftlerin, ehemalige Politikerin und Managerin
- Mello-Breyner, Manuel (* 1953), portugiesischer Autorennfahrer und Motorsportfunktionär
- Mellody, William (1884–1919), US-amerikanischer Boxer und Weltmeister im Weltergewicht
- Mellon, Andrew (* 1995), irischer Sprinter
- Mellon, Andrew W. (1855–1937), US-amerikanischer Bankier, Philanthrop und PolitikerAndrew W. Mellon (1855–1937)

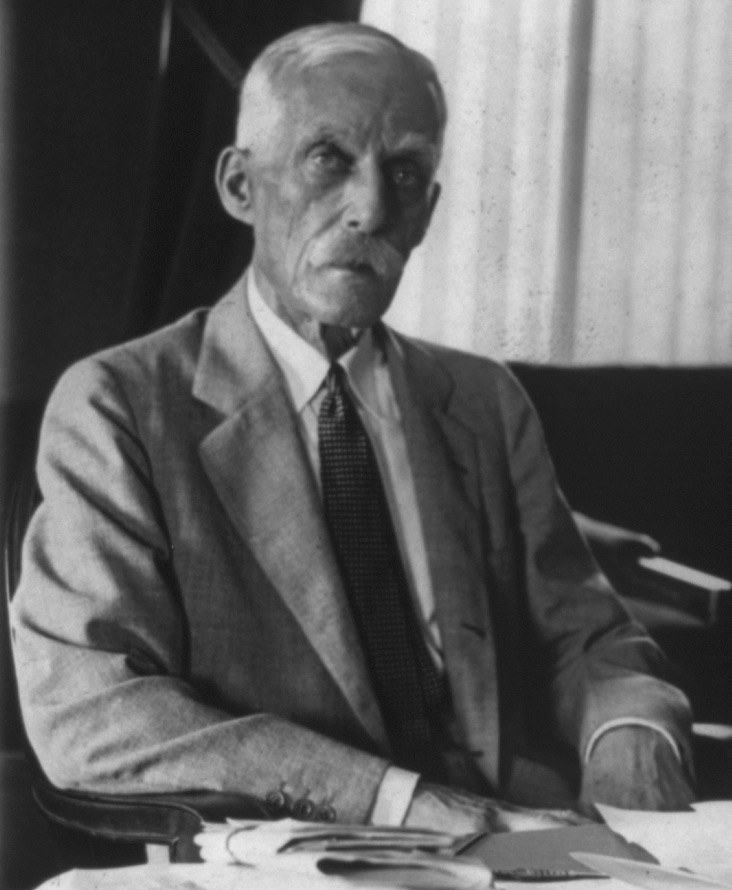
Andrew W. Mellon (1855–1937)

- Mellon, Christopher (* 1957), US-amerikanischer Politiker und Investor
- Mellon, James (* 1942), US-amerikanischer Buchautor und Großwildjäger
- Mellon, Jim (* 1957), britischer Milliardär und Geschäftsmann
- Mellon, Matthew (1964–2018), US-amerikanischer Unternehmer
- Mellon, Paul (1907–1999), US-amerikanischer Unternehmer, Philanthrop, Kunstsammler und Kunstmäzen
- Mellon, Rachel Lambert (1910–2014), US-amerikanische Philanthropin, Kunstsammlerin und Landschaftsarchitektin
- Mellon, Tamara (* 1967), britische Unternehmerin, Präsidentin und Mitgründerin der Schuhfirma Jimmy Choo
- Mellon, Timothy (* 1942), US-amerikanischer Unternehmer
- Mellon, William Henry (1877–1952), schottischer Geistlicher
- Melloni, Macedonio (1798–1854), italienischer Physiker
- Mellons, Ken (* 1965), US-amerikanischer Country-Sänger
- Mellor, Clementine (* 1987), australische Schauspielerin
- Mellor, David (* 1949), britischer Journalist und Politiker (Conservative Party), Mitglied des House of Commons
- Mellor, Fleur (* 1936), australische Leichtathletin
- Mellor, Ian (1950–2024), englischer Fußballspieler
- Mellor, Mary (* 1946), britische Sozialwissenschaftlerin und Aktivistin
- Mellor, William (1888–1942), britischer Journalist
- Mellor, William C. (1903–1963), US-amerikanischer Kameramann
- Mellors, Ted (1907–1946), britischer Motorradrennfahrer
- Melloulchi, Yamen (* 1979), tunesischer Fußballschiedsrichterassistent
- Mellouli, Oussama (* 1984), tunesischer SchwimmerOussama Mellouli (* 1984)

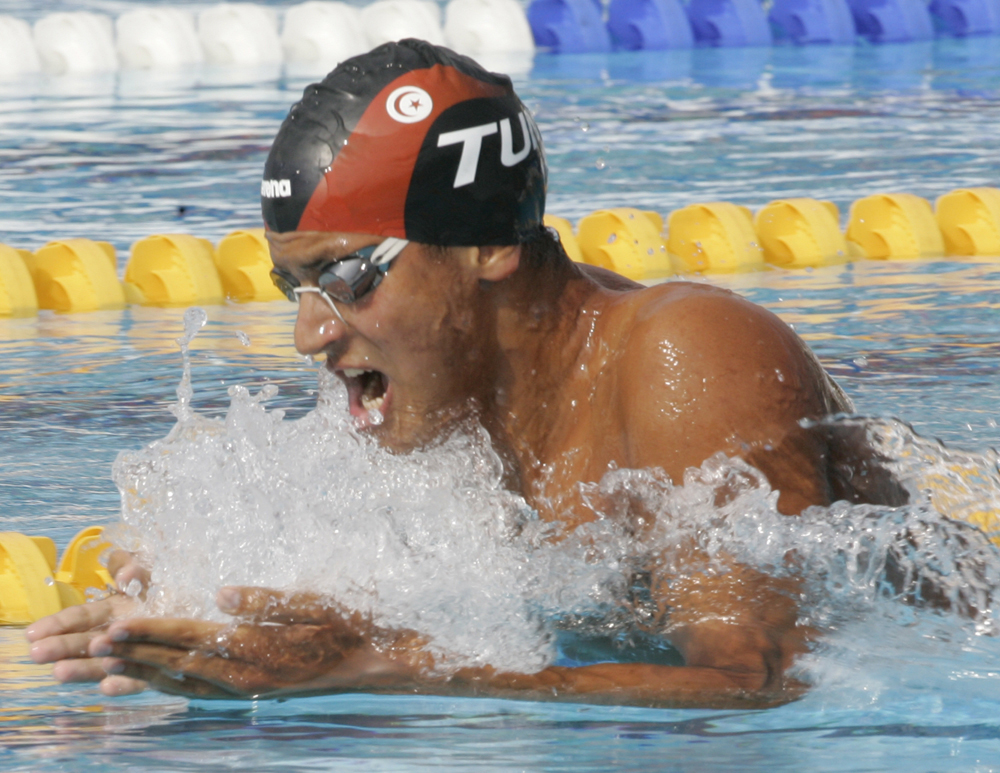
Oussama Mellouli (* 1984)

- Mellow (* 1992), deutscher Zauberkünstler, Entertainer und Produzent
- Mellow Man Ace (* 1967), amerikanisch-kubanischer Rapper
- Mellow Mark (* 1974), deutscher MusikerMellow Mark (* 1974)

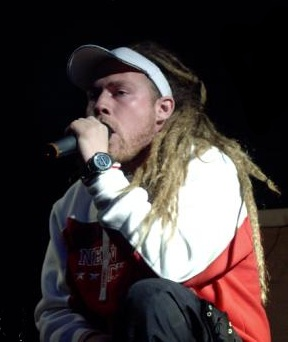
Mellow Mark (* 1974)

- Mellow Trax, deutscher Techno-DJ und Musikproduzent
- Mellows, Alfred (1922–1997), britischer Ruderer
- Mellows, Liam (1892–1922), irischer Revolutionär, Republikaner und Politiker
- Mellul, Yael (* 1971), französische Frauenrechtlerin und ehemalige Strafverteidigerin
- Mellus, Elias (1831–1908), Bischof der chaldäisch-katholischen Kirche
- Mellus, Henry (1816–1860), US-amerikanischer Politiker
- Melluzzo, Matteo (* 2002), italienischer Sprinter
- Melly, Armand (1882–1986), Schweizer Politiker (FDP)
- Melly, Eduard (1814–1854), österreichischer Kunsthistoriker und Politiker
- Melly, George (1926–2007), britischer Jazz-Sänger und Autor
- Melly, Jacques (* 1951), Schweizer Politiker (CVP)
- Melly, Joan Chelimo (* 1990), kenianische Langstreckenläuferin

### Melm
- Melm, Johann Conrad (1677–1714), deutscher Mediziner, Physiker und Hochschullehrer
- Melman, Yossi (* 1950), israelischer Autor und Journalist
- Melmer, Bruno (1909–1978), deutscher SS-Hauptsturmführer
- Melms, Ernst (1831–1913), preußischer Generalleutnant
- Melms, Hans (1869–1941), deutscher Opernsänger (Bariton)

### Meln
- Melneczuk, Stefan (* 1970), deutscher Journalist und Schriftsteller
- Melngailis, Emilis Jūlis (1874–1954), lettischer Komponist und Musikforscher
- Melnick, Bruce E. (* 1949), US-amerikanischer Astronaut
- Melnick, Daniel (1932–2009), US-amerikanischer Filmproduzent
- Melnick, Joseph L. (1914–2001), US-amerikanischer Epidemiologe
- Melnick, Justin (* 1980), US-amerikanischer Schauspieler
- Melnick, Natasha (* 1984), US-amerikanische Schauspielerin
- Melnick, Peter Rodgers (* 1958), US-amerikanischer Komponist
- Melnicsuk, Viktor (* 2001), ungarischer Handball- und Beachhandballspieler
- Melnik, Faina Grigorjewna (1945–2016), sowjetische Leichtathletin
- Melnik, Galina Nikolajewna (* 1970), russische Tischtennisspielerin
- Melnik, Olga Iwanowna (* 1974), russische Biathletin
- Melnik, Timofei Nikolajewitsch (1911–1985), sowjetischer Kriegsfotograf
- Melnik, Xenija (* 2001), deutsche Politikerin (Die Linke), MdHB
- Melnikaitė, Marytė (1923–1943), litauisch-sowjetische Partisanin
- Melnikas, Anthony (1927–2005), US-amerikanischer Kunsthistoriker und Bücherdieb
- Melnikawa, Antanina (* 1958), sowjetische Kanutin
- Melnikienė, Rasa (* 1962), litauische Politikerin
- Melnikov, Helena (* 1981), deutsche VerbandsfunktionärinHelena Melnikov (* 1981)

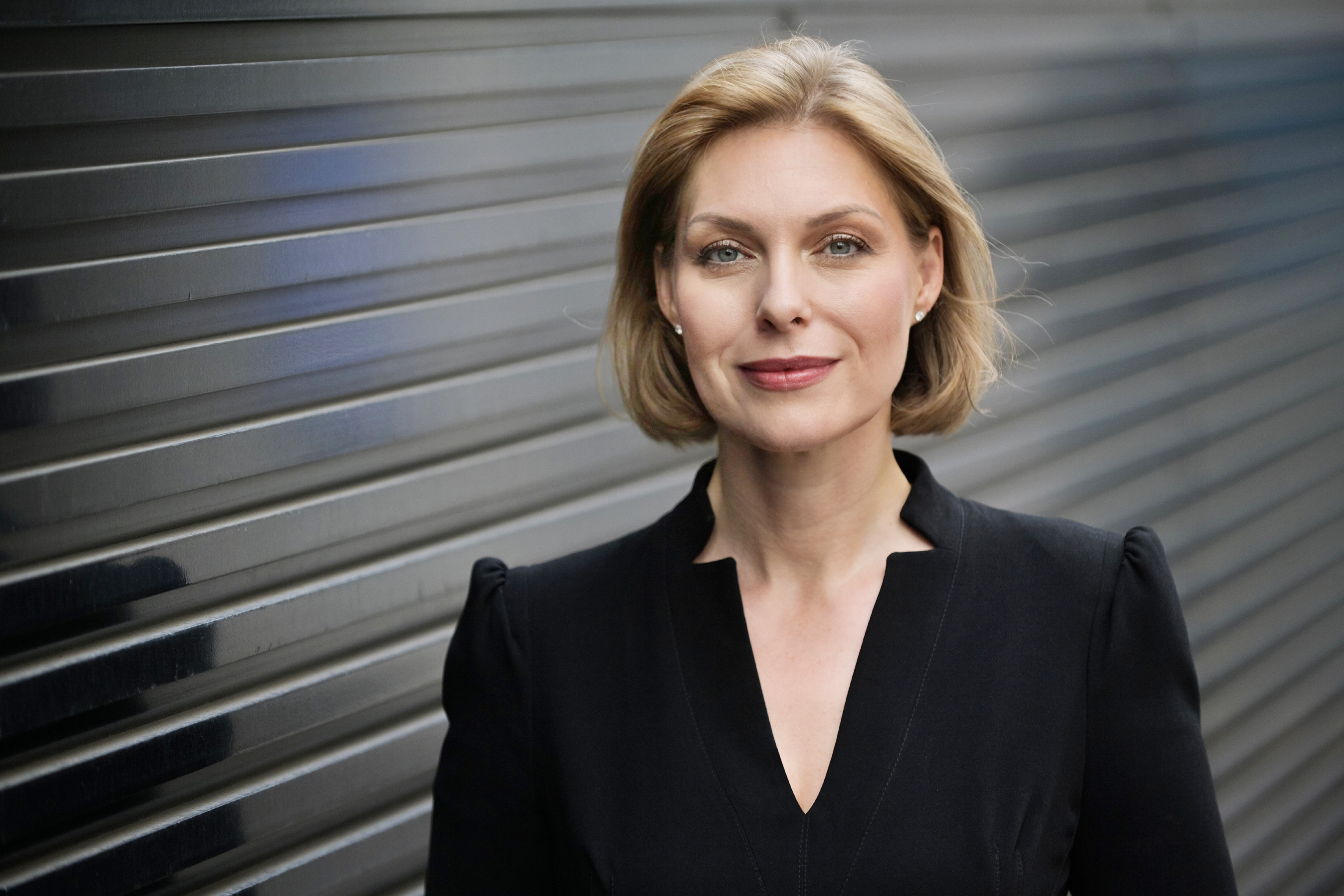
Helena Melnikov (* 1981)

- Melnikova, Galina (* 1936), usbekische Fernsehansagerin
- Melnikow, Alexander Markowitsch (* 1973), russischer Pianist
- Melnikow, Awraam Iwanowitsch (1784–1854), russischer Architekt des Klassizismus und Hochschullehrer
- Melnikow, Boris Borissowitsch (1938–2022), sowjetischer Säbelfechter
- Melnikow, Boris Nikolajewitsch (1896–1938), sowjetischer Komintern-Funktionär
- Melnikow, Iwan Iwanowitsch (* 1950), russischer Politiker
- Melnikow, Konstantin Stepanowitsch (1890–1974), russischer Architekt
- Melnikow, Leonid Georgijewitsch (1906–1981), sowjetischer Politiker der KPdSU
- Melnikow, Leonid Wassiljewitsch (* 1965), sowjetischer Skirennläufer
- Melnikow, Nikita Wassiljewitsch (* 1987), russischer Ringer
- Melnikow, Nikolai Andrejewitsch (* 1948), russischer Wasserballspieler
- Melnikow, Pawel Eduardowitsch (* 1964), russischer Geschäftsmann
- Melnikow, Pawel Iwanowitsch (1818–1883), russischer Schriftsteller
- Melnikow, Pawel Petrowitsch (1804–1880), russischer Ingenieur, Eisenbahnpionier und Hochschullehrer
- Melnikow, Pawel Wassiljewitsch (1919–1998), sowjetischer Offizier, zuletzt im Range eines Generalobersten
- Melnikow, Pawel Wladimirowitsch (* 1969), russischer Ruderer
- Melnikow, Sergei (* 1968), russischer Mittelstreckenläufer
- Melnikow, Sergei Anatoljewitsch (* 1971), russischer Badmintonspieler
- Melnikow, Stepan Kirillowitsch (* 2002), russischer Fußballspieler
- Melnikow, Wassili Stepanowitsch (1943–2017), sowjetischer Skirennläufer
- Melnikow, Wiktor Pawlowitsch (* 1957), russischer Politiker; Bürgermeister von Wolgodonsk
- Melnikow, Witali Wiktorowitsch (* 1990), russischer Schwimmer
- Melnikow, Wladimir Iwanowitsch (1935–2010), sowjetischer Politiker
- Melnikowa, Angelina Romanowna (* 2000), russische Kunstturnerin
- Melnikowa, Jewgenija Konstantinowna (1909–2001), sowjetische Schauspielerin und Synchronsprecherin
- Melnikowa, Julija (* 1981), russische Schauspielerin
- Melnikowa, Marina Anatoljewna (* 1989), russische Tennisspielerin
- Melnikowa, Tamara Michailowna (* 1940), sowjetische bzw. russische Museologin
- Melnikowa-Tschepikowa, Jelena Wladimirowna (* 1971), russische Biathletin
- Melnis, Kaspars (* 1989), lettischer Wirtschaftsmanager und Politiker
- Melnitschenko, Andrei Igorewitsch (* 1972), russischer Milliardär und UnternehmerAndrei Igorewitsch Melnitschenko (* 1972)

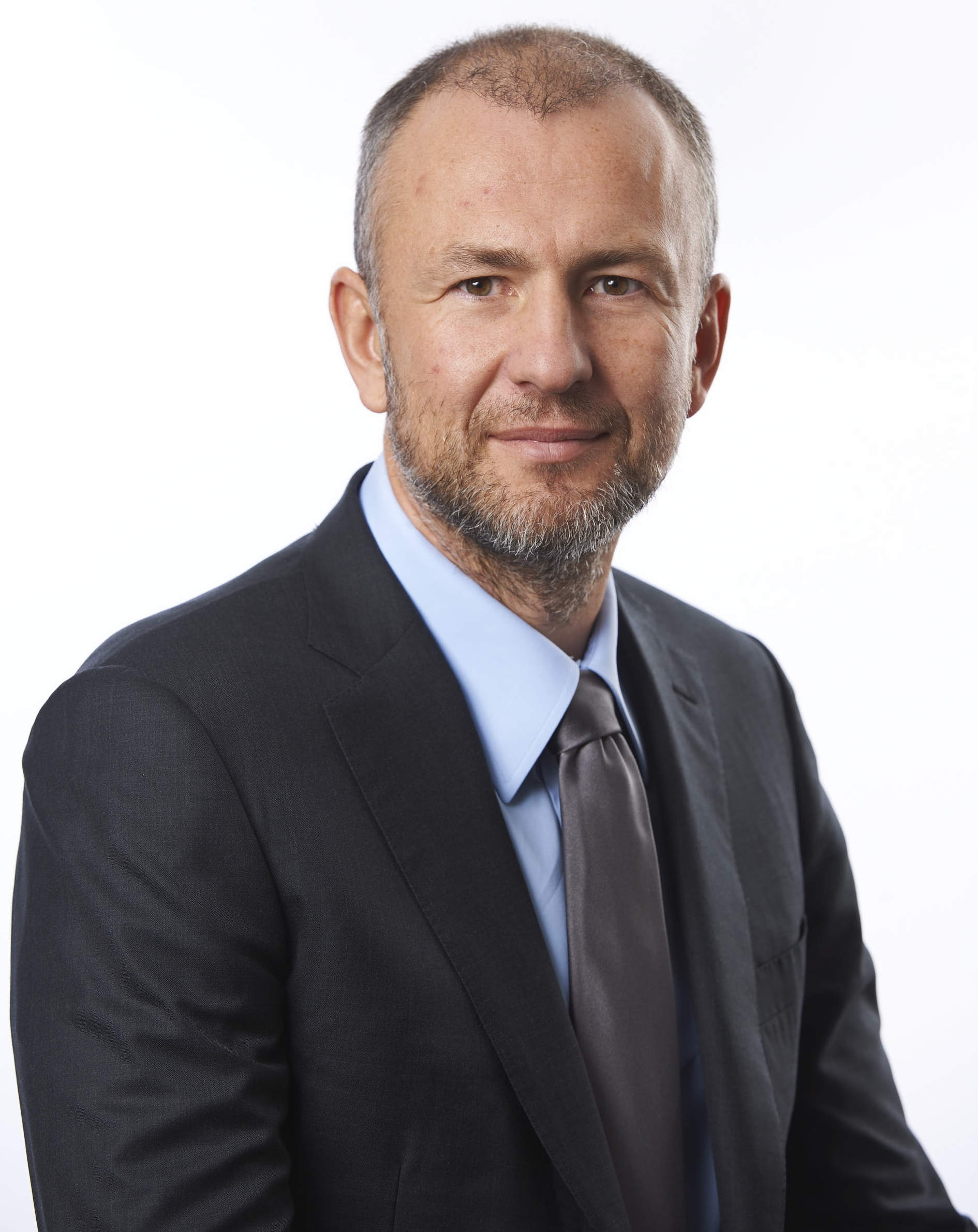
Andrei Igorewitsch Melnitschenko (* 1972)

- Melnitschenko, Andrei Leonidowitsch (* 1992), russischer Skilangläufer
- Melnitschenko, Juri (* 1972), kasachischer Ringer und Olympiasieger
- Melnitz, Curt (1879–1962), deutsch-amerikanischer Filmproduzent, Künstleragent, Pressemanager
- Melnitz, William W. (1900–1989), deutscher Theaterregisseur, Dramaturg und Hochschulprofessor
- Melnitzky, Franz (1822–1876), österreichischer Bildhauer
- Melnitzky, Marie-Kathrin (* 1968), österreichische Sängerin und Harfenistin
- Melnyk, Andrij (1890–1964), ukrainischer Offizier und Politiker, Vorsitzender der Organisation Ukrainischer Nationalisten
- Melnyk, Andrij (* 1975), ukrainischer Jurist, Politiker und DiplomatAndrij Melnyk (* 1975)

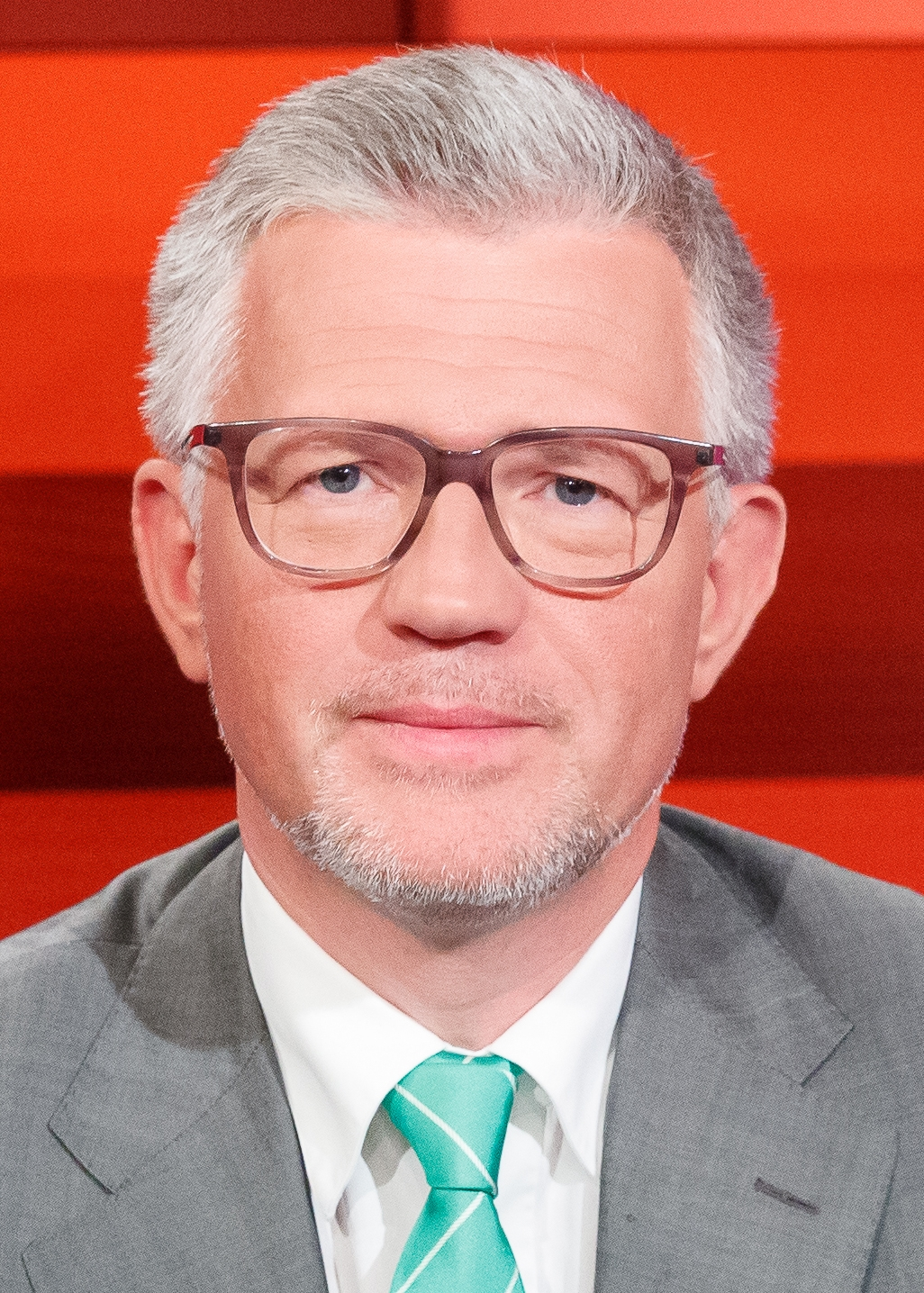
Andrij Melnyk (* 1975)

- Melnyk, Borys (1945–2016), sowjetischer Sportschütze
- Melnyk, Jaroslaw (* 1960), ukrainischer Philologe, Linguist und Slawist
- Melnyk, Julija (* 1991), ukrainische Naturbahnrodlerin
- Melnyk, Larry (* 1960), kanadischer Eishockeyspieler
- Melnyk, Lubomyr (* 1948), ukrainisch-kanadischer Komponist und Pianist
- Melnyk, Maksym (* 1982), ukrainischer Dokumentarfilmer
- Melnyk, Mykola (1953–2013), sowjetischer Hubschrauberpilot
- Melnyk, Stanislaw (1961–2015), ukrainischer Politiker
- Melnyk, Tetjana (* 1995), ukrainische Sprinterin und Mittelstreckenläuferin
- Melnykow, Stanislaw (* 1987), ukrainischer Hürdenläufer
- Melnykow, Wolodymyr (* 1951), ukrainischer Schriftsteller (Poesie, Prosa), Komponist, Gelehrter und Pädagoge
- Melnykowa, Iryna (1918–2010), ukrainische Historikerin
- Melnytschenko, Mykola (* 1966), ukrainischer Leibwächter des Präsidenten Leonid Kutschma
- Melnyzkyj, Mykola (1887–1965), russischer Sportschütze

### Melo
- Melo Breyner Andresen, Tomás de (1922–1993), portugiesischer Diplomat
- Melo Cruz, Olimpia Coral (* 1995), mexikanische Frauenrechtsaktivistin
- Melo de Portugal y Villena, Pedro (1733–1797), Vizekönig von Río de la Plata
- Melo e Castro, Francisco de, portugiesischer Kolonialverwalter
- Melo e Castro, Francisco de († 1664), portugiesischer Kolonialverwalter
- Melo e Castro, Francisco de (* 1702), portugiesischer Kolonialverwalter

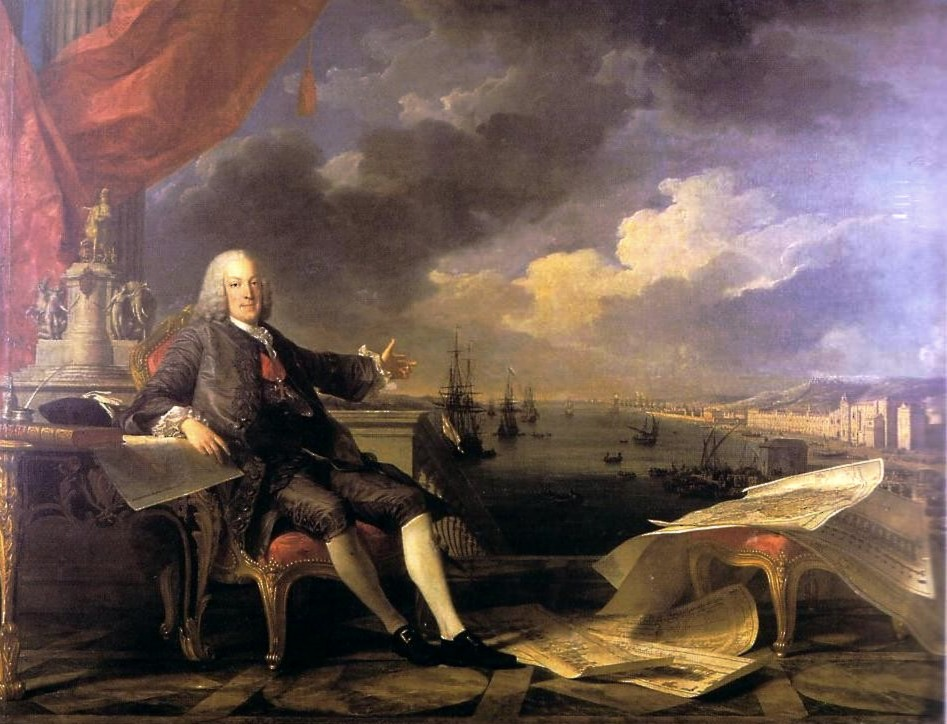
Sebastião José de Carvalho e Melo (1699–1782)

- Melo e Silva, Fellype Gabriel de (* 1985), brasilianischer Fußballspieler
- Melo Lecaros, Luis (1905–1998), chilenischer Diplomat
- Melo Pfeifer, Silvia Maria (* 1977), portugiesische Fremdsprachdidaktikerin
- Melo Santos, Alex Antônio de (* 1983), brasilianischer Fußballspieler
- Melo, Alexsandro (* 1995), brasilianischer Leichtathlet
- Melo, Américo Vieira de (1879–1950), brasilianischer Admiral
- Melo, Antônia (* 1949), brasilianische Menschenrechtlerin und Umweltschützerin
- Melo, Araquem de (1944–2001), brasilianischer Fußballspieler und -lehrer
- Melo, Brian (* 1982), kanadischer Sänger
- Melo, Carlos Galvão de (1921–2008), portugiesischer Offizier und Politiker
- Melo, Eurico de (1925–2012), portugiesischer Chemieingenieur, Unternehmer und Politiker
- Melo, Fab (1990–2017), brasilianischer Basketballspieler
- Melo, Felipe (* 1983), brasilianischer FußballspielerFelipe Melo (* 1983)

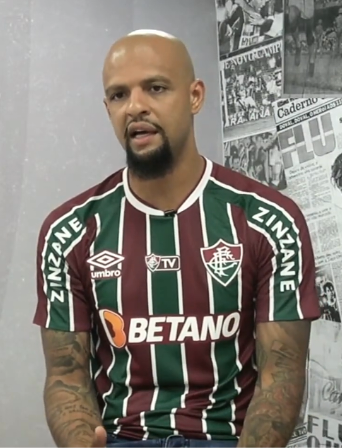
Felipe Melo (* 1983)

- Melo, Francisco de (1597–1651), portugiesischer Marqués de Tor de Laguna, Conde de Assumar und interimsweise Statthalter der habsburgischen Niederlande
- Melo, Francisco Manuel de (1608–1666), portugiesischer Dichter
- Melo, Gladstone Chaves de (1917–2001), brasilianischer Romanist, Lusitanist, Brasilianist und Linguist
- Melo, Guilherme (* 1991), brasilianischer Squashspieler
- Melo, Guilherme de (1931–2013), portugiesischer Journalist, Schriftsteller und LGBTI-Aktivist
- Melo, Ibson Pereira de (* 1989), brasilianischer Fußballspieler
- Melo, Jaime (* 1980), brasilianischer Autorennfahrer
- Melo, João de (* 1949), portugiesischer Schriftsteller
- Melo, Jorge Silva (1948–2022), portugiesischer Regisseur, Schauspieler, Drehbuchautor und Kritiker
- Melo, José Carlos (1930–2017), brasilianischer Ordensgeistlicher, Erzbischof von Maceió
- Melo, José Marcondes Homem de (1860–1937), brasilianischer Geistlicher, Bischof von São Carlos do Pinhal
- Melo, Laudelina de Campos (1904–1991), brasilianische Aktivistin, Arbeitsorganisatorin und Gemeindearbeiterin
- Melo, Letícia (* 1997), brasilianische Weitspringerin
- Melo, Marcelo (* 1983), brasilianischer TennisspielerMarcelo Melo (* 1983)

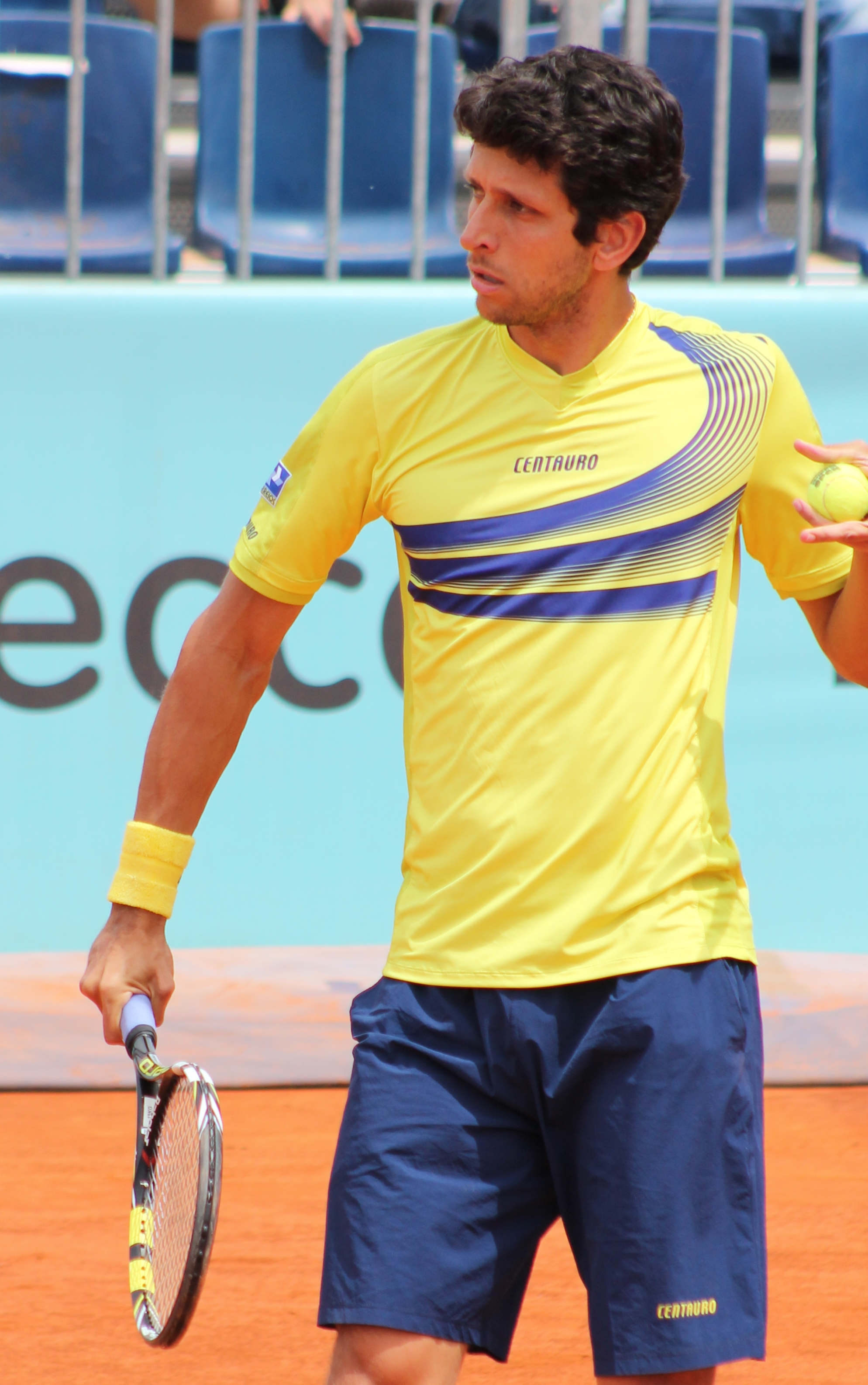
Marcelo Melo (* 1983)

- Melo, Martim (* 1973), portugiesischer Ornithologe und Naturschützer
- Melo, Naum (* 1957), türkischer Schriftsteller
- Mélo, Nina, französische Schauspielerin mit ivorischen Wurzeln
- Melo, Nuno (1960–2015), portugiesischer Schauspieler
- Melo, Nuno (* 1966), portugiesischer Politiker (CDS-PP), MdEP
- Melo, Ovídio de Andrade (1925–2014), brasilianischer Diplomat
- Melo, Pablo (* 1982), uruguayischer Fußballspieler
- Melo, Patrícia (* 1962), brasilianische Krimi-Schriftstellerin
- Melo, Pedro de († 1738), portugiesischer Gouverneur von Portugiesisch-Timor
- Melo, Pilar Homem de (* 1963), portugiesische Sängerin
- Melo, Robin (* 1987), chilenischer Fußballspieler
- Melo, Rodolfo de (* 1991), brasilianischer Fußballspieler
- Melo, Rosita (1897–1981), uruguayisch-argentinische Tangosängerin und -komponistin
- Melo, Sebastião José de Carvalho e (1699–1782), Regierungschef PortugalsSebastião José de Carvalho e Melo (1699–1782)
- Melo, Túlio de (* 1985), brasilianischer Fußballspieler
- Melo, Welington de (1946–2016), brasilianischer Mathematiker
- Melo, Wélton Araújo (* 1975), brasilianischer Fußballspieler
- Meloche, Éric (* 1976), kanadischer Eishockeyspieler
- Meloche, Gilles (* 1950), kanadischer Eishockeytorwart
- Meloche, Lise (* 1960), kanadische Biathletin
- Meloche, Nicolas (* 1997), kanadischer Eishockeyspieler
- Melodie MC (* 1970), schwedischer Musiker und Rapper
- Melody (* 1990), spanische Pop-Sängerin
- Melody, Tony (1922–2008), britischer Schauspieler
- melody. (* 1982), japanisch-amerikanische J-Pop-Sängerin und Moderatorin
- Melogno, Ángel (1905–1945), uruguayischer Fußballspieler
- Melon, Chiara (* 1999), italienische Sprinterin
- Melone, Altobello, italienischer Maler
- Melone, Gogo (* 1985), griechische Illustratorin, Metal-Sängerin und -Keybaorderin
- Melone, Maria Domenica (* 1964), italienische Ordensschwester, Theologin, Universitätspräsidentin
- Meloni, Assunta (* 1951), san-marinesische Politikerin, Staatsoberhaupt von San Marino
- Meloni, Christopher (* 1961), US-amerikanischer Schauspieler
- Meloni, Giorgia (* 1977), italienische Politikerin (Fratelli d’Italia) und JournalistinGiorgia Meloni (* 1977)

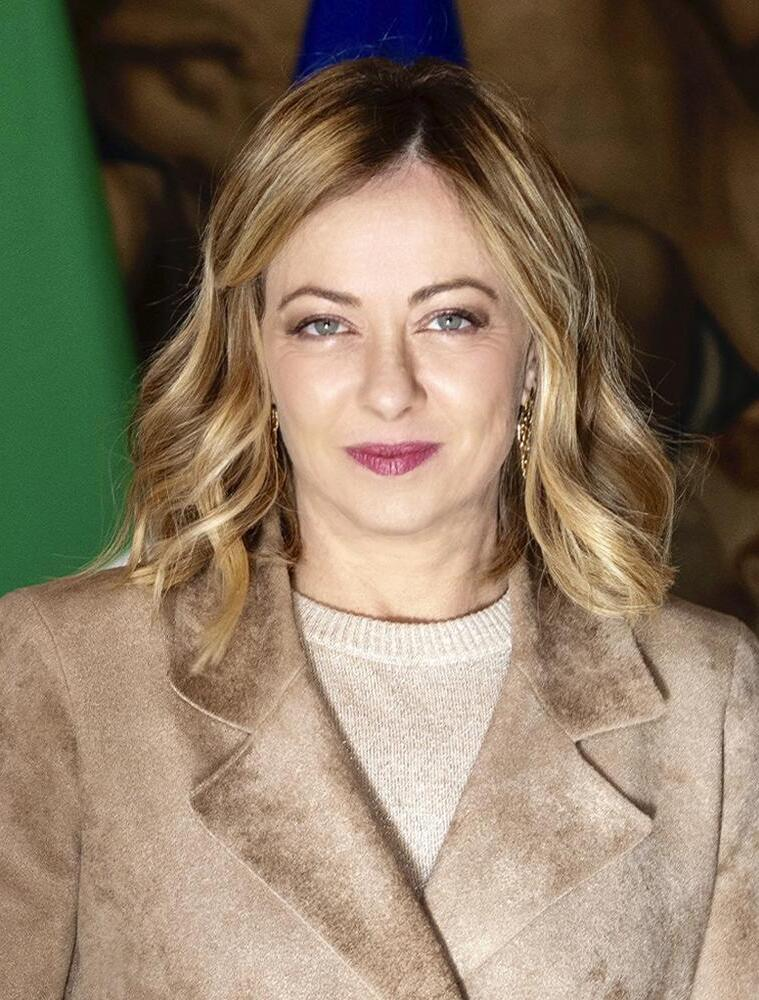
Giorgia Meloni (* 1977)

- Meloni, Pietro (* 1935), italienischer Geistlicher, emeritierter römisch-katholischer Bischof von Nuoro
- Meloni, Roberto (* 1981), italienischer Judoka
- Meloni, Zeno (1911–1984), italienischer Maler und Ingenieur
- Melos, Johann Gottfried (1770–1828), deutscher Autor und Schulmann
- Melosch, Alicia (* 2000), deutsche Tennisspielerin
- Melosh, H. Jay (1947–2020), US-amerikanischer Geophysiker
- Melot de Beauregard, Paul (* 1973), deutscher Rechtswissenschaftler
- Melot, Michel (* 1943), französischer Bibliothekar und Kunsthistoriker
- Melotte, Philibert Jacques (1880–1961), britischer Astronom
- Melotto Mazzardo, Angélico (1911–1999), italienischer Ordensgeistlicher, römisch-katholischer Bischof von Sololá
- Melouah, Sid Ali (1949–2007), algerischer Comiczeichner und Karikaturist
- Mélovin (* 1997), ukrainischer Singer/Songwriter
- Meloy, Colin (* 1974), US-amerikanischer Folk-Rock-Sänger und Gitarrist
- Meloy, Guy S. III (1930–2013), US-amerikanischer Offizier, Generalmajor der US-Army
- Meloy, Guy S. Jr. (1903–1968), US-amerikanischer Offizier, General der US-Army
- Meloy, Maile (* 1972), US-amerikanische Romanschriftstellerin
- Melozzo da Forlì (1438–1494), italienischer Maler und ArchitektMelozzo da Forlì (1438–1494)

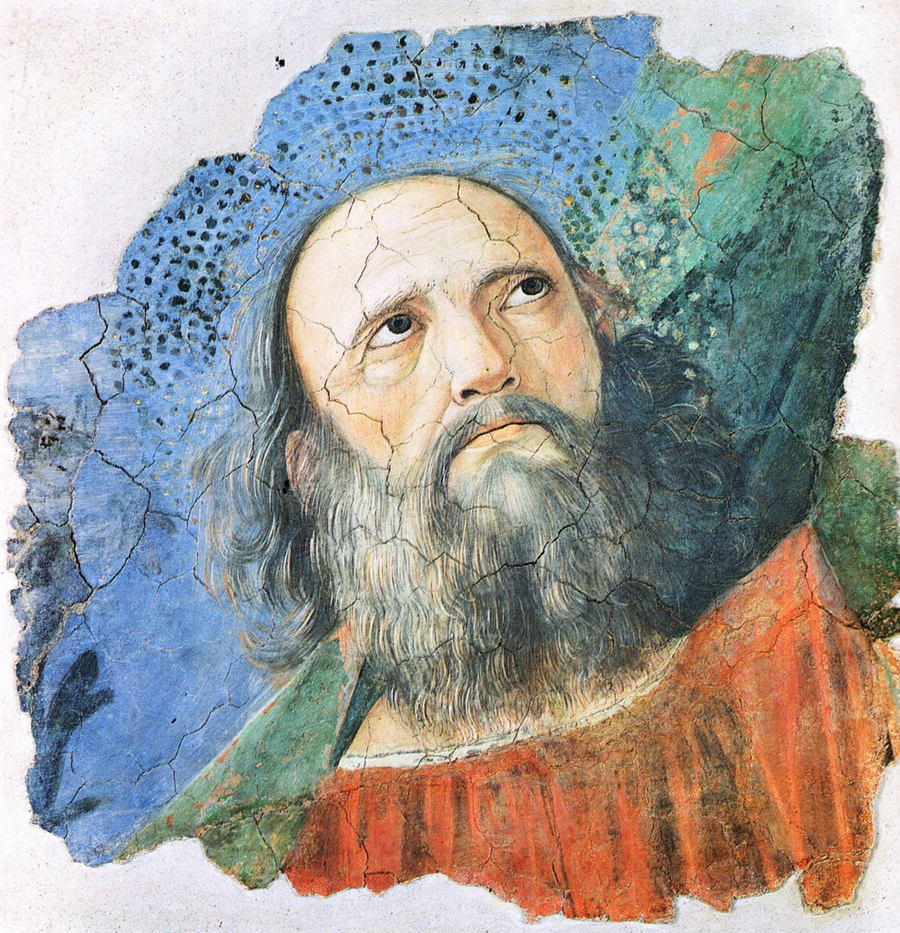
Melozzo da Forlì (1438–1494)

### Melp
- Melperger, Conrad († 1638), deutscher Maler

### Melq
- Melquiond, Benjamin (* 1975), französischer Skirennläufer
- Melquiond, Jules (* 1941), französischer Skirennläufer

### Melr
- Melrose, Barry (* 1956), kanadischer Eishockeyspieler, -trainer und General Manager
- Melrose, Diana (* 1952), britische Botschafterin
- Melrose, Frank (1907–1941), US-amerikanischer Jazzpianist
- Melrose, Lester (1891–1968), US-amerikanischer Blues-Produzent
- Melrose, Richard (* 1949), australischer Mathematiker
- Melroy, Pamela (* 1961), amerikanische Astronautin

### Mels
- Mels, Bernard (1908–1992), belgischer Ordensgeistlicher und römisch-katholischer Bischof von Luiza
- Mels, Fabrice (* 1992), belgischer Mountainbiker
- Mels-Colloredo, Alfons (1894–1975), österreichisch-deutscher Verwaltungsbeamter und Landrat
- Melsbach, Konrad (1785–1840), preußischer Landrat
- Melsen, Andreas Gerardus Maria van (1912–1994), niederländischer Wissenschaftsphilosoph
- Melsen, Monique (* 1951), luxemburgische Sängerin und Kabarettistin
- Melsheimer, Ernst (1897–1960), Generalstaatsanwalt der DDR
- Melsheimer, Fritz (1887–1967), deutscher Weingutsbesitzer und Landrat im Landkreis Zell (Mosel)
- Melsheimer, Fritz Horst (* 1950), deutscher Manager
- Melsheimer, Gretl (* 1938), deutsche Politikerin (SPD), MdL
- Melsheimer, Ignatz (1822–1911), deutscher Förster, Weinhändler und Abgeordneter
- Melsheimer, Isa (* 1968), deutsche Malerin, Objekt- und Installationskünstlerin, Keramikerin, Bildhauerin und Hochschullehrerin
- Melsheimer, Johann Adam (1683–1757), Förster und kurpfälzischer reitender Jäger im Soonwald
- Melson, Charles L. (1904–1981), US-amerikanischer Offizier, Vizeadmiral der US-Navy

### Melt
- Melter, Werner (1924–2007), österreichischer Politiker (FPÖ), Landtagsabgeordneter, Abgeordneter zum Nationalrat
- Meltinger, Heinrich († 1531), Schweizer Politiker
- Meltjuchow, Michail Iwanowitsch (* 1966), russischer Militärhistoriker
- Melton, Barry (* 1947), US-amerikanischer Gitarrist
- Melton, Charles (* 1991), US-amerikanischer Schauspieler und ModelCharles Melton (* 1991)

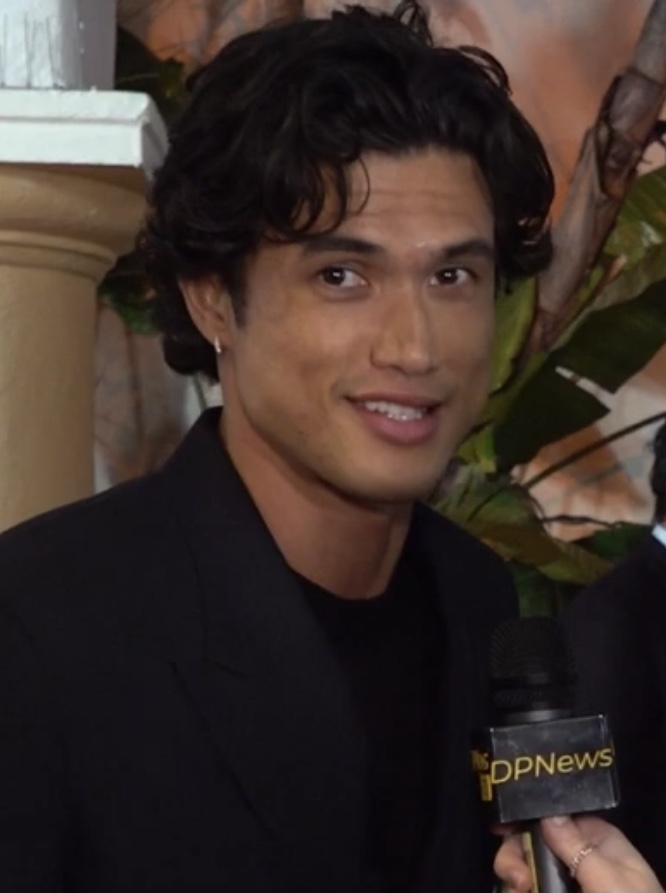
Charles Melton (* 1991)

- Melton, Douglas A. (* 1953), US-amerikanischer Molekularbiologe und Entwicklungsbiologe
- Melton, Heidi (* 1981), US-amerikanische Opernsängerin (Hochdramatischer Sopran)
- Melton, J. Gordon (* 1942), US-amerikanischer Religionswissenschaftler
- Melton, Jacob (* 2001), US-amerikanischer Schauspieler
- Melton, James (1904–1961), US-amerikanischer Sänger
- Melton, John († 1640), englischer Händler, Schriftsteller und Politiker
- Melton, Patrick (* 1975), US-amerikanischer Drehbuchautor
- Melton, Richard Huntington (* 1935), US-amerikanischer Diplomat
- Melton, Sid (1917–2011), US-amerikanischer Schauspieler
- Melton, William († 1340), englischer Geistlicher und Minister
- Melts, Tanel (* 1988), estnischer Fußballspieler
- Meltschakow, Innokenti Dmitrijewitsch (* 1907), russischer Architekt und Hochschullehrer
- Meltschuk, Igor Alexandrowitsch (* 1932), russisch-kanadischer Linguist
- Meltz, Karl (1878–1929), deutscher Jurist und Politiker
- Meltzer, Alan, US-amerikanischer Diplomat
- Meltzer, Allan (1928–2017), US-amerikanischer Wirtschaftswissenschaftler und Autor
- Meltzer, Bernard (1916–2008), britischer Informatiker und Physiker
- Meltzer, Brad (* 1970), US-amerikanischer Schriftsteller und Comicautor
- Meltzer, Christian (1655–1733), deutscher Pfarrer und Chronist
- Meltzer, Dave (* 1961), US-amerikanischer Wrestling-JournalistDave Meltzer (* 1961)

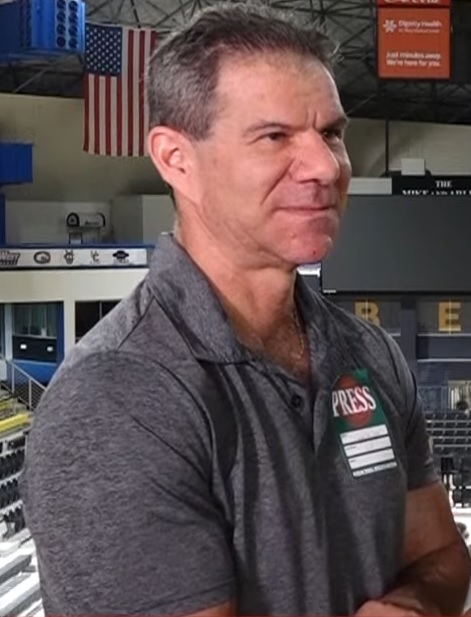
Dave Meltzer (* 1961)

- Meltzer, David J. (* 1955), US-amerikanischer Archäologe
- Meltzer, Ewald (1869–1940), deutscher Mediziner
- Meltzer, Frederik (1779–1855), norwegischer Kaufmann und Politiker, Mitglied des Storting
- Meltzer, Marlyn (1922–2008), US-amerikanische Mathematikerin und Informatikerin; Programmiererin des Computers ENIAC
- Meltzer, Otto (1846–1909), deutscher Historiker und Gymnasialdirektor
- Meltzer, Samuel James (1851–1920), US-amerikanischer Mediziner und Physiologe
- Meltzer, Steffen, deutscher Polizeibeamter, Sicherheitstrainer und Publizist
- Meltzing, Otto Ludwig von (1805–1883), deutscher Rittergutsbesitzer, Verwaltungsbeamter und Parlamentarier

### Melu
- Melua, Arkadi Iwanowitsch (* 1950), russischer Ingenieur und Wissenschaftler
- Melua, Katie (* 1984), georgisch-britische Sängerin, Songwriterin und MusikerinKatie Melua (* 1984)

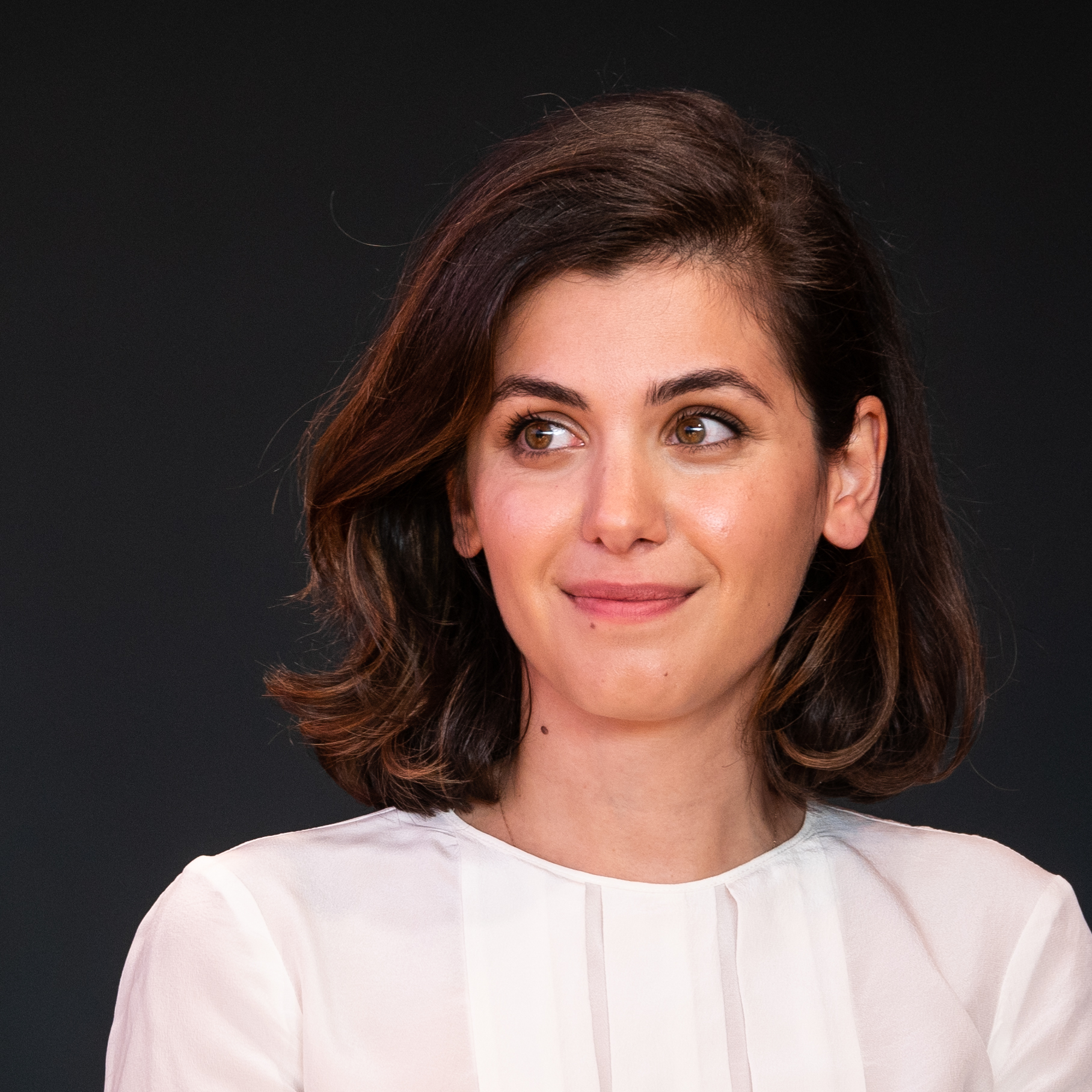
Katie Melua (* 1984)

- Melullis, Klaus-Jürgen (* 1944), deutscher Jurist
- Melun, Charles de († 1468), französischer Adeliger, Großmeister von Frankreich (1465–1468)
- Melunović, Ermin (* 1973), serbischer Fußballspieler
- Melusine von Jerusalem, Tochter des Königs von Zypern und Jerusalem
- Meluzín, Roman (* 1972), tschechischer Eishockeyspieler

### Melv
- Melvær, Frida (* 1971), norwegische Politikerin
- Melve, Silas Bule (* 1960), vanuatuischer Politiker
- Melverton, Kiah (* 1996), australische Schwimmerin
- Melvill van Carnbée, James (1867–1944), niederländischer Fechter
- Melvill, Georg Ernest von (1668–1742), braunschweig-lüneburgischer General der Infanterie
- Melvill, Michael (* 1940), US-amerikanisch-südafrikanischer Astronaut und Testpilot
- Melvill, Tim (1877–1951), britischer Polospieler und Offizier
- Melville Ives, Campbell (* 2006), neuseeländischer Snowboarder
- Melville Ives, Finley (* 2006), neuseeländischer Freestyle-Skier
- Melville, Andreas von (1624–1706), braunschweigisch-lüneburgischer Generalmajor sowie Oberamtmann und Drost von Gifhorn
- Melville, Andrew (1545–1622), schottischer Theologe und Religionsführer
- Melville, Andy (* 1968), walisischer Fußballspieler
- Melville, Arthur (1855–1904), schottischer Maler
- Melville, Carl (1875–1957), deutscher Bildhauer
- Melville, Cyron (* 1984), dänischer Filmschauspieler und Musiker
- Melville, Ellen (1882–1946), neuseeländische Rechtsanwältin, Feministin und Lokalpolitikerin
- Melville, Gert (* 1944), deutscher Mediävist
- Melville, Harry (1908–2000), schottischer Chemiker
- Melville, Herman (1819–1891), US-amerikanischer Schriftsteller, Dichter und EssayistHerman Melville (1819–1891)

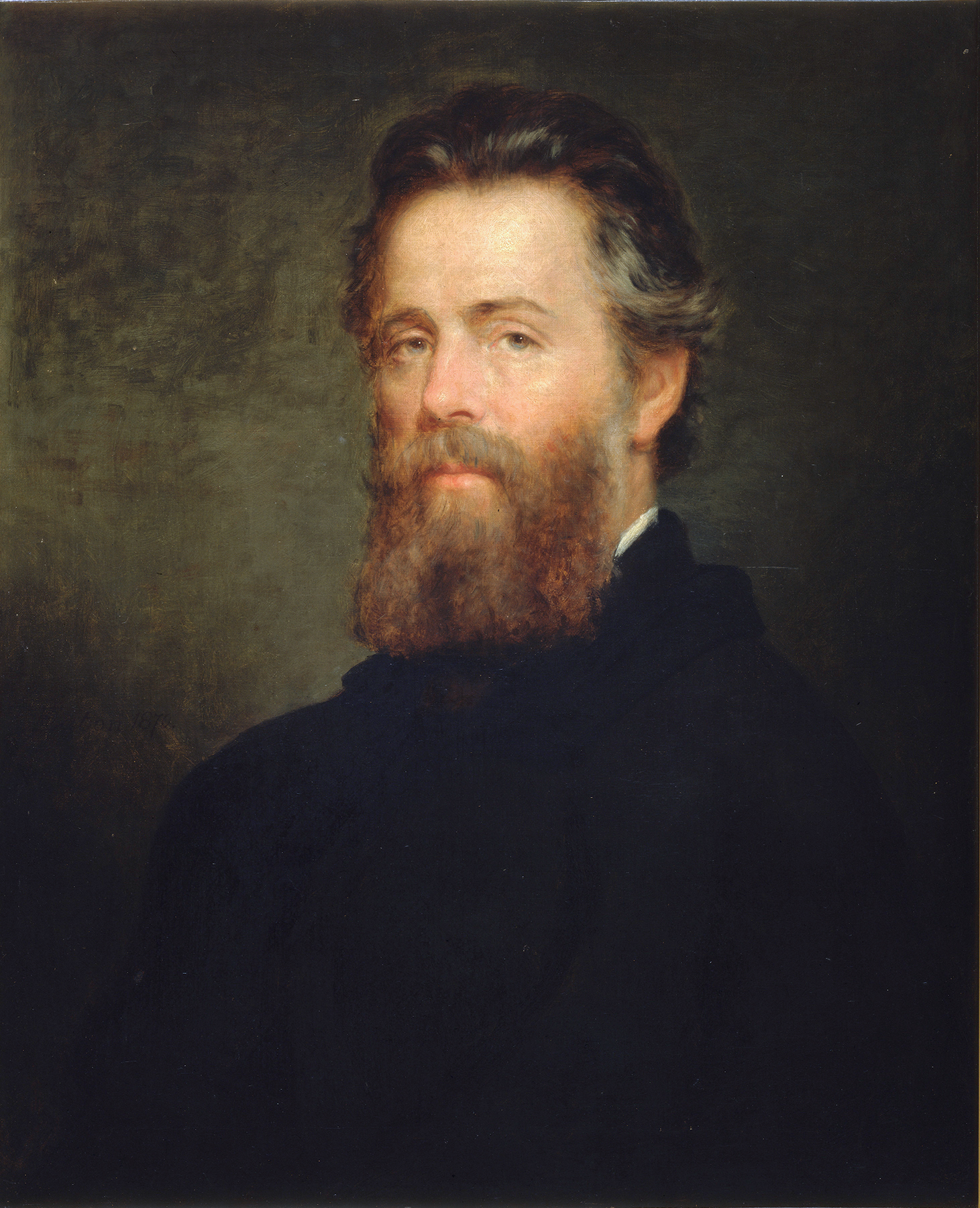
Herman Melville (1819–1891)

- Melville, James D., Jr. (* 1957), US-amerikanischer Diplomat
- Melville, Jean-Pierre (1917–1973), französischer Filmregisseur und Drehbuchautor
- Melville, Philip de, schottischer Adliger und Beamter
- Melville, Rodney (* 1941), US-amerikanischer Richter
- Melville, Sam (1936–1989), US-amerikanischer Schauspieler
- Melville, Scott (* 1966), US-amerikanischer Tennisspieler
- Melvin, Allan (1923–2008), US-amerikanischer Schauspieler und Sprecher in Zeichentrickfilmen
- Melvin, Eric (* 1966), US-amerikanischer Punkrock-MusikerEric Melvin (* 1966)

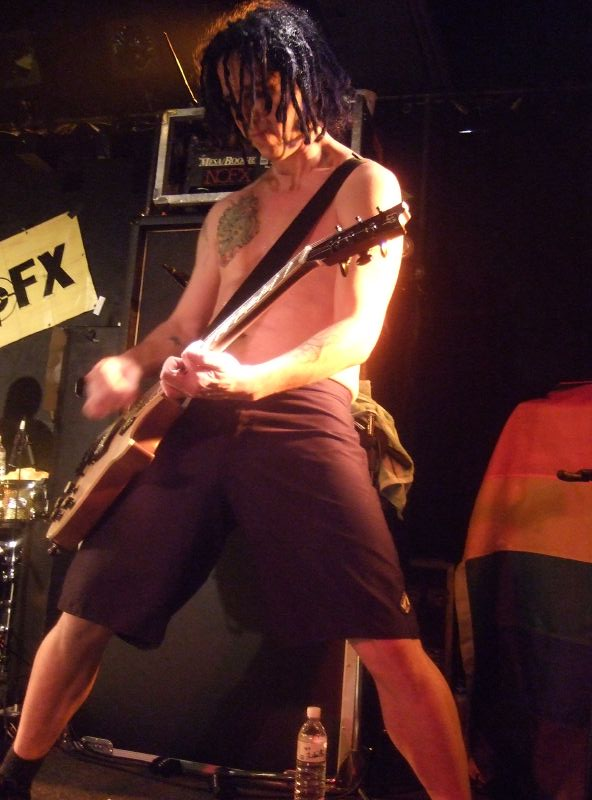
Eric Melvin (* 1966)

- Melvin, Jeffrey A., Szenenbildner und Requisiteur
- Melvin, Leland Devon (* 1964), US-amerikanischer Astronaut
- Melvin, Mekenna (* 1985), US-amerikanische Schauspielerin
- Melvin, Mungo (* 1955), britischer Offizier und Militärhistoriker
- Melvin, Murray (1932–2023), britischer Schauspieler
- Melvin, Rachel (* 1985), US-amerikanische Film- und Fernsehschauspielerin
- Melvoin, Jonathan (1961–1996), US-amerikanischer Musiker
- Melvoin, Mike (1937–2012), US-amerikanischer Jazzpianist, Arrangeur und Komponist
- Melvoin, Susannah (* 1964), US-amerikanische Sängerin und Songwriterin
- Melvoin, Wendy (* 1964), US-amerikanische Gitarristin und Singer-Songwriterin
- Melvyn, Glenn (1918–1999), britischer Schauspieler und Theaterautor

### Melw
- Melweiß, Wenzel, niederländischer, in Württemberg lebender Theologe

### Melz
- Melz, Alois (1923–2012), deutscher DBD-Funktionär
- Melz, Denner Fernando (* 1999), brasilianischer Fußballspieler
- Melzack, Ronald (1929–2019), kanadischer Psychologe
- Melzener, Axel (* 1975), deutscher Drehbuchautor, Autor, Spielautor und Dozent
- Melzer, Abraham (* 1945), deutsch-jüdischer Verleger, Buchautor, Übersetzer und Herausgeber
- Melzer, Andreas (* 1960), deutscher Science-Fiction-Autor
- Melzer, Anton (1898–1951), österreichischer Politiker und Bürgermeister von Innsbruck
- Melzer, Arnulf (* 1947), deutscher Biologe
- Melzer, Benjamin (* 1987), deutsches Model, Transgender-Aktivist und BloggerBenjamin Melzer (* 1987)

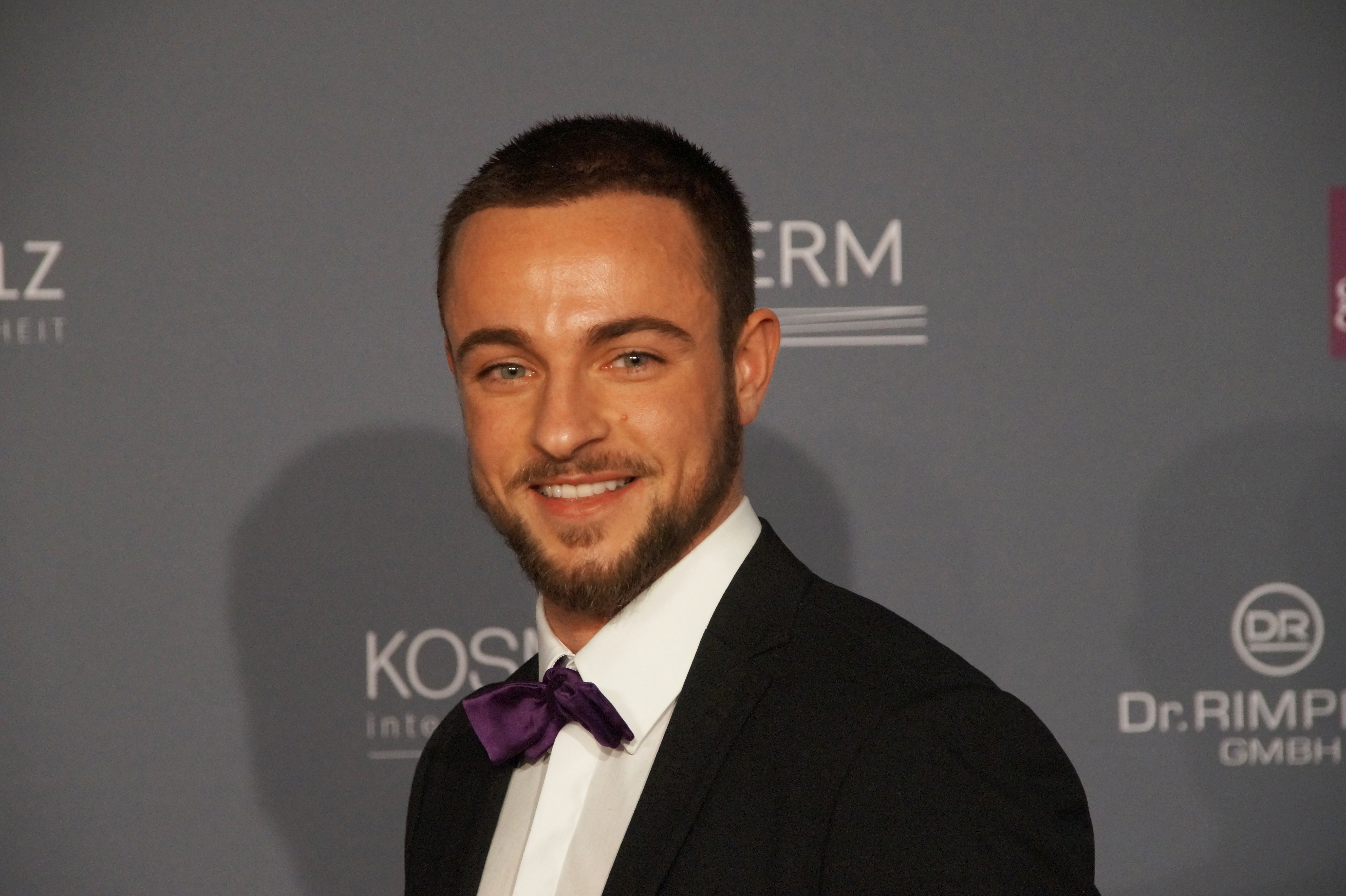
Benjamin Melzer (* 1987)

- Melzer, Bernhard († 1512), Oberlausitzer Geschichtsschreiber
- Melzer, Brigitte (* 1971), deutsche Autorin
- Melzer, Conny (* 1979), deutsche Sonderpädagogin
- Melzer, Dagmar (* 1945), deutsche Hochspringerin
- Melzer, Elias (1530–1594), Bürgermeister von Görlitz
- Melzer, Frank (1960–2018), deutscher Fußballspieler
- Melzer, Friso (1907–1998), deutscher Theologe und Philologe
- Melzer, Gerald (* 1990), österreichischer TennisspielerGerald Melzer (* 1990)

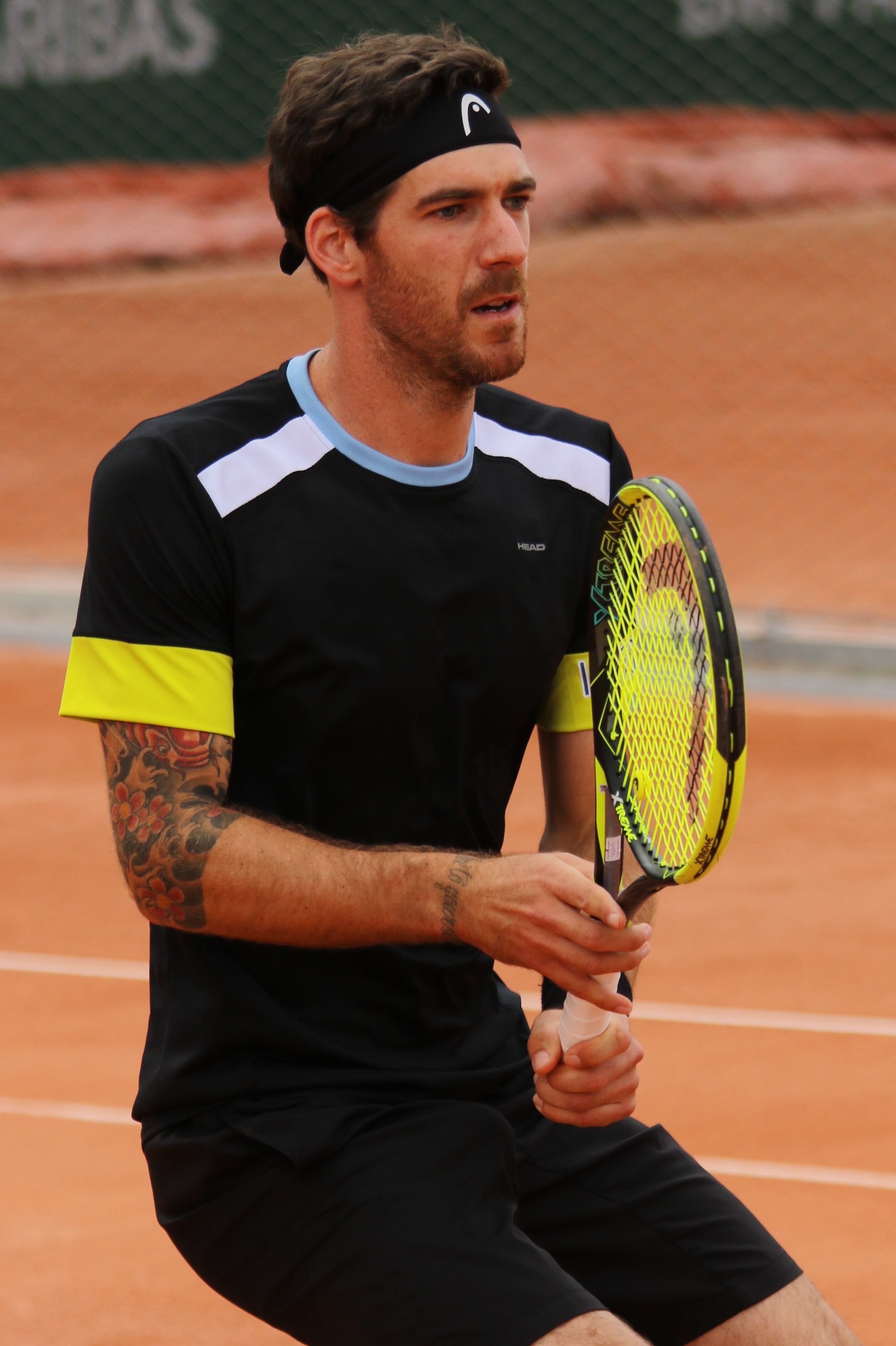
Gerald Melzer (* 1990)

- Melzer, Gerhard (* 1950), österreichischer Germanist
- Melzer, Gottfried (1932–2013), österreichischer römisch-katholischer Priester
- Melzer, Gottfried Heinrich (1820–1867), deutscher Bossierer
- Melzer, Gustav (1932–2008), österreichischer Grabungstechniker beim Bundesdenkmalamt
- Melzer, Hagen (* 1959), deutscher Leichtathlet und Olympiateilnehmer
- Melzer, Heiko (* 1976), deutscher Politiker (CDU), MdA
- Melzer, Heinrich (1890–1967), deutscher Gewerkschafter und Widerstandskämpfer
- Melzer, Herbert (* 1913), deutscher Fußballtrainer
- Melzer, Johanna (1904–1960), deutsche Politikerin (KPD), MdL, Widerstandskämpferin gegen das NS-Regime
- Melzer, Jürgen (* 1941), deutscher Maler und Grafiker
- Melzer, Jürgen (* 1981), österreichischer TennisspielerJürgen Melzer (* 1981)

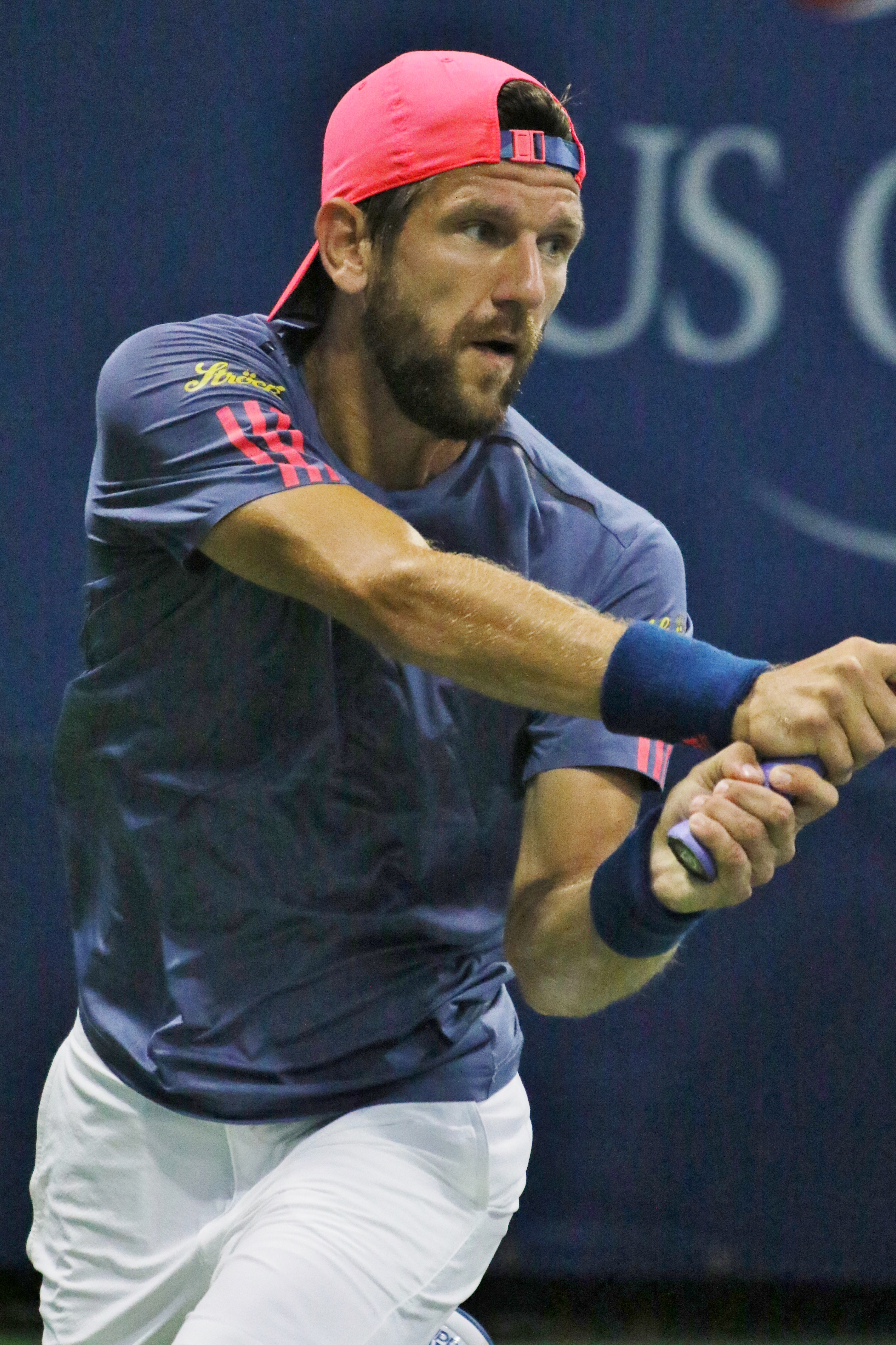
Jürgen Melzer (* 1981)

- Melzer, Karl (* 1926), deutscher Fußballspieler
- Melzer, Karl-Heinrich (* 1958), deutscher evangelischer Theologe
- Melzer, Karl-Heinz (* 1937), deutscher Regionalhistoriker
- Melzer, Liane (* 1952), deutsche Politikerin (SPD)
- Melzer, Ludwig (* 1796), deutscher Porträt- und Historienmaler
- Melzer, Manfred (1944–2018), deutscher Geistlicher, römisch-katholischer Weihbischof im Erzbistum Köln
- Melzer, Margarete (1901–1959), deutsche Schauspielerin und Hörspielsprecherin, sowie Malerin und Grafikerin
- Melzer, Martin (* 1901), deutscher Kommandeur von Wachmannschaften in Konzentrationslagern
- Melzer, Moriz (1877–1966), deutscher Maler und Grafiker des Expressionismus
- Melzer, Nils (* 1970), schweizerischer Rechtswissenschaftler und Autor
- Melzer, Petra (* 1947), deutsche Politikerin (SPD), MdHB
- Melzer, Ralf (* 1967), deutscher Historiker, Publizist, Mitarbeiter Friedrich-Ebert-Stiftung
- Melzer, Rich (* 1979), US-amerikanischer Basketballspieler
- Melzer, Tino (* 1982), deutscher Jurist
- Melzer, Uwe (* 1960), deutscher Kommunalpolitiker (CDU)
- Melzer, Václav (1878–1968), tschechischer Botaniker und Mykologe
- Melzer, Walter (1894–1961), deutscher General der Infanterie im Zweiten Weltkrieg
- Melzer, Werner (* 1954), deutscher Fußballspieler
- Melzer, Wolfgang (* 1948), deutscher Schulpädagoge und Hochschullehrer
- Melzi d’Eril, Francesco (1753–1816), italienischer Politiker
- Melzi d’Eril, Lodovico (1820–1886), italienischer Adliger und Unternehmer
- Melzi, Camillo (1590–1659), italienischer Erzbischof und Kardinal
- Melzi, Francesco, italienischer Maler der lombardischen Schule, Lieblingsschüler des Leonardo da Vinci und dessen Haupterbe
- Melzig, Jens (* 1965), deutscher Fußballspieler und Trainer
- Melzig, Siegfried (* 1940), deutscher Fußballtrainer
- Melzl, Barbara (* 1957), Schweizer Schauspielerin
- Melzl, Stephan (* 1959), Schweizer bildender Künstler
- Melzwig, Marcus (* 1979), deutscher Schauspieler und Sänger